# Personnages de la Roue du temps
 (septembre 2018).
- Si vous ne connaissez pas le sujet, laissez ce bandeau (vous pouvez alors contacter les auteurs).
- Si vous supprimez le contenu mis en cause (vous pouvez préalablement contacter les auteurs),

argumentez précisément cette suppression dans la page de discussion
(un manque de référence n'est pas un argument ; une recherche réelle de référence doit avoir été effectuée, être formellement documentée).
 (septembre 2018).
Le cycle de romans fantasy La Roue du temps a été écrit par Robert Jordan de 1990 à sa mort en 2007, puis par Brandon Sanderson jusqu'en 2013.

## Personnages principaux

### Les troisTa'veren

#### Rand al'Thor

Bannière de Dragon

Bannière de Lumière

##### Berger
Bien qu'il l'ignore au début, Rand n'est que le fils adoptif de Kari et Tam al'Thor. Tam l'a trouvé sur les pentes du Mont Dragon pendant la Guerre des Aiels alors que Rand n'était encore qu'un bébé à demi mort de froid. Il a grandi dans les Deux-Rivières (antique royaume de Manetheren) au Champ d'Emond, dans le Royaume d'Andor, mais le pouvoir royal est tombé en désuétude dans la région isolée.
Il a été éduqué comme tous les gens des Deux-Rivières, c'est sans doute pourquoi on lui reproche souvent d'être si têtu et en particulier son amie Egwene à qui il est pratiquement fiancé.
Un beau jour, alors que Rand a tout juste 18 ans, il aperçoit un Myrddraal qui le surveille avant de disparaître, et le lendemain même, des Trollocs donnent l'assaut au Champ d'Emond, alors que tous ses habitants prenaient les Trollocs pour des contes. Le village parvient à se défendre, surtout grâce à Moiraine, une Aes Sedai, et à son Lige Al'Lan Mandragoran (Lan). Moiraine dit à Rand que le Ténébreux le recherchent, lui ou deux de ses amis : Matrim Cauthon le farceur, et Perrin Aybara l'apprenti forgeron. Pour éviter d'attirer des ennuis à leur village, les trois jeunes hommes sont contraints de s'enfuir avec Moiraine. Leur destination est la lointaine (et pour eux tout aussi légendaire) Tar Valon. Egwene apprend ce qu'ils vont faire et décide de les accompagner, et Thom Merrilin, un ménestrel de passage décide de les suivre lui aussi. 
Traqués par les sbires de l'Ombre, ils voyagent au grand galop, pratiquement sans s'arrêter, et sans avertir personne de ce qu'ils font et où ils vont.

##### De Baerlon à Caemlyn
Leur périple les amène à Baerlon, une ville d'importance moyenne au nord des Deux-Rivières. Là, Mat joue une farce aux Enfants de la Lumière (plus communément appelés Blancs Manteaux par dérision), et c'est Rand, qui riant aux éclats se fait remarquer tandis que Mat s'est éclipsé. De retour à l'auberge où ils logent, Rand fait la connaissance d'Elmindreda Farshaw (Min) qui lui explique qu'elle a parfois des visions sur les gens. Après quelques propos inquiétants sur son avenir qu'elle prévoit dangereux, Rand un peu craintif la quitte pour retrouver aussitôt Nynaeve. Nynaeve, bien qu'encore très jeune est aussi la Sagesse du Champ d'Emond, et elle a bien l'intention de les ramener chez eux, en sécurité. Rand lui explique néanmoins qu'ils n'ont pas le choix. Quand un Myrddraal est sur le point de tuer Rand, tous en sont persuadés et ils reprennent la route encore plus vite qu'auparavant.
Sur la route vers l'Est, ils sont rattrapés par des Trollocs, et pour éviter le combat, ils se réfugient dans la dangereuse Shadar Logoth qui fait si peur aux Trollocs. La protection n'est que temporaire : entre le mal qui ronge la ville et qui menace de les tuer, et les Trollocs qui finissent malgré tout par y pénétrer ils sont obligés de fuir. Cette débandade les divise et les disperse. Rand, Mat et Thom sont seuls. Ils prennent un passage sur le bateau d'un certain Bayle Domon et arrivent à Pont-Blanc sans autre anicroche. 
Une fois à Pont-Blanc, leur crainte d'être suivis a diminué. Il faudra que Thom se sacrifie en affrontant un Myrddraal pour laisser à Rand et à Mat le temps de s'enfuir pour les convaincre du contraire.
Affolés, Rand et Mat se dirigent toujours vers l'Est. Dans chaque village qu'ils traversent ils jonglent et jouent de la flûte pour se payer le souper. Les Amis du Ténébreux sont toujours à leur trace, et ce n'est qu'épuisés qu'ils parviennent à Caemlyn, la capitale d'Andor.
En observant du haut d'un muret passer un cortège, Rand tombe et se retrouve à l'intérieur des jardins du palais royal. C'est Elayne Trakand la Fille-Héritière du Trône qui en parlant l'a surpris au point de chuter. Elayne soigne avec un baume les blessures aux mains et à la tête de Rand, et ils discutent brièvement. Quand Rand s'aperçoit qu'il parle tranquillement avec la fille d'une reine et son frère Gawyn, il veut s'en aller. Mais les gardes le surprennent alors, et il est amené devant Morgase Trakand la reine d'Andor. Interrogé par elle, Rand ne peut s'en aller que grâce à Elayne qui prend sa défense. Autrement, Elaida la conseillère Aes Sedai de la reine l'aurait sûrement interrogé beaucoup plus en détail et privé de liberté.
Une bonne surprise l'attend à son retour à l'auberge : les autres l'ont retrouvé, leur groupe est reformé (à part Thom présumé mort).

##### La Dévastation
Les Voies, le dangereux moyen de transport magique inutilisé depuis des siècles est leur seul moyen d'échapper aux ennemis qui sont toujours à leur trousses. Toutefois, le mal est toujours là, et ils sont presque rattrapés par le Machin Shin, l'être qui hante les Voies et dévore les âmes de ses victimes. L'avantage des Voies, c'est leur rapidité; ils sont désormais très au Nord, au Shienar plus précisément.
De là, ils se rendent dans la Grande Dévastation, terre moribonde en putréfaction et parsemée de créatures du Ténébreux. 
Ils parviennent à l'Œil du Monde, une réserve de Saidin purifié. Ils y découvrent l'Homme Vert qui est le gardien de l'Œil, de la Bannière du Dragon, du Cor de Valère et d'un des sceaux brisé de la prison du Ténébreux.
Mais les terribles Réprouvés, serviteurs les plus puissants du Ténébreux, commencent à se libérer de leur prison trois fois millénaire. Deux d'entre eux les surprennent et les attaquent. Moiraine est repoussée tel un brin de paille, Nynaeve blessée et Lan rejeté au loin. L'Homme Vert intervient alors et tue l'un des Réprouvés du nom de Balthamel mais est tué en même temps. Furieux, l'autre nommé Aginor s'apprête à les achever.
C'est alors que Rand fait la terrible découverte qu'il est capable de canaliser le Saidin. En en faisant usage, il brûle Aginor, hors de vue des autres et affronte Ba'alzamon qu'il vainc.

##### De Fal Dara à Cairhien
De retour à Fal Dara, Rand y séjourne pendant un mois durant lequel il s'entraîne à l'épée avec Lan. Élève très rapide, il n'a besoin de voir une chose qu'une seule fois pour la connaître, et il fait déjà preuve d'une grande habileté. Intelligent, de forte volonté et têtu, c'est un homme d'honneur chevaleresque qui s'habitue assez bien aux manières du Shienar (sauf aux bains publics !) et qui se demande ce qu'il va faire.
Car Rand est le Dragon Réincarné, destiné à devenir le plus grand ennemi du Ténébreux, mais il est un Aes Sedai masculin ; or, la partie masculine de la vraie source est souillée par le Ténébreux de façon que tous les hommes œuvrant trop longtemps avec le Saidin soient condamnés à devenir fous. Ce sont ces hommes qui ont provoqué la destruction du monde après avoir emprisonné le Ténébreux, ravageant tout dans leur folie. C'est le sort dont Rand a peur, et en même temps la raison pour laquelle il a peur de faire du mal à ses amis. En attendant, il savoure au maximum leur compagnie qu'il craint de voir s'éloigner de lui, et évite Moiraine qui connaît sa véritable nature. 
Une rencontre inattendue avec l'Amyrlin Siuan Sanche renforce sa volonté de ne pas se faire manipuler par les Aes Sedai. Après une attaque de Trollocs, le Cor de Valère est pris, ainsi que le poignard que Mat avait subtilisé à Shadar Logoth et auquel son sort est lié. Pour les récupérer, Rand s'engage dans une longue traque à travers les Marches avec des hommes du Shienar comme Ingtar, qui commande la troupe, le borgne Uno, Loial l'Ogier et Hurin le Flaireur, qui a la capacité de sentir les personnes ayant accompli des actes violents. Cette traque les mènera jusqu'en Cairhien.

##### De Cairhien à Tear
Rand, qui se fait passer pour un seigneur, joue de son mieux au Grand Jeu, mélange d'intrigues, de manœuvres politiques et autres subtilités allant jusqu'à l'assassinat. Il retrouve la trace des Trollocs, et parvient à les suivre en canalisant, après avoir empruté une des Pierres Porte de jadis.
À Falme, les envahisseurs Seanchans sont de retour au bout de mille ans. Leurs armées ont balayé celles de l'Arad Doman et du Tarabon. C'est le Puissant Seigneur Turak qui les commande, et c'est lui qui a désormais l'objet de leur quête.
Le petit groupe tente une infiltration discrète pour récupérer le Cor, mais elle échoue et ils sont obligés de se battre contre les gardiens. Rand lui-même affronte Turak qui est un puissant Maître d'Armes. Après avoir subi plusieurs blessures, et en se concentrant au maximum, Rand parvient à le tuer.
Mais des milliers de Seanchans sont assemblés, et en face d'eux un millier de soldats Blancs Manteaux. Rand et ses amis sont au milieu, et Mat est obligé de sonner du Cor, rappelant les héros morts de jadis. Pendant qu'au sol la bataille commence, Ishamael fait son apparition dans le ciel, bien décidé à tuer Rand. Ils s'affrontent en vue de tous. Rand met l'épée au fourreau (posture de Lige qui implique de se laisser transpercer par l'épée adverse pour pouvoir lui porter un coup) et parvient à le vaincre, mais pas à le tuer. Rand est gravement blessé, Moiraine essaye de le soigner, mais cette plaie n'est pas guérissable et il doit désormais supporter la douleur à son côté.
En attendant, beaucoup de monde a vu le Dragon, et des guerres civiles éclatent en sa faveur dans l'Arad Doman et le Tarabon. Rand, lui, passe tout l'hiver à attendre dans un refuge, forcé par Moiraine qui tient à le garder à sa portée. Exaspéré, et voulant savoir ce qu'il est réellement, Rand se rend seul à Tear où se trouve Callandor, l'épée qui selon les Prophéties du Dragon ne peut être prise que par le Dragon Réincarné quand la forteresse de la Pierre de Tear tombera.
Il y parvient après un épuisant voyage et y pénètre tandis qu'indépendamment de lui les Aiels donnent l'assaut. Be'lal un des Réprouvés attendait qu'il se soit emparé de Callandor (qui est un puissant Sa'angreal) pour le tuer. Ils s'affrontent à l'épée mais Rand n'est pas de taille. Moiraine surgit alors et tue Be'lal avec le Malefeu.
Ishamael intervient alors une fois de plus et blesse Moiraine. Rand s'empare de Callandor, et cette fois parvient à le tuer. Brandissant l'Épée qui ne peut pas être touchée, Rand met fin aux combats et la Pierre de Tear se rend.

##### Avec les Aiels
Les Aiels dirigés par Rhuarc sont à la recherche du Car'a'Carn, le chef des chefs de clans Aiels qu'ils nomment aussi Celui-Qui-Vient-Avec-l'Aube : l'homme censé unir les clans sans cesse divisés et les mener à la guerre. Rand qui dirige désormais le Tear pense, d'après les Prophéties, qu'il s'agit peut-être de lui. Après avoir imposé sa volonté aux seigneurs de Tear qui -quand ils ne complotent pas - le soutiennent du bout des lèvres, et créé des lois plus égalitaires pour le peuple de Tear qui est tyrannisé, Rand décide d'aller dans la Terre Triple, le Désert des Aiels. Auparavant, Egwene lui déclare qu'elle l'aime, mais uniquement comme un frère, et il lui dit que c'est mutuel. Cependant Elayne lui déclare son amour, et ils auront trois jours de liberté ensemble pour que Rand écoute ses conseils sur la façon de gouverner et profiter de sa compagnie.
Il laisse Callandor (protégée par le Pouvoir) sur place pour rappeler aux Teariens son existence et les pousser à obéir, il voyage encore une fois avec une Pierre Porte. Il emmène avec lui la centaine d'Aiels qui ont pris la Pierre grâce à un petit Angreal. 
Chez les Aiels, il entre dans Rhuidean où seul un homme sur trois survit et il en ressort marqué de deux dragons sur ses avant-bras, symbole du Car'a'Carn. Rand découvre l'histoire de ses ancêtres Aiels. En effet ses vrais parents sont Janduin, ancien chef des Aiels Taardads et Shaiel (qui est en fait Tigraine, l'ancienne Fille-Héritière d'Andor) morts tous les deux depuis longtemps.
Les Prophéties des Aiels disent que le Car'a'Carn les brisera, mais que sans lui aucun Aiel n'a la moindre chance de survie : c'est une prophétie dure pour un peuple dur.
Couladin, un Aiel ambitieux et jaloux de Rand, entreprend un voyage à l'Alcair Dal pour se proclamer - avant Rand - le véritable Car'a'carn. Les nombreux, mais peu aimés, membres du clan des Shaidos le soutiennent en tout, et n'ont que mépris pour Rand qu'ils qualifient d'homme mou des Terres Humides.
Aussitôt, Rand entreprend d'y aller au plus vite avec autant d'Aiels que possible. En chemin, les Sagettes Aielles lui envoient Aviendha, une ancienne Vierge de la Lance, et désormais apprentie Sagette, capable de canaliser afin de l'instruire sur leur coutume. Quand Aviendha ne fait pas preuve envers lui de son caractère cinglant et s'oublie au point de discuter avec lui normalement, Rand apprécie alors sa compagnie.
En chemin, ils croisent des colporteurs (en fait des amis du Ténébreux) qui en viennent à les accompagner. Natael le ménestrel tente d'engager des conversations macabres avec Rand sur la manière dont il accepte son destin (mourir dans le meilleur des cas), en vain.
Des Myrddraals et Draghkar tentent à plusieurs reprises de le tuer. Une fois, Aviendha et lui se sauvent mutuellement la vie avec une boule de feu et le Malefeu.
À l'Alcair Dal, alors que Couladin proclame devant tous qu'il unifiera les Aiels et les mènera à la conquête de monde, Rand se contente d'annoncer la vérité : à savoir que les Aiels n'ont pas le passé glorieux qu'ils croyaient, mais au contraire que jadis ils avaient fait serment de ne jamais exercer de violence, sous aucun prétexte. Les Aiels sont perturbés par ses révélations, et beaucoup ne peuvent les accepter. 
Mais Asmodean, qui était en fait Natael, est allé à Rhuidean pour s'emparer du plus puissant Sa'Angreal masculin ayant été créé. Mis au courant par Lanfear, Rand le poursuit et ils luttent pour la possession du Sa'Angreal. Rand l'emporte, et réduit Asmodean à l'impuissance. Désormais il devra enseigner à Rand le maniement du Pouvoir Unique (comme protéger ses rêves du Ténébreux et des Réprouvés, canaliser un Portail pour Voyager, tisser des flux qui rendent invisibles les choses immobiles derrière, trancher des flux de Saidar, etc.)
Furieux après Rand, Couladin se dirige avec ses fidèles hors du désert pour y porter la guerre. Les chefs, eux, étaient avec les Sagettes les seuls à connaître la vérité, et ils sont bien obligés de reconnaître Rand établi à Rhuidean en attendant que les Aiels le suivent. Il supporte tant bien que mal la présence de ses gardes Aielles, dont la plus redoutable est sans doute Suline qui ne cesse par la suite de le suivre pour le protéger. Six clans déjà suivent Rand, mais il s'agit de rattraper Couladin et de le neutraliser avant que ses partisans gagnent en nombre.
D'autant que Couladin laisse derrière lui des villes réduites en cendres, avec leurs murailles ornées de cadavres pourrissants en guise de dissuasion envers Rand.

##### Retour à l'Ouest de l'Échine du Monde
Alors qu'ils cheminent vers le Cairhien, une nuit Rand surprend par accident Aviendha en train de se laver. Mortifiée elle crée un portail et Voyage pour lui échapper vers un pays lointain couvert de neige. Nue, par cette température, elle n'a aucune chance de survivre, d'autant qu'elle court comme une folle pour s'éloigner de lui. Rand tente de la rattraper pour la faire revenir, mais elle tombe dans un lac glacé. Rand la tire de là, lui-même à moitié mort de froid sous le blizzard. Il se sert de pouvoir pour leur faire un abri de neige tassée dans la tourmente. Aviendha est toujours sans connaissance, et Rand n'a plus la force de faire un feu pour la réchauffer. En désespoir de cause, il est obligé d'utiliser sa chaleur corporelle pour la sauver. Quand elle se réveille, loin de s'indigner, elle lui avoue être amoureuse de lui ; elle révèle qu'en fait, elle avait promis à Elayne de veiller sur lui pour elle, et cette dualité explique pourquoi elle le fuyait et s'énervait sans cesse après lui. Avant que Rand ait pu ajouter quoi que ce soit, elle l'embrasse et ils passent la nuit ensemble. Au matin, Aviendha regrette d'avoir cédé à son envie, et déclare qu'elle a du Toh envers Elayne, annonce à Rand que cela ne se reproduira pas. Et en effet, si elle est désormais plus détendue avec lui, les choses s'arrêtent là pour l'instant.
Après une poursuite entre les deux armées en marche, Rand parvient devant la ville de Cairhien où se livre une bataille. Les faubourgs ont depuis longtemps brûlé lors des premières attaques des Shaidos qui ont d'ailleurs failli prendre les murs de la cité.
Les Shaidos sont au nombre de 160 000, constituant une armée impressionnante supérieure à toutes. Rand, lui, est à la tête de sept des clans Aiels, soit pratiquement 300 000 guerriers et Vierges de la Lance : la plus grande armée au monde depuis des millénaires. Seulement, quatre clans n'ont pas encore fait part de leurs intentions, il risque donc d'être en infériorité numérique s'ils se retournent contre lui.
Il garde donc une partie de ses forces en réserve, tandis que les soldats combattent sur la plaine et dans les bois devant la cité à égalité d'effectifs. Pour faire pencher la balance en sa faveur, Rand canalise depuis une tour en bois, protégé en bas par Suline et les Vierges de la Lance. Aviendha et Egwene font de même pour l'aider, elles projettent des éclairs sur les Shaidos, tandis que Rand fait fondre à des lieues de là les collines où ils sont embusqués, durant toute la journée. Sammael foudroie la tour, et Rand parvient tout juste à sauver les deux jeunes femmes, mais il reçoit sur la tête une partie des décombres. Assommé et extrêmement fatigué, il se relève néanmoins pour aller poursuivre le combat alors qu'Egwene et Aviendha sont parties se reposer. Plusieurs fois il doit se défendre contre Sammael qui reste caché, mais il continue quand même ses efforts. À la fin de la journée, la bataille est une victoire, mais il est à moitié mort de fatigue et de ses blessures, et c'est Suline qui doit le ramener à Moiraine pour qu'il soit soigné.

##### L'avancée du Dragon
Le Cairhien se soumet alors au vainqueur, le Dragon Réincarné, et Rand doit faire preuve d'encore plus d'astuce pour éviter qu'on tente de le manipuler, ou même de comploter contre lui pour obtenir davantage de pouvoir, notamment face à Colavaere qui essaie en vain d'avoir prise sur lui en lui envoyant des jeunes femmes.
Rand proclame que les seigneurs du Tear n'ont pas le droit de se tailler des terrains dans le Cairhien comme ils avaient commencé à le faire, et qu'il destine le trône à Elayne Trakand qui a des liens de parenté avant l'ancien roi. En attendant, il place Berelain, la Première de Mayenne, à la tête du gouvernement, avec Rhuarc pour l'appuyer en cas de problème, tâche dont elle s'acquitte avec succès malgré les tentatives d'intimidation de Colavaere.
La nouvelle parvient alors que Rahvin a tué Morgase. Furieux contre lui-même de n'avoir rien fait alors qu'il savait que ce risque existait, tout cela pour ne pas être prévisible et tomber ainsi dans un piège, Rand décide alors d'organiser un raid sur Caemlyn. Mais juste avant ce raid, Lanfear apprend sa liaison avec Aviendha. Folle de jalousie, elle tente de le tuer. Rand ne peut se résigner à tuer une femme, et il ne doit sa vie sauve qu'à Moiraine qui se sacrifie et les précipite toutes les deux dans un Ter'angreal. Rand apprend alors dans une lettre qu'elle lui a écrite qu'elle savait pour Asmodean, et elle lui souhaite bonne chance. Rand décide de se montrer encore plus dur à l'avenir pour éviter de telles bévues.
Rahvin détecte son arrivée à Caemlyn avec les Aiels, et il lui tend une embuscade avec des milliers de Trollocs. Prenant Rand par surprise, il tue Asmodean, Mat et Aviendha. Déchiré, Rand se lance à sa poursuite jusque dans le Monde des Rêves où ils ravagent tout dans leur duel. Nynaeve, qui s'y trouvait aussi, canalise et brûle Rahvin. Pas assez pour le tuer, mais suffisamment pour distraire Rahvin le temps que Rand le tue. Il utilise pour cela tellement de Malefeu que les dernières actions du Réprouvé sont annulées, et Aviendha, Mat et Asmodean sont ressuscités. Ce dernier toutefois est à nouveau tué juste après par un personnage inconnu.
Rand est désormais maître de Caemlyn, et par là de l'Andor. Davram Bashere le général de la Saldaea en route pour pourchasser un Faux-Dragon rallie son camp avec son armée, et Mazrim Taim lui-même accepte de servir Rand en créant une école pour apprendre aux hommes à canaliser : la Tour Noire.
Alors que, dans le Ghealdan, Masema le Prophète ravage le pays en son nom, que les Aes Sedai de Tar Valon et de Salidar lui envoient chacune des ambassades, Rand jongle avec les grandes Maisons d'Andor et de Cairhien et les Puissants Seigneurs de Tear. Il apprend par l'une des Dames nobles d'Andor qu'il est le fils de Tigraine, l'ancienne Fille-Héritière, et le demi-frère de Galad. Il retrouve son amie Min qui le conseille de son mieux en s'aidant de ses visions.
Sa méfiance grandit quand Alanna Sedai le lie à elle  contre son gré en tant que Lige, sans toutefois avoir la moindre emprise sur lui, ce qui au contraire le rend encore plus incontrôlable du fait de sa fureur.
De même, l'ambassade d'Elaida s'avère un piège qui comporte treize Aes Sedai, suffisamment pour le retenir prisonnier et le couper de la Source. Il passe alors le mois suivant enfermé dans une malle, battu matin et soir pour briser sa résistance. Min capturée avec lui est battue elle aussi. Sous le coup de la fureur il tue à main nue deux Liges avant d'être immobilisé par le Pouvoir. Finalement, pendant que des secours attaquent les Aes Sedai, il trouve le moyen de briser l'écran et de se libérer. Désormais il ne fait plus aucune confiance aux Aes Sedai, comme le lui avait recommandé Moiraine.
En plus de tout cela, en tant que Réincarnation du Dragon, Lews Therin Telamon est dans sa tête et parle avec lui par la pensée. Mais, toujours fou, il tente de s'emparer du corps de Rand, de prendre le contrôle de ses actes dans ses propres intérêts. Le seul avantage qu'en retire Rand est l'expérience supplémentaire du Pouvoir que peut lui apporter Lews Therin - quand il est consentant et rationnel.

##### Dur comme l'acier
Déterminé à ne plus accorder aucune confiance aux Aes Sedai, il confie celles qui avaient tenté de le capturer aux Matriarches, qui sont chargées de surveiller les prisonnières. Celles qui, au contraire, avaient décidé de l'aider (mais qui avaient désobéi à un ordre formel sur leur nombre en venant le voir) sont forcées de lui prêter serment d'allégeance sur la Lumière. Rand, lui, est complètement dégoûté par le coût de sa libération - entre autres la mort de cent quatre-vingts Vierges de la Lance dont il se fait un devoir d'aller saluer les corps et apprendre les noms.
En son absence au Cairhien, Colavaere s'est emparée du Trône du Soleil en son nom. À peine Guéri, il Voyage avec les Aiels et ses partisans et y met fin immédiatement. Ne voulant pas pendre Colavaere - la peine pour trahison, comme Min avait prévu sa mort - il décide de la dépouiller de ses titres et de ses terres et de l'envoyer en exil dans la plus isolée de ses fermes pour y passer le restant de ses jours. De désespoir, celle-ci se suicide, et Rand se reproche sa mort.
Cependant, il doit faire face à bien d'autres problèmes : beaucoup de gens croient qu'il est désormais tenu en laisse par les Aes Sedai, et même certains chefs de clans Aiels se défient de lui. Pour leur prouver qu'il est son propre maître, Rand doit leur prouver à quel point il est dur envers les Sœurs, et il ordonne aux Matriarches de les faire sauter à leur convenance pour montrer à tous que c'est lui qui les commande.
Cadsuane fait alors irruption à Cairhien et entreprend de provoquer Rand pour le tester, parfois avec succès. Intrigué, exaspéré et légèrement intimidé par cette Aes Sedai au comportement si étrange et qui impressionne tant les autres, il ne sait trop comment réagir. Toutefois, la mort horrible de Fel qui était son ami, et le désespoir de Min à cette nouvelle (qui finit par la jeter dans ses bras) lui donnent d'autres préoccupations. Et ce, d'autant que les Seanchans viennent à nouveau de débarquer, et qu'ils ont déjà conquis le Tarabon, l'Amadicia et l'Altara.

##### Ta'veren broyé par la Roue
Sans repos, Rand se sert de sa nature de Ta'veren pour négocier avec les gens du Peuple de la Mer, et tant qu'il est présent, c'est un grand succès. Ils plient le genou et dévoilent malgré eux des choses qu'ils auraient préféré garder secrètes. Voyant que la chance lui sourit provisoirement, il Voyage en compagnie de Min, et tombe sur la Dame Caraline Damodred, une noble théoriquement opposée à Rand. Elle le reconnaît, mais n'essaie pas de lui nuire. Au contraire elle le fait passer pour son cousin d'une lignée mineure d'Andor et ils se rendent donc au camp rebelle. Rand y croise Cadsuane qui ne dévoile pas son identité, puis il est contraint de croiser le fer avec l'un des meilleurs épéistes au monde, le seigneur Toram. Le combat qui se déroule est le plus incroyable que Rand ait jamais mené, et tous les spectateurs sont époustouflés qu'un jeune homme de vingt ans tienne tête à un tel bretteur. Rand perd finalement après un combat acharné, distrait par une bulle du Mal qui arrache la toile de leur tente.
Forcés de fuir pour leur survie, Rand continue à cacher son identité jusqu'au moment où il décide de canaliser le Malefeu pour sauver la vie d'une femme poursuivie par un brouillard mortel. Cadsuane le gifle et lui ordonne de ne jamais recommencer à se servir d'une telle arme, mais avant qu'il ait eu le temps de réagir, Padan Fain survient et le blesse de son poignard. La lame de Shadar Logoth inflige des blessures qui ne peuvent être guéries, et ce malgré l'intervention de Cadsuane, de trois autres Aes Sedai puis d'un Asha'man. Cette deuxième blessure, juste par-dessus la première, vient encore diminuer son espérance de vie.
Encore chancelant, Rand voit son plan pour piéger Sammael en péril. Alors que tout le monde l'en croit incapable, il Voyage en Illian et défie Sammael. Leurs échanges de coups avec le Pouvoir Unique se poursuivent jusqu'à Shadar Logoth, où Sammael est tué et où Rand n'échappe que de peu à la mort. Sans prendre de repos, il retourne à Illian qui tombe sous son contrôle, chasse ou rallie les soldats fidèles à Sammael et est couronné Roi d'Illian.
Il réunit alors une armée de six mille hommes, dirigés par les seigneurs et dames de Cairhien, Tear et d'Illian, qui lui sont le moins fidèles et Voyage en Altara. Chacun des nobles peu fiables étant paralysé par la présence des autres, il n'a pas trop de mal à les diriger. Avec quelques Asha'mans il entreprend de repousser les Seanchans.
Au cours des jours qui suivent, ils livrent une campagne de plusieurs dizaines de batailles contre des forces largement plus nombreuses et pourvues de damanes. Rand ne désemplit pas du Saidin et il est à bout de forces, d'autant plus que la souillure du Saidin semble s'être intensifiée en ce lieu, et le Saidin lui-même beaucoup plus difficile à contrôler. Toutefois, malgré la perte d'un bon tiers de ses effectifs militaires et de plusieurs Asha'mans - morts ou devenus fous - les Seanchans sont repoussés avec des pertes encore plus importantes. Leur Armée Toujours Victorieuse est pratiquement exterminée au cours de la dernière bataille, où Rand fait usage de Callandor. Seulement, dans un court accès de folie à cause de la faille de Callandor, Rand détruit aussi une partie de son armée et n'est empêché dans cette continuation que par Bashere.
De retour en Cairhien, il apprend qu'Elayne est enfin de retour en Andor, ce qui le réjouit, mais qu'elle a brûlé ses bannières et il craint qu'elle ne le déteste pour toujours. Min lui dit (à demi à regret) qu'Elayne l'aime toujours, et lui raconte qu'elle a eu la vision qu'il était deux hommes (Rand et Lews Therin) et que l'un d'eux va mourir. Alors qu'il est à peine remis (physiquement) de ses derniers combats, Rand affronte quatre Asha'mans qui tentent de le tuer et qui ravagent le palais du Cairhien. Il pense en avoir peut-être tué un ou deux mais n'a pas de preuves. Il ordonne à Taim qu'il hait de plus en plus de les retrouver et de les tuer. Pendant ce temps, un des rares amis Asha'mans de Rand est devenu fou en protégeant Min et Rand est contraint de l'empoisonner lui-même pour qu'il meure paisiblement dans son sommeil.
Cadsuane et Sorilea se sont juré de lui réapprendre les larmes et la joie, et il en a besoin car le sort du monde pèse sur lui plus que jamais, et la fin est proche.

##### Apparence
Grand (près de 2 mètres) avec de larges épaules, Rand a des yeux gris et des cheveux tirant sur le roux. Il est assez beau garçon.

#### Perrin Aybara

Bannière d'Aigle Rouge

Bannière tête de Loup Rouge

##### Perrin le Forgeron
Jeune homme du Champ d’Emond, dans les Deux-Rivières, région perdue d'Andor, où il était apprenti forgeron, c'est un ami d’enfance de Rand et Mat. Il est tout comme eux un Ta'Veren.
Sa grande force physique (acquise pendant son apprentissage comme forgeron) l'a depuis son plus jeune âge rendu prudent et réfléchi, mais il a une forte tendance à se déprécier.
Lors du premier tome du cycle, il est l'un de ceux qui sont traqués par les Trollocs et qui doit alors fuir et se rendre à Tar Valon en compagnie de Moiraine Sedai, de Lan, Rand, Mat, Egwene et Nynaeve.

##### Fuite des Deux-Rivières
Ils affrontent de nombreux dangers au cours du voyage, et passent notamment par Baerlon, puis par la terrible Shadar Logoth, où ils sont séparés les uns des autres en voulant échapper aux Trollocs toujours à leurs trousses. N'ayant plus qu'Egwene comme compagnon de route, il prend la direction de leur petit groupe, et décide de prendre directement le chemin de Tar Valon, coupant à travers la plaine et évitant Caemlyn qui serait une escale trop prévisible.
Son plan est bon, mais sans carte ni indication de direction, ils s'éloignent de leur destination sans le savoir. Ils rencontrent alors Elyas, un ancien Lige, qui a la faculté de communiquer avec les loups. Perrin révèle alors la qualité rare d'être lui aussi un Frère Loup. Elyas leur apporte son aide comme guide, et leur fournit de la nourriture et sa protection. Les yeux de Perrin jaunissent progressivement au cours des jours suivants, et sa vue, son ouïe et son odorat deviennent progressivement extrêmement développés. Il apprend aussi à communiquer avec les loups, que ce soit en rêve à travers une forme du Tel'aran'rhiod, ou éveillé. Ceux-ci le nomment Jeune Taureau du fait de sa hache à double lame qui fait penser aux cornes d'un taureau. 
Grâce à Elyas, ils voyagent désormais dans la bonne direction et peuvent espérer arriver à bon port. Pendant un moment, ils voyagent avec les Rétameurs qui ont croisé leur route, ce qui est l'occasion d'une route plus joyeuse et apaisante pour l'esprit comme le corps, mais ils s'en séparent finalement pour poursuivre leur chemin. 
C'est alors qu'ils rencontrent des Enfants de la Lumière, plus communément appelés Blancs Manteaux. Avant que ceux-ci les capturent, Perrin en tue deux avec sa hache. Egwene et lui  sont pris pour des Amis du Ténébreux, car les Loups ont eux aussi tué plusieurs Blancs Manteaux afin de l'aider.
Perrin est alors battu plusieurs fois dans les jours qui suivent, lors de séances destinées à lui faire avouer sa prétendue condition de traître à la Lumière. Il est interrogé par Geofram Bornhald, chef des Blancs Manteaux, et l'Enfant Byar, qui le frappe régulièrement. Mais Moiraine, Lan et Nynaeve les retrouvent et les libèrent, et ils peuvent reprendre leur chemin.

##### Héros malgré lui
Ils vont alors à Caemlyn où ils retrouvent Mat et Rand, ainsi que Loial, un Ogier. Ils apprennent alors que le Ténébreux menace de s'emparer de l'Œil du Monde, une immense réserve de Saidin, le Pouvoir unique masculin. Après un passage par les terribles Voies, ils combattent deux des Réprouvés et trouvent le Cor de Valère. De retour à Fal Dara dans le Shienar, ils se reposent un moment, mais le Cor leur est volé par des Trollocs et des amis du Ténébreux. Perrin part alors avec d'autres à sa recherche, en utilisant de mauvais gré ses capacités de Frère Loup pour suivre leur piste.
Après une poursuite qui les mènera jusqu'à Falme, ils finissent par atteindre leur but, et reprendre le Cor de Valère.
Rand est le Dragon Réincarné, et se rend à Tear, seul. Moiraine ne veut pas le laisser faire et tente de le rejoindre avec Lan et Perrin à ses côtés. En chemin, ils rencontrent Faile Bashere, une jeune femme Chasseur du Cor (dont beaucoup ignorent encore qu'il a déjà été découvert) qui se lie progressivement à Perrin, à leur corps défendant. Ils atteignent Tear, et, après que Perrin ait sauvé Faile d'un piège tendu avec le Pouvoir Unique, ils s'aperçoivent qu'ils s'aiment (La Roue du temps, Tome 6). 
Moins de deux semaines plus tard, Perrin est attaqué par des bulles de mal évadées du Shayol Ghul, qui retourneront leur hache contre lui, manquant de peu de les tuer, lui et Faile.

##### Retour au pays
Apprenant que les Blancs Manteaux veulent se venger de lui, Perrin retourne dans son pays où les siens sont menacés. Faile et trois Aiels l'accompagnent. Cette aide ne sera pas superflue, car les Blancs Manteaux tentent de faire régner leur loi, les Trollocs ont envahi massivement le pays, et la quasi-totalité des gens de sa famille ont été assassinés.
En raison de la teinte de ses iris et de son courage inattendu face aux Trollocs qui dévastent cette région, en l'honneur de la responsabilité dont il fait preuve en lançant l'appel à la résistance, il est appelé « Perrin Les Yeux d'Or ». Pour protéger au mieux Faile, il lui demande de l'épouser, même s'il s'estime indigne d'elle, d'autant qu'il sait maintenant qu'elle est cousine d'une reine et fille d'un des plus grands généraux des Marches. Les Trollocs sont finalement exterminés, après une dernière bataille qui les a opposés à la totalité du Champ d'Emond mobilisé dans une tentative désespérée pour les repousser, et ce, grâce à Faile, revenue avec des renforts des villages alentour pour prendre les Trollocs par surprise. La résistance que Perrin a organisée tout au long des batailles lui vaudra le titre de « Seigneur des Deux Rivières » malgré ses protestations agacées.

##### Meneur et Seigneur
Perrin installé contre son gré dans le rôle de Seigneur des Deux-Rivières fait face à ses responsabilités. Il sait que Rand, le plus puissant Ta'Veren qui soit, l'attire inexorablement pour se battre à ses côtés contre l'Ombre. Il le rejoint donc dans ses voyages à Caemlyn et à Tear où, bien qu'il soit marié à Faile Bashere (alias Zarine t'Bashere), la Première de Mayenne Berelain le poursuit de ses assiduités.
Il doit d'ailleurs plaider son amour pour Faile auprès de Davram Bashere et de la mère de Faile, ce qui n'est pas la moindre des tâches qu'il eut à accomplir.
Quand Rand sera capturé par les Aes Sedai de Tar Valon sur ordre d'Elaida, il va à son secours en menant au combat un ensemble des forces Aielles, de Tear, de Mayenne et de son pays, les Deux-Rivières. Rand réussira à se libérer  et, avec l'aide des sanglantes armes de pouvoir des Asha'man, ils repoussent les Aes Sedai et les Shaidos qui les encerclent.

##### Apparence
Les yeux bruns, une barbe, une carrure très imposante avec des bras de forgeron. Ami des loups, il dispose de la faculté de communiquer avec eux.

#### Matrim Cauthon

Emblème des Bande de la Main Rouge

##### Mat le malicieux
Fils d'un marchand de chevaux, il a grandi dans les Deux-Rivières et il est, avec Perrin, l'un des meilleurs amis de Rand. Son père et sa mère sont Abell Cauthon et Natti Cauthon. Il a la réputation d'être un grand farceur, au grand dam des gens du coin qui n'apprécient pas toujours ses blagues. C'est aussi un joueur et un parieur né, ce qui l'attirera dans toutes sortes d'ennuis. Malgré un côté un peu ronchon et parfois égoïste, il est fondamentalement quelqu'un de bien, qui aide les gens en difficulté, particulièrement ses amis même s'il doit pour cela mettre sa vie en danger, ce qui le pousse généralement ensuite à marmonner sur les dangers encourus et le peu de gratitude qu'il en a retiré.
Quand les Trollocs attaquent le Champ d'Emond et que Moiraine, après avoir sauvé ses habitants, lui explique que ceux-ci en ont après lui et ses deux amis, il se résigne à la suivre dans un long voyage vers Tar Valon. Excité par ce qu'il pense être une grande aventure, aux côtés de ses amis, d'une Aes Sedai et de Al'Lan Mandragoran, son Lige, il fait preuve d'enthousiasme, du moins au début.

##### Poursuivi
Très vite, les choses se compliquent. Traqués par les Trollocs, ils se voient forcés de galoper à bride abattue pour tenter de leur échapper et traverser une rivière dans un bac, que Moiraine coulera ensuite pour éviter qu'on les suive. La confiance de Mat diminue, surtout quand l'Aes Sedai lui déclare qu'elle préférerait le tuer plutôt que de le laisser aux mains des Engeances de l'ombre.
Arrivés à Baerlon, et pensant avoir distancé leurs poursuivants pour un moment, Mat relâche sa discipline et fait une farce aux Enfants de la Lumière (Blancs Manteaux), ce qui finalement attire des ennuis à Rand.
Un Myrddraal les ayant repérés, ils sont contraints de reprendre la fuite dans le noir. Les Blancs manteaux posent des difficultés, mais cette fois encore ils arrivent à s'échapper.
Ils cheminent sur la longue route vers Caemlyn, mais cernés par les Trollocs, ils sont contraints de s'aventurer dans Shadar Logoth.
Mat propose à Rand et Perrin d'explorer un peu la ville en ruine pendant que les autres se reposent. Dans ces lieux inquiétants, ils tombent sur Mordeth qui leur propose de les conduire à un trésor à condition qu'ils l'aident à le transporter. Mat accepte avec enthousiasme malgré la réticence de ses amis. Il s'avère que c'est un piège, car Mordeth veut s'emparer de leurs corps. Ils réussissent à s'enfuir et à rejoindre les autres, mais Mat a emporté un superbe poignard orné d'un rubis. Cette arme, il ne le sait pas encore, corrompt l'âme de son propriétaire et finit par le tuer.
Les Trollocs s'aventurent par centaines dans Shadar Logoth, et les compagnons de voyage sont séparés. Mat et Rand voyagent avec Thom Merrilin le ménestrel sur le bateau de Bayle Domon jusqu'à Pont-Blanc. Là, un Myrddraal les rattrape, et Thom reste en arrière pour permettre aux autres de fuir. Ses amis le présument mort, car peu de gens peuvent survivre au corps à corps avec un Myrddraal, et poursuivent leur route. Ils jouent de la musique en jonglant comme le leur avait appris Thom pour financer leur voyage et leur séjour dans les auberges en chemin.
Traqués par les Amis du Ténébreux, ils échappent à deux reprises à des pièges visant à les tuer. Lors de l'un d'eux, ils sont sauvés in extremis par un éclair qui rend Mat pratiquement aveugle.
L'influence du poignard de Shadar Logoth combinée à leur situation déjà désastreuse et aux risques encourus rendent Mat méfiant, déprimé et violent, à la limite de la paranoïa, prêt à abandonner et à se coucher en attendant la mort, pensant que tous ses amis sont déjà morts, ou prêt à tuer les personnes rencontrées sur la route.
Arrivés à Caemlyn, Mat, dominé par le poignard ne veut plus sortir de sa chambre. Moiraine les rattrape alors, et entreprend de Guérir Mat, qui essaye de la tuer avec le poignard souillé. Elle réussit à lui rendre son comportement normal, en revanche, il ne peut toujours pas être séparé du poignard, sous peine d'en mourir. Il a un trou béant dans sa mémoire, et le mal continue lentement à le ronger. Son seul espoir de survie à long terme est de se rendre à Tar Valon pour y être soigné par des Aes Sedai. Moiraine lui signale en passant qu'ils sont tous les trois ta'veren, ils tissent le Dessin autour d'eux, manipulent le hasard (plus souvent à leur désavantage qu'à leur avantage) et sont appelés à voir les évènements se centrer sur eux.
Le groupe enfin réuni emprunte les terribles Voies pour quitter Caemlyn. Ils se rendent en Shienar, à Fal Dara où ils sont accueillis par le Seigneur Agelmar. Moiraine ayant appris qu'un danger menace, ils se rendent donc à l'Œil du monde, en traversant la Grande Dévastation où ils rencontrent l'Homme Vert, et accessoirement deux des puissants Réprouvés récemment libérés de la prison du Shayol Ghul.
L'Homme Vert et Balthamel s'entre-tuent mais Aginor, l'autre Réprouvé, est bien trop puissant pour eux. Lan et Nynaeve sont blessés, Mat qui bondissait à son secours facilement écarté, et Moiraine avec toute sa maîtrise du Pouvoir Unique ne parvient qu'à le retenir quelques secondes. C'est finalement Rand qui le tue, découvrant qu'il est le Dragon Réincarné.
Dans l'Œil du monde, ils trouvent entre autres le légendaire Cor de Valère, qui permet à celui qui en jouera de rappeler les héros morts du passé pour combattre à ses côtés. Ils retournent donc à Fal Dara pour se reposer et le mettre en sécurité. Ils y passent un mois, que Mat passe à se divertir et à jouer aux dés.
L'Amyrlin Siuan Sanche vient à Fal Dara, et demande à voir les ta'veren (particulièrement Rand). Mais le Cor de Valère et le Poignard sont volés par les Trollocs. Sans le poignard, Mat est condamné à mourir, et les héros du Cor se battront au côté du camp qui les appellera, que ce soit celui du bien ou celui du mal. Ils sont donc bien trop importants pour être laissés entre de mauvaises mains.
Mat part donc avec Rand, Perrin, Ingtar un seigneur Shienarien, Hurin un Flaireur et vingt cavaliers à leur poursuite.
Cette traque les mène après des jours de poursuite dans le Cairhien, puis à la Pointe de Toman où les armées Seanchans viennent de débarquer.
Ils sont obligés de se battre pour récupérer le Cor. Cerné par deux armées, de Seanchans et de Blancs Manteaux, toutes deux voulant les tuer, ils n'ont plus le choix, Mat sonne du Cor. Les héros du passé viennent combattre pour lui, et leurs adversaires sont écrasés.
Mat se rend donc à Tar Valon pour y être enfin soigné. Affaibli, il finira le voyage sur une litière et ne sera sauvé que de justesse. Conséquences de son traitement par le Pouvoir, sa chance a été visiblement stimulée ; désormais, elle ne le lâchera plus jamais, et il y aura des moments où il sera extrêmement chanceux : en général dans les situations de grand péril, ou aux dés, quand il tire vingt fois de suite le meilleur résultat possible.

##### De Tar Valon à Tear
L'Amyrlin apprend à Mat qu'il devra sonner le Cor pour elle quand elle le lui ordonnerait. Choisissant entre cela et la mort, il accepte de mauvais gré. Il prend toujours aussi peu de plaisir à fréquenter des Aes Sedai, et quand Elayne Trakand lui confie une lettre pour sa mère Morgase Trakand la Reine d'Andor, il saisit l'occasion pour s'en aller.
Mais avant, il lui faut de l'argent. Il joue aux dés, et ne perd jamais, tant et si bien qu'il récolte une fortune en quelques heures. Sa chance lui permet entre autres d'échapper à des assassins et de sauter du haut d'un toit pour finalement atterrir sur le corps d'un autre homme armé d'un couteau et s'en sortir sans une égratignure.
Sa chance toujours avec lui, il retrouve Thom qu'il croyait mort. Ensemble, ils prennent le bateau et arrivent à Caemlyn. 
Comme on ne veut pas le laisser rentrer dans le palais, Mat escalade un mur et trouve finalement la Reine, et son conseiller Gaebril dont elle est follement amoureuse. Or Mat vient d'apprendre (encore par chance), que Gaebril veut faire tuer Elayne, et Egwene et Nynaeve par la même occasion.
Dans l'incapacité de prouver ses dires, il n'a d'autre choix que de se rendre à Tear pour les empêcher de tomber dans un piège.
À Tear, il tue l'une des personnes voulant leur peau, mais n'arrive pas à les retrouver. Elles ont été faites prisonnières par l'Ajah Noire. Avec Juilin Sandar, un preneur-de-larrons (capable de sentir les méfaits comme un Flaireur), ils se rendent dans la citadelle de la Pierre, et se battent avec ses Défenseurs. Maniant le bâton de combat avec maestria, ils se fraient un passage et parviennent à les libérer.
Pendant ce temps, Rand et les Aiels ont pris la Pierre. Les prophéties s'accomplissent et Rand possède Callandor, l'épée-qui-ne-peut-pas-être-touchée.
Nullement intéressé, ayant eu sa part d'aventures, Mat ne s'en mêle pas et joue aux cartes avec les Puissants Seigneurs de Tear (qu'il méprise à cause de leur égoïsme et de leur arrogance) et s'essaye aux fameux jeu du Baiser des Vierges sur un conseil de Rhuarc. Depuis ce jour, Mat considère Rhuarc comme un farceur à l'humour douteux. Mais quoi qu'il fasse, Moiraine semble toujours le surveiller. Pour trouver conseil, il traverse un ter'angreal (un objet créé à partir du pouvoir unique et ayant une fonction définie) donnant accès au monde parallèle des Eelfinn. Il apprend alors qu'il épousera la Fille des Neuf Lunes et qu'il doit se rendre à Rhuidean dans le Désert des Aiels sous peine d'en mourir.

##### Ta'veren
Faisant contre mauvaise fortune bon cœur, il accompagne Rand et les Aiels dans le désert. Malgré les dangers dont on l'a averti, sachant qu'il n'a pas le choix il entre dans Rhuidean. Il y trouve un portail semblable à celui qu'il avait trouvé à Tear. Voulant obtenir des réponses, il y entre, en vain.
Les êtres étranges qui vivent dans cet autre monde parallèle, les Eelfins, ne répondent à aucune de ses questions, mais lui font de bien étranges cadeaux : une Ashandarei (une sorte de lance avec une longue lame que l'on pourrait comparer à un naginata japonais, dont la différence essentielle est que la lame est recourbée, la lance de Mat est une barre métallique surmontée d'une lame d'épée), un médaillon à tête de renard qui lui permet d'être protégé de la Saidar (la partie femelle du Pouvoir unique), ainsi que les souvenirs militaires de dizaines de personnages, de grands stratèges des époques passées, essentiellement des gens de Manetheren, probablement ses ancêtres ou ses vies antérieures, ainsi que la faculté de parler l'ancienne langue.
Rand se proclame le Car'a'Carn (le chef de tous les clans Aiels), et il est reconnu par une bonne partie des Aiels. D'autres doutent encore, mais certains comme Couladin le Shaidos lui sont fermement opposés. Mat est bien décidé pour sa part à ne pas se mêler de tout cela. Son adresse aux poignards, sa chance et ses yeux bruns (les Aiels ont les yeux clairs) attirent l'attention de Melindhra une Vierge de la Lance Shaidos qui a rejoint le camp de Rand, aux cheveux blonds, au sourire charmeur et mesurant deux bon pouces de plus que lui. S'appréciant mutuellement (même si Mat ne comprend rien à son humour), ils deviennent finalement amants.
Le Désert est parsemé de dangers, et les Trollocs leur tendent plusieurs embuscades. Mat a acquis avec sa lance une redoutable maîtrise qui en fait un combattant assez doué pour affronter et tuer un Myrddraal, à la fierté appréciative de Melindhra qui ne trouve plus rien à redire à sa taille.
Du Désert des Aiels, il suit Rand à la poursuite des Shaidos qui veulent le tuer et conquérir le monde. Il se retrouve devant la cité de Cairhien assiégée par cent soixante mille Shaidos. Lors d'un conseil de guerre, Lan le fait parler, et s'aperçoit que les compétences stratégiques de Mat (qui découlent de ses souvenirs de ses vies antérieures) sont l'égale de celle des Chefs Aiels. Mais Mat ne veux toujours pas se mêler de cela. Il s'en va, mais quand il aperçoit une bande de Shaidos s'apprêtant à tendre une embuscade et massacrer des soldats du Tear et du Cairhien, il ne peut s'empêcher d'intervenir pour les avertir et les conseiller. Il se retrouve aussitôt chef de l'armée qu'il organise de son mieux, et affronte à plusieurs reprises des bandes Shaidos dans la journée au cours de la Bataille de Cairhien. Le fait d'être ta'veren les attire à lui lors de coïncidences à répétitions, mais sa chance le fait s'en sortir systématiquement indemne, et sa stratégie sauve une bonne partie des soldats. Une troupe de Shaidos plus importante que les autres survient alors, menée par Couladin. Faisant croire que Rand est parmi eux, il pousse Couladin à se jeter tête baissée contre lui. Il l'affronte en duel, et en sort vainqueur malgré l'adresse stupéfiante de Couladin avec les lances. Sa tête est plantée sur une lance et les Shaidos repoussés.
L'armée hétéroclite que Mat a menée se renomme alors la Bande de la Main Rouge, en souvenir d'une armée de puissants héros de jadis. Mat est nommé général de la Bande, et il a largement gagné le respect des soldats qui la composent en leur sauvant plusieurs fois la vie avec ses tactiques au cours de la bataille..
Melindhra s'avère en fait être une Amie du Ténébreux et elle tente de le tuer, Mat se défend, et la poignarde dans le cœur. Chose qu'il ne se pardonnera pas. Rand compatit à sa douleur, mais il passe un savon suffisant pour qu'il comprenne qu'il a des responsabilités et des talents qui peuvent gagner des batailles et sauver des vies.
La Dernière Bataille est proche, et Mat doit y participer.

##### Apparence
Un peu plus grand que la moyenne, il a des cheveux bruns, et des yeux couleurs noisette pétillants de malice le plus souvent.

### Aes Sedai

#### Moiraine Damodred

##### Jeunesse
Moiraine Damodred est née en 956 N.E au Cairhien, dans le Palais du Soleil de la capitale. Nièce de Laman, le  parjure tristement célèbre, elle a été éduquée comme une Dame de haute naissance. En conséquence, dotée d'une autorité à toute épreuve et d'une grâce maîtrisée, elle est capable d'imposer sa volonté sans élever la voix, et éventuellement, de faire en sorte que les autres se sentent rustres comparés à elle. Elle connaît toutes les subtilités du Daes Dae'mar, le Grand Jeu des Maisons basé sur des intrigues politiques complexes, et des méthodes pour accroître son influence et son pouvoir.
À l'âge de seize ans, elle s'aperçoit qu'elle peut Canaliser et se rend à Tar Valon pour apprendre à maîtriser le Pouvoir Unique. 
En trois ans seulement, ce qui constitue un record, elle gagne le droit de porter le châle des Acceptées, et elle apprend rapidement à développer ses dons. Elle se lie d'amitié avec Siuan Sanche, avec qui elle partage la capacité de devenir l'une des plus puissantes Aes Sedai depuis longtemps.
Pendant les Guerres des Aiels, Gitara Moroso, une Aes Sedai, prophétise que le Dragon vient de Réincarner sur les pentes du Mont Dragon, tandis que dehors la bataille devant les portes de Tar Valon fait rage. Moiraine et Siuan étant les seules, avec l'Amyrlin de l'époque, à être au courant, elles prévoient de partir à sa recherche pour sauver le monde. Cependant, elles savent que cette mission les ferait désactiver par n'importe quelle Sœur l'apprenant, et les mettrait en danger de mort dès que la nouvelle serait connue (le Dragon ayant jadis causé la Destruction du Monde, les mémoires ne l'ont pas oublié). Un proverbe cairhien dit « Prends ce que tu veux, et paye pour » : les deux jeunes femmes sont déterminées à réussir à n'importe quel prix. Peu après, elles sont promues au rang d'Aes Sedai de l'Ajah Bleue, elles étudieront à la Tour pendant six ans.

##### La recherche du Dragon
Moiraine part alors en quête d'informations. Elle s'aventure dans des terres désertes, même sur les traces des Aiels. En chemin, elle rencontre Al'Lan Mandragoran, le dernier des Malkier, et ils combattent ensemble l'Ajah Noire, avec succès. Malgré cela, leurs relations sont tendues pendant un temps, car Moiraine, à cette époque jeune femme pleine de feu, avait tenté de lui prendre son épée, et elle s'était proprement fait jeter à l'eau, mais ils finissent par s'arranger. Lan devient son Lige et elle lui révèle tout ce qu'elle sait. Ils partent donc ensemble à la recherche du Dragon Réincarné.
Ce n'est que bien des années plus tard que la piste les amène dans le Champ d'Emond, en Andor. Là, elle trouve trois garçons dont les âges et les situations peuvent correspondre : ce sont Perrin, Mat et Rand. Elle ignore lequel est celui qu'elle recherche, aussi, quand le Champ d'Emond est attaqué par des Trollocs, elle se bat de son mieux pour les repousser avec un Angreal et décide de les emmener à Tar Valon. Elle leur annonce qu'elle est déterminée à les y amener sains et saufs, mais qu'elle préférerait les tuer plutôt que de les abandonner au Ténébreux.
Ils partent donc, mais Nynaeve la Sagesse, ainsi qu'Egwene et Thom Merrilin le ménestrel insistent pour les accompagner.
Voyant que le Dessin les mêle à tout cela, Moiraine accepte, et les voilà partis vers Tar Valon. Traqués par les Trollocs et les Myrddraals, ils galopent jusqu'à Baerlon. Là, une difficulté avec les Blancs Manteaux leur impose de poursuivre la route, leurs ennemis à leurs trousses. Moiraine doit Canaliser à plusieurs reprises pour les égarer ou les affronter, et protéger ceux qui l'accompagnent, mais même ainsi, ils sont obligés de trouver refuge à Shadar Logoth. Les trois garçons s'éloignent alors, et elle est furieuse  qu'ils prennent ainsi des risques stupides. Les Trollocs finissent par entrer dans la ville, et durant leur fuite ils sont séparés.
Moiraine, Lan et Nynaeve se mettent donc à leur recherche. Ils voyagent jusqu'à Pont-Blanc avant de retrouver des traces significatives. Lan parvient à délivrer Perrin et Egwene qui ont été capturés par les Blancs Manteaux menés par Geofram Bornhald pendant que Moiraine fait diversion en canalisant des éclairs. Finalement, à Caemlyn, ils parviennent tous à se réunir, mais Mat est contaminé par un poignard qu'il a pris à Shadar Logoth. Moiraine fait de son mieux pour le soigner, mais la guérison n'est que provisoire.
Moiraine apprend alors qu'ils doivent se rendre au plus vite à l'Œil du Monde qui est en danger. Ils empruntent alors les dangereuses Voies, et Moiraine est obligée de lutter contre le Machin Shin pour couvrir leur fuite. Arrivés en Shienar, ils sont accueillis par le Seigneur Agelmar et son vassal Ingtar. Moiraine discute de ses projets avec Agelmar, qui est prêt, au besoin, à l'accompagner en personne dans sa mission. Padan Fain, qui avait tenté de s'introduire par effraction dans la cité, est arrêté, et interrogé par Moiraine qui apprend ainsi que le Ténébreux avait fait de lui son limier depuis bien longtemps pour retrouver les trois jeunes hommes.
Ils voyagent dans la Grande Dévastation et une fois encore, Moiraine doit faire usage du Pouvoir pour les protéger, et Guérir Lan. À l'Œil du Monde, Aginor et Balthamel, deux des terribles Réprouvés, les surprennent et menacent de les tuer immédiatement.
L'Homme Vert, protecteur de l'Œil, intervient alors et attaque Balthamel, qui le tue mais ne survit pas à ses blessures. Aginor, se déchaînant, blesse Lan et Nynaeve, et s'apprête à tuer Rand en qui il reconnaît le Dragon, mais cette fois c'est Moiraine qui intervient et le retient quelques secondes en utilisant son Angreal, ce qui leur suffit pour se disperser.
Rand fait alors la découverte qu'il peut canaliser, et il tue Aginor.
Moiraine, extrêmement fatiguée par l'effort qu'elle a dû fournir, mais soulagée d'avoir trouvé avec certitude celui qu'elle cherchait, revient à Fal Dara avec comme butin l'un des sceaux de la prison du Ténébreux, le Cor de Valère et la Bannière du Dragon.

##### Guide du Dragon
Connaissant le caractère buté de Rand, Moiraine fait mine de ne pas s'intéresser à lui, alors qu'en réalité, elle le surveille de très près. Siuan Sanche, devenue Amyrlin il y a 10 ans de cela, se rend à Fal Dara pour avoir des nouvelles de Moiraine. Toutes les deux établissent des plans pour essayer de guider Rand. Elles ont une entrevue avec lui, et Moiraine lui révèle la nature de son ascendance Aielle et le fait qu'il est bien le Dragon Réincarné. Comme elle s'y attendait, il se rebiffe. Toutefois, le Cor ayant été volé, il part à sa recherche tandis que Moiraine s'en va en quête d'informations sur les prophéties du Dragon, les Réprouvés et les Aiels.
Son périple la mène jusqu'à Falme où, dans le plus grand secret, elle cherche un moyen de libérer d'autres Aes Sedai capturées par les Seanchans. Quand Rand est gravement blessé par Ishamael, elle est là pour lui sauver la vie, même si Lanfear est intervenue avant elle pour l'empêcher de mourir avant qu'elle n'arrive, mais malgré tous ses efforts, la blessure qu'il a reçue au flanc ne peut pas être totalement guérie.
De nombreuses personnes ont vu Rand se battre dans le ciel au-dessus de Falme, et des partisans à sa cause se battent dans toute la Plaine d'Almoth. Rand veut les rejoindre, mais Moiraine l'en empêche, arguant que des personnes lui ressemblant ont été assassinées, et que sa présence déclarée ne ferait que mettre le feu aux poudres avec l'Arad Doman et le Tarabon. Après un hiver d'inactivité et des heures passées à discuter, Rand échappe à sa volonté et s'en va vers Tear chercher le Sa'angreal Callandor, l'Épée-qui-n'est-pas-une-épée, et ainsi avoir une certitude sur ce qu'il est réellement.
Sachant qu'il n'est pas encore prêt, Moiraine envoie Elmindreda Farshaw (Min) prévenir l'Amyrlin, et se lance à la poursuite de Rand avec Lan et Perrin à ses côtés. Elle les mène à toute allure. À Illian, Moiraine est forcée de faire usage du dangereux (et interdit) Malefeu pour tuer des Chiens de l'Ombre à leur poursuite. Malgré leur hâte, ils ne parviennent à rattraper Rand qu'une fois arrivés à Tear. Moiraine apprend alors que Be'lal dirige en réalité le pays et qu'il a tendu un piège à Rand. Elle parvient à s'infiltrer dans la Pierre de Tear. Pendant que Rand est en difficulté en affrontant le Réprouvé à l'épée (qui attend qu'il s'empare de Callandor pour pouvoir la récupérer), Moiraine surgit et fait usage du Malefeu et le tue par surprise.
Rand prend alors Callandor et s'en sert pour tuer Ishamael. La Pierre tombe, les Aiels s'en sont emparés et Rand les dirige.
Moiraine passe alors dans un Ter'angreal spécial, une sorte de portail qui se trouve à Tear et qui permet d'obtenir la réponse à trois questions. Les réponses l'inquiètent et elle est déterminée à aider Rand de son mieux. Lui aussi est passé par ce portail, et le résultat est qu'il part pour le Désert des Aiels. Ils passent par une Pierre Porte, et parviennent à Rhuidean. Moiraine entre dans la cité et affronte la première épreuve que subissent les Sagettes Aielles, elle y voit de nombreux avenirs possibles, dont beaucoup sont désespérants.
Dès lors, elle passe des heures chaque jour à enseigner à Rand les secrets de la politique, du Jeu des Maisons, les coutumes et traditions de tous les peuples, la façon de se comporter, de diriger, de régner, tout en continuant à chercher à deviner ses plans.
Elle continue à intriguer dans le but d'assurer sa position auprès des différents royaumes du monde, y compris les Aiels. À plusieurs reprises, elle doit faire usage du Pouvoir Unique pour affronter des Trollocs, Myrddraals et Draghkars qui leur tendent des embuscades, ou pour Guérir Rand, comme après la bataille de Cairhien où il est exténué et gravement blessé. Voyant que Rand lui fait de moins en moins confiance pour lui dévoiler ses plans secrets, et qu'il la soupçonne de vouloir l'enchaîner à la Tour Blanche, elle prête serment d'obéir à tout ce qu'il lui demandera. Rand s'en sert parfois quand elle l'ennuie trop, mais il ne cherche pas à en abuser et, plus confiant, il l'écoute de nouveau avec attention sachant que cela lui est profitable.
Néanmoins, s'il ne lui dit pas tout, elle parvient à en deviner une grande partie. Elle sait par exemple qu'il a réussi à forcer Asmodean à lui enseigner le Pouvoir, et que Lanfear est venue à plusieurs reprises le voir pour tenter de le séduire. 
Moiraine sait que Lanfear représente un immense danger, d'autant plus que Rand se refuse à blesser une femme. Ses craintes s'avèrent justifiées, et elle s'arrange pour agir lorsque, furieuse de jalousie, Lanfear s'apprête à tuer Rand. Ayant prévu cette situation longtemps à l'avance, elle écrit une lettre à Rand, et une lettre à Thom qu'elle confie à Rand, avec pour instruction de les ouvrir plus tard. Le jour même, Lanfear passe à l'attaque, et Moiraine se sacrifie et se précipite avec elle dans un ter'angreal où elles disparaissent. Dans sa lettre à Rand, Moiraine lui confie ce qu'elle avait deviné, lui souhaite bonne chance et l'exhorte à se méfier de toutes les Aes Sedai. Elle a consacré sa vie à découvrir et à aider le Dragon Réincarné.

##### Apparence
De petite taille (environ 1,5 mètre), Moiraine est une femme d'apparence sans âge comme toutes les Aes Sedai. Elle a des cheveux noir foncé, et de grands yeux de la même couleur. C'est une très belle femme bien que peu de gens osent la considérer comme telle.

#### Nynaeve al'Meara

##### Sagesse
Elle est la Sagesse (guérisseuse, ou encore Sage-Dame) de Champ d'Emond (petit village des Deux Rivières). Elle a des cheveux noirs nattés, et un fort caractère malgré sa jeunesse.
Particulièrement douée dans l'art de guérir et dans celui d'écouter le vent (prédire le temps), elle devient la plus jeune Sagesse de la région, et la plus jeune dont on ait le souvenir dans les Deux Rivières. Néanmoins, personne ne se risquerait à douter de ses capacités, d'autant que son caractère est assez fort pour calmer n'importe qui, et en cas de besoin elle manie suffisamment bien le bâton pour se faire respecter (au grand dam du Conseil du champ d'Emond).
Après le départ de Rand, Perrin, Mat et d'Egwenne avec l'Aes Sedai Moiraine, son lige Lan]et le ménestrel Thom Merrilin, alors que le conseil du village en était encore à décider de ce qu'il fallait faire, elle décide de prendre les choses en main et de les suivre afin de les ramener. Elle les rattrape à Baerlon en suivant leur piste, et refuse de s'en retourner sans les jeunes, mais ne peut croire Moiraine, qui lui indique qu'ils étaient poursuivis par des Trollocs et des Myrddraals, histoire qu'elle doit finalement admettre lorsqu'elle voit un Myrddraal entrer dans l'auberge le soir même. Son rôle de Sagesse la pousse à vouloir à tout prix protéger les jeunes dont elle se sent responsable. C'est pourquoi elle les accompagne dans leur fuite des Trollocs.
Séparée des autres, à part Moiraine et Lan, elle est furieuse de ne pouvoir les aider. Moiraine lui apprend alors qu'elle peut canaliser le Pouvoir Unique, et qu'elle le fait inconsciemment pour guérir et écouter le vent. 
Finalement, le groupe est reformé et Nynaeve montre son utilité en utilisant les simples pour aider Moiraine à récupérer, après les efforts qu'elle a fournis pour les protéger avec le Pouvoir Unique.
Dans la Grande Dévastation, elle déclare à Lan son amour pour lui, mais il refuse tout lien avec elle, sachant qu'il ne pourrait lui apporter que le deuil. Cependant, cela n'empêche pas Nynaeve de continuer à espérer, quitte plus tard à le battre à coups de badine pour lui faire entendre raison. D'ailleurs, progressivement, leurs liens se raffermissent, et Lan offre à Nynaeve son bien le plus précieux : la bague des Rois de Malkieri.

##### Acceptée
Bien qu'elle renâcle à l'idée d'y aller, et qu'elle ait envie de se venger de Moiraine, responsable selon elle d'avoir déclenché toute cette histoire, elle part pour la Tour Blanche afin d'y recevoir une formation d'Aes Sedai. Elle y est promue instantanément au rang d'Acceptée, ce qui ne s'était jamais vu auparavant. Son passage dans le ter'angreal, où elle devra affronter ses pires terreurs, lui fera détester encore plus les Aes Sedai mais renforcera sa volonté d'apprendre à maîtriser le Pouvoir Unique pour Guérir et soigner les gens autour d'elle.
Des barrières érigées inconsciemment l'empêchent de Canaliser lorsqu'elle n'est pas furieuse ; sans ces barrières, elle serait l'Aes Sedai la plus puissante de tous les temps, d'un niveau comparable à celui des plus faibles Réprouvés (les plus puissants Aes Sedai au monde ayant rejoint le Ténébreux). Elle est aussi capable d'aller dans le Tel'aran'rhiod, le Monde des Rêves, à partir d'un Ter'angreal, bien que son habileté n'y soit pas aussi grande que celle d'Egwene.
Quand elle est suffisamment en colère pour Canaliser, elle parvient même à reproduire des actions vues une seule fois. Elle se servira de cette faculté d'apprentissage dans des situations très périlleuses, par exemple pour résister aux ordres de Siuan Sanche, ce qui la surprendra elle-même vivement.
Quand Liandrin leur annonce que Rand est en danger, Nynaeve et ses amies se rendent sur la pointe de Poman pour l'aider. Mais c'est un piège, Egwene et Elmindreda Farshaw (Min) sont capturées par les Seanchans ; toutefois Nynaeve et Elayne parviennent à s'échapper, avec difficulté. Elles se rendent à Falme pour essayer de les libérer. Pendant des jours, elles cherchent un moyen d'y parvenir, jusqu'à ce que Nynaeve trouve un moyen d'ouvrir les colliers qui font obéir les Damanes et s'en serve pour s'introduire dans le lieu où Egwene est enfermée.
Après que Rand s'est proclamé le Dragon Réincarné, elles se rendent à Tar Valon pour soigner Mat. L'Amyrlin leur confie ensuite la mission de traquer l'Ajah Noire, ce qu'elle feront jusqu'à Tear. Capturées par l'Ajah Noire qui les a prises par surprise, puis libérées par Mat et Juilin Sandar, elles assistent à la prise de la Pierre par les Aiels et de Callandor par Rand.
Apprenant qu'il existe une sorte d'adam (collier Seanchan permettant de contrôler quelqu'un Canalisant) qui fonctionne sur les hommes, Elayne et Nynaeve se rendent à Tanchico dans le Tarabon pour réduire à néant cette menace contre Rand, et continuer leur traque de l'Ajah Noire.
Là-bas, elles pénètrent dans le palais de la Parnach où se trouvent le collier et l'Ajah Noire. Nynaeve affronte et parvient à vaincre Moghedien l'une des Réprouvées, ce qui fera d'elle une ennemie acharnée. Mais l'opération est un succès, car en même temps, elle s'empare du collier tant cherché ainsi que de l'un des sceaux sur la prison du Shayol Ghul.
Moghedien la rattrape en rêve et la torture. Nynaeve ne doit sa survie qu'à l'aide de Birgitte qui est expulsée du Tel'aran'rhiod. Nynaeve met des jours à se pardonner d'avoir indirectement brisé sa vie. Plus tard, quand Nynaeve se risque de nouveau dans le monde des rêves avec un ter'angreal moins puissant, pour instruire Siuan sur le monde des rêves, Moghedien la surprend après que Nynaeve a mis Siuan à l'abri. Birgitte fait diversion et Nynaeve parvient à se maîtriser suffisamment pour faire apparaître un a'dam et ainsi la contrôler. Celle-ci tente de se rebeller, mais Nynaeve la dompte rapidement, et lui fait avouer qu'un piège se déclenche au même moment pour vaincre Rand.
Quand Rand déclenche son attaque face à Rahvin et le force à se replier dans le Tel'aran'rhiod qu'il connaît bien mieux que Rand, elle lui vient en aide par l'intermédiaire de Moghedien en le brûlant par le pouvoir, ce qui le distrait suffisamment pour que Rand le tue avec le Malefeu.

##### Aes Sedai
Plus tard, quand Egwene deviendra la nouvelle Amyrlin, elle intégrera l'Ajah Jaune qui se consacre à la Guérison.
Car Nynaeve possède un grand don pour la Guérison avec le Pouvoir unique, qui est en quelque sorte une extension de sa volonté d'antan de soigner tout le monde avec ses simples. Elle parviendra même à guérir la neutralisation (priver un homme du Pouvoir) comme avec Logain et la désactivation (priver une femme du Pouvoir) de Siuan Sanche et Leane Sharif, ce que les Aes Sedai estimaient totalement impossible depuis la Destruction du Monde. Cependant, sa capacité de guérison de la neutralisation et de la désactivation varie suivant le sexe de la personne soignée ! ainsi, Logain récupère tout son pouvoir, alors que Siuan et Leane seulement une partie. Pour les femmes, elle pense qu'il faut le pouvoir d'un homme pour une guérison complète.
Cependant, le plaisir immense qu'elle leur a procuré d'être de nouveau complètes adoucit bien des angles dans ses relations avec les deux femmes.
Son blocage d'Irrégulière disparaîtra à Ebou Dar, lors d'une attaque au Malefeu qui touchera son bateau, par Moghedien. Au moment de se noyer, elle s'abandonne totalement, et ainsi se libère de son blocage, juste avant que Lan la sauve in-extremis de la noyade.
Par la suite, avec Elayne elle trouvera la Coupe des Vents dans le Rahad, un quartier mal famé d'Ebou Dar, et ainsi permettra le rétablissement du temps normal avec des Pourvoyeuses de Vent du Peuple de la Mer et des femmes renvoyées ou échappées de la Tour Blanche, la Famille.
Elle suivra ensuite Elayne qui retournera à Caemlyn pour monter sur le Trône du Lion d'Andor.
Auparavant, après avoir persévéré longtemps pour qu'il cesse d'avoir, selon elle, des idées stupides, elle s'est mariée avec Lan sur un bateau du Peuple de la Mer, en promettant qu'elle reprendra le lien qui le lie à Myrelle en tant que Lige (après le changement de liens ayant suivi la mort de Moiraine).

##### Purifier le Saidin
Rand pense à lui demander de l'aide pour supprimer la souillure du Saidin puisqu'elle excelle dans la Guérison et que sa puissance dans le pouvoir est considérable. De plus, elle est une des rares personnes à qui il fait confiance. Rand et Nynaeve partent donc de Caemlyn, et elle emporte certains ter'angreal pour aller à Far Madding, où Rand doit tout d'abord se débarrasser des Asha'mans traîtres ayant tenté de le tuer à Caihrien.
Ils se rendent ensuite à Shadar Logoth pour purifier le Saidin. Rand a choisi cet endroit car il pense que le mal qui ronge Shadar Logoth peut annihiler la souillure du Ténébreux. Aidés du Choedan Kal, les deux plus puissants Sa'angreal de l'Ère des Légendes, ils parviennent à accomplir cet exploit considéré comme impossible par nombre de personnes (et même les Réprouvés, alors que ceux-ci tentent de les en empêcher en attaquant Rand, Nynaeve et leurs compagnons).
Par la suite, dans le but de préparer les Marches à la dernière bataille, Nynaeve demande à Lan de faire le serment de prendre toute personne qui désire combattre à ses côtés quand il retourne au Shienar. Elle ouvre ainsi un portail dans la Saldaea, d'où il doit parcourir de nombreuses lieues. Elle Voyage ensuite vers les différentes villes sur le trajet pour prévenir les gens que le dernier Roi de Malkier se prépare pour son ultime combat contre l'Ombre.

#### Elaida a'Roihan
Elaida a'Roihan, plus communément appelée Elaida Sedai, est assez jolie malgré l'apparence sans âge propre aux Aes Sedai. Elle a un caractère colérique, et est froide comme l'acier.

##### Arrivée au Pouvoir
Originaire d'une maison mineure du Murandy, Elaida est une Aes Sedai puissante qui obtient le châle au bout de seulement trois ans d'études à la Tour (pratiquement un record jusqu'à l'arrivée de Siuan, Moiraine, Nynaeve, Elayne et Egwene). Durant son noviciat, elle fait une prophétie annonçant que la lignée royale d'Andor serait fortement mêlée aux évènements des prochaines années, et c'est pourquoi, une fois acceptée dans l'Ajah Rouge, elle décide de devenir la conseillère Aes Sedai de la reine Morgase. Depuis lors, son don de prophétie ne l'a jamais quittée, et elle est capable, parfois, de Prédire aux moments les plus inattendus.
Son poste lui permet d'avoir une grande influence sur les affaires du royaume, et c'est en tant que conseillère qu'elle rencontre Rand quand il se rend à Caemlyn. Après avoir prophétisé qu'il serait au centre des malheurs à venir, elle veut l'interroger plus avant, mais la reine Morgase rend un jugement favorable à Rand, qui échappe ainsi à Elaida.
Néanmoins, elle ne l'oublie pas, et se lance aussitôt à sa recherche, en vain. Plus tard, quand elle se rend avec l'Amyrlin au Shienar, le fait que Rand soit encore mêlé aux évènements et qu'il ait une entrevue privée avec l'Amyrlin renforce encore son intérêt.
Elle ne tarde pas à compléter ses informations sur lui et ses compagnons. Finalement, elle parvient à démasquer Siuan Sanche qui avait caché le plus longtemps possible l'existence du Dragon Réincarné, et elle la fait désactiver avant de lui faire subir un interrogatoire serré où elle avoue presque tous ses secrets.
Elaida est alors élue Amyrlin de Tar Valon, poste qu'elle enviait depuis des années à Siuan Sanche. Pour la première fois depuis un millénaire, ce poste est de nouveau confié à une Aes Sedai de l'Ajah Rouge.

##### Amyrlin
Malheureusement pour elle, tout ne se passe pas selon sa volonté. Tout d'abord, on lui impose une Gardienne des Chroniques de l'Ajah Blanche, Alviarin, contrairement à toutes les traditions. Car sans l'appui des Blanches, c'est Elaida qui aurait été déposée par l'assemblée et probablement exécutée. À l'insu de tous, Alviarin est aussi en secret la dirigeante de l'Ajah Noire au service du Ténébreux, et elle fait tout pour confronter les Aes Sedai, et Elaida la première, à des difficultés.
Ensuite, Siuan Sanche et Leane Sharif l'ancienne Gardienne des Chroniques, toutes deux en attente d'être exécutées, sont libérées par Elmindreda Farshaw (Min) et parviennent à échapper à leurs poursuivants, de même que Logain qui ne tarde pas à les rejoindre.
De plus, la Tour se scinde entre les partisans d'Elaida et ses opposants. La totalité des membres de l'Ajah Bleue, la majorité des Vertes, et une part des Jaunes, Blanches et Grises s'exilent de la Tour tandis que les Liges et les soldats de Tar Valon s'entretuent dans les rues. Les Aes Sedai en fuite rallient Salidar au nombre d'environ 300, et recommencent à s'organiser et à préparer des actions pour reprendre leur place, étendre de nouveau leurs réseaux d'espions, et surtout se procurer des informations sur Rand.
Elaida prend alors des mesures pour rapatrier au plus vite ces Aes Sedai, en faisant passer des messages annonçant qu'elles seront bien accueillies si elles reviennent à la Tour. Mais elle ne reçoit aucun résultat hormis la localisation de Salidar.
La question que toutes se posent, de Salidar ou de Tar Valon est « que faire du Dragon Réincarné ? ». Elles ne peuvent évidemment pas le neutraliser, pas avant la Dernière Bataille au moins. Mais il leur faut le lier à elles, le contrôler totalement.
Aussitôt Elaida envoie une ambassade pour négocier avec Rand. Leur objectif premier est le pousser à les sous-estimer et le ramener à tout prix à Tar Valon.
Pour cela elles offrent des présents, lui envoient des lettres fleuries remplies de « Monseigneur Dragon », et leur méthode marche jusqu'à un certain point. Si Rand n'a aucune intention de les suivre et de leur faire confiance, il ignore qu'en secret elles sont des dizaines à s'être déplacées jusqu'à lui, et lors d'une entrevue où quinze Aes Sedai se font passer pour des servantes, il est coupé du Saidin, capturé et emmené de force vers Tar Valon.
Mais Rand parvient à se libérer des Aes Sedai qui le bloquent, au moment où leur attention est détournée quand les Aiels Shaidos les attaquent, alors que Perrin et les Aiels fidèles à Rand attaquent eux-mêmes ces Shaidos. 
Les Asha'man rejoignent les combats et y mettent fin dans un carnage épouvantable. Les Aes Sedai présentes qui ne sont pas désactivées sont contraintes de prêter serment à Rand.
Tandis que celles de Salidar ont formé une armée qui marche vers Tar Valon, et que des sœurs continuent à disparaître du fait des Réprouvés, Elaida doit craindre une attaque par le Dragon furieux et les hommes capables de canaliser, alors que l'Ajah Noire n'assure en rien sa position.

#### Siuan Sanche

##### Amyrlin de Tar Valon
Issue d'une famille de pêcheurs, elle devient une Aes Sedai de l'Ajah Bleue. Elle est ensuite élevée au rang d'Amyrlin en 985 N.E, mais elle garde, en réserve, nombre de sentences bien senties datant de l'époque où elle écaillait les poissons. Avec l'apparence éternellement jeune des Aes Sedai, elle a les yeux bleus et les cheveux châtains, ainsi qu'un caractère « à broyer des cailloux ».
Conformément à la tradition, en tant qu'Amyrlin, elle n'est plus de l'Ajah Bleue : elle est de toutes les couleurs et d'aucune à la fois. Elle est à la tête de la Tour Blanche, et sa Gardienne des Chroniques est Leane Sedai.
Dans le « Cor de Valère » (Tome 3 en V.F.), elle fait la connaissance de Rand et elle s'aperçoit que son amie Moiraine, qui a passé 20 ans à le chercher, a bien trouvé le Dragon Réincarné comme il était annoncé dans les prophéties. Dans un entretien avec lui, Siuan lui laisse comprendre qu'elle ne révèlera rien de lui à la Tour Blanche, et qu'étant bien le Dragon Réincarné, il doit être laissé libre de ses mouvements. Néanmoins, elle compte bien avoir un certain contrôle sur lui via Moiraine. 
En attendant qu'il soit devenu assez fort, elle est obligée de dissimuler qu'elle connaît son existence, et qu'elle a tout fait pour l'aider avec Leane au lieu de le neutraliser comme le voulait la loi de Tar Valon. Mais, une fois Rand libre de ses mouvements, elle manque d'informations sur ses faits et gestes, et la situation se complique quand l'Ajah Noire se dévoile au grand jour dans la Tour, jetant la suspicion sur tous. Elle envoie alors Elayne, Nynaeve et Egwene à la poursuite des Sœurs Noires, pour récupérer les ter'angreals que celles-ci ont volés, car elles sont les seules à qui elle accorde sa confiance.

##### Désactivée
Mais finalement, tout s'effondre quand elle est destituée par Elaida, et que celle-ci révèle ce qu'elle sait -ou soupçonne- de ses actes à l'Assemblée de la Tour. Déchue, elle est arrêtée, interrogée, torturée et désactivée après avoir avoué une grande part (mais pas l'intégralité) de ses actions. Elle parvient à s'enfuir avec Leane grâce au secours d'Elmindreda Farshaw (Min) tandis que la Tour se divise et qu'une partie des Aes Sedai s'exilent. En chemin, elles emmènent Logain avec elles, en lui cachant leur véritable identité. 
Siuan s'attire des ennuis en chemin, particulièrement après avoir fait accidentellement brûler l'étable d'un des métayers de Gareth Bryne, et s'être attiré ainsi un procès en règle. Pour s'en sortir, elle prête le plus important serment qu'il soit possible de faire - et impossible à rompre - ce qui lui permet de gagner suffisamment la confiance de Gareth Bryne pour s'échapper avec l'intention de revenir plus tard, pour subir la peine prononcée, quand elle aura réglé ses problèmes. 
Après avoir consulté l'un des membres de ses anciens Yeux-et-Oreilles, elle apprend que toutes les Sœurs n'ont pas soutenu Elaida. Elle parvient à rejoindre les Aes Sedai qui se sont opposées à elle (essentiellement des Bleues, des Vertes et des Brunes) dans le village de Salidar.
À Salidar, elle gère le réseau d'Yeux-et-Oreilles, qu'elle dirigeait avant de devenir Amyrlin, pour le compte des Aes Sedai, ce qui lui redonne une partie de son importance d'antan, moindre cependant qu'elle le souhaiterait. Elle influence les Aes Sedai de Salidar pour les pousser à agir et à élire une nouvelle Amyrlin, et surtout, à ne pas rallier Elaida. Elle va même jusqu'à faire semblant d'être brouillée avec Leane pour qu'elles la sous-estiment ce qui réussit parfaitement.
Mais, rattrapée par Gareth Bryne qui a traversé des centaines de lieues pour la retrouver, elle est forcée de le servir de son mieux avec Leane et Min, en même temps qu'elle accomplit ses autres tâches, ce qui la fait enrager.
Elle est Guérie de sa désactivation par Nynaeve (cf.  « L'illusion Fatale » Tome 12 en V.F.), ce qui lui permet d'atteindre à nouveau la Vraie Source, mais ses capacités sont nettement amoindries. À ce moment, Egwene devient la nouvelle Amyrlin de Salidar, et Siuan est chargée de l'aider à apprendre l'étiquette. En fait, au lieu de manipuler Egwene comme elle avait cru pouvoir le faire, elle l'aide à manipuler les différents partis de Salidar.
Ses précieux conseils et son talent certain pour l'intrique - d'autant qu'elle est désormais libérée des Trois Serments - font d'elle une alliée de poids pour Egwene, lui permettant de posséder un réel pouvoir à Salidar, et une aide indirecte pour le Dragon Réincarné.

#### Lews Therin Telamon
Pendant la Guerre du Pouvoir à l'époque de l'Ère des Légendes, Lews Therin Telamon (ou Lews Therin Meurtriers-des-Siens ou encore Lews Therin Fléau de sa lignée dans la nouvelle traduction) était le Commandant en chef de toutes les armées de la Lumière, des Ogiers, et des Aes Sedai aussi bien hommes que femmes. Durant des années, il a bataillé sans relâche contre les forces de l'Ombre pour les repousser, et les a vaincus à plusieurs reprises grâce à ses talents de stratèges et sa maîtrise du Pouvoir Unique. De grande taille, c'est un bel homme au cheveux bruns et aux yeux sombres. Sur la fin de sa vie ses cheveux deviennent blancs à cause de la fatigue puis de la folie.
Ses titres son nombreux : il est le Seigneur du Matin, le Prince de l'Aube, le Haut siège de la Salle des Serviteurs, le vrai défenseur de la lumière, il porte l'anneau de Tamyrlin. Il est surnommé le Dragon. 
Marié à Ilyena Therin Moerelle, il avait avant cela été l'amant de Mierin Eronaile, plus connue sous le nom de Lanfear, mais il l'avait quittée avant qu'elle ne se tourne vers l'Ombre à cause de son orgueil démesuré.

##### Attaque du Shayol Ghul
Voulant une fois pour toutes en finir avec l'Ombre, il réunit une petite armée, et la puissance formidable des Cent Compagnons (113 des hommes parmi les plus forts dans la maîtrise du Pouvoir fidèles à la Lumière), et il attaqua par surprise le Shayol Ghul.
Ce qui s'est alors passé nous est inconnu, mais la conséquence immédiate de cette action fut que le Ténébreux fut enfermé dans le Shayol Ghul avec sept sceaux qu'on ne peut briser (en théorie), avec tous les Réprouvés enfermés à l'intérieur avec lui. Ceci entraîna la déroute immédiate des armées de l'Ombre, mais eût une autre conséquence beaucoup plus dramatique celle-là : Le Saidin, la source masculine du Pouvoir Unique fut souillée, rendant tous les hommes sachant canaliser complètement fou.
Dans leur folie, ils tuèrent tout le monde autour d'eux, leur puissance incontrôlée mise au service de la destruction. Le monde fut brisé, et une personne sur deux mourut : c'était la Destruction du Monde.
Lews Therin n'échappa pas à la folie, et il tua tous ceux de son sang, ses amis et ses connaissances. Quand Ishamael lui rendit provisoirement l'esprit pour qu'il souffre de ce qu'il avait fait, Lews Therin devint désespéré de remords et de haine envers ce qu'il avait fait. Il canalisa et se suicida, créant à l'aide du Pouvoir le célèbre et immense Mont Dragon.
Car à cause de ces actes qui avaient causés tant de maux, et qui continueraient à en causer dans les siècles à venir, Lews Therin devint l'homme le plus haï et le plus craint de l'Histoire, et il fut renommé le Dragon, et les Légendes continuent de maudire son nom.

##### De nos jours
Lews Therin est également présent dans l'esprit de Rand al'Thor, qui est sa réincarnation. Il lui donne parfois des conseils et des techniques pour utiliser le Pouvoir Unique qui lui sont très utiles, mais il tente aussi de s'emparer de son corps, dans sa folie qui ne l'a toujours pas quittée.
Son rôle redevient progressivement de plus en plus important, au fur et à mesure que son influence sur Rand grandit, avec des conséquences parfois désastreuses, et qui emmènent Rand lui aussi au bord de la folie.

#### Elayne Trakand

Drapeau personnel d'Elayne

##### La Fille-héritière d'Andor
Elayne Trakand est la fille de la reine d'Andor : Morgase Trakand. Jeune, elle a les cheveux d'or roux et les yeux bleus. Elle suit une formation pour devenir Aes Sedai. On la dit belle à couper le souffle. Elle possède une langue acérée dont elle n'hésite pas à faire usage quand le miel s'avère sans effet. Elle a rencontré Rand alors que, étant grimpé sur un mur de l'enceinte du palais royal d'Andor pour voir le faux Dragon Logain, il était tombé à l'intérieur. Après l'avoir soigné, elle a pris sa défense de son mieux quand il a été découvert par les gardes pour empêcher qu'il soit emprisonné. Depuis, elle est tombée amoureuse de lui et rêve d'en faire son lige et amant lorsqu'elle sera promue au rang d'Aes Sedai.
En effet, elle est capable de Canaliser, et l'on dit qu'elle sera peut être la plus puissante Aes Sedai depuis un millier d'années (ce qui fait d'elle l'égale d'Egwene sur ce point), et la seule qui pourra devenir en même temps une Reine. Envoyée à Tar Valon avec Gawyn son frère et Galad Damodred son demi-frère, elle y rencontre Egwene al'Vere et Elmindreda Farshaw (Min), et elles deviennent amies.
Quand Liandrin Sedai, de l'Ajah Noire, leur fait croire que Rand est en danger, elle n'hésite pas à accompagner Egwene et Nynaeve par les  dangereuses Voies, tombant alors dans un piège des Seanchans. Ewgene et Min étant capturées, Elayne et Nynaeve élaborent alors un plan audacieux pour les libérer, et s'échapper sur le bateau de Bayle Domon. Malheureusement, des milliers de Seanchans viennent en renfort, et Domon doit s'enfuir. Heureusement les Seanchans sont vaincus par Rand et les héros du Cor de Valère, et elle pourra retourner à Tar Valon avec ses amies et Mat (qui doit être guéri de son lien avec le poignard de Shadar Logoth). Elles arrivent à temps et Mat est soigné de justesse. Mais elles sont punies de corvées pour avoir quitté la Tour sans permission. Toutefois, Egwene et Elayne ayant prouvé qu'elles avaient énormément progressé, elles sont promues Acceptées après seulement un an, alors que 10 voire 20 ans sont nécessaires pour la plupart des promues, après un passage terrifiant dans un Ter'angreal où elles ont dû choisir résolument de tout abandonner et d'affronter leurs peurs pour devenir des Aes Sedai plus tard.

##### Acceptée
Par la suite, Siuan Sanche lance les trois Acceptées, dont elle est sûre, sur les traces des treize membres déclarés de l'Ajah Noire. En se rendant à Tear, elles sont capturées par l'Ajah Noire qui a usé de compulsion sur le pauvre Juilin Sandar, le preneur de larrons qui les aidait justement à la trouver. Enfermées dans les cachots, elles sont libérées par Mat et un Juilin repenti d'un acte qu'il n'avait pas le choix d'accomplir. 
Une fois la Pierre tombée, et après que Rand s'est emparé de Callandor, elles rencontrent Aviendha et d'autres Aiels, et apprennent que Rand est probablement le Car'a'Carn, chef des chefs de clans Aiels aussi nommé Celui-qui-vient-avec-l'aube, qu'ils recherchent. Alors qu'elles interrogent deux membres de l'Ajah Noire qu'elles ont réussi à capturer, Aviendha se lie d'amitié avec Elayne.
Elayne déclare enfin sa flamme à Rand (La Montée des Orages), et en profite pour lui enseigner les rouages de la politique afin de l'aider. Elle sait qu'elle devra le partager avec deux autres femmes comme Min le lui a dit. Néanmoins, elle apprend avec surprise, quelques mois plus tard, que Rand et Aviendha se sont unis. Or, elle n'imaginait pas un partage à ce point. À contrecœur, elle se résigne à accepter cette situation, après avoir résisté à l'envie de poignarder Aviendha. Lanfear également a des vues sur Rand Al'Thor, réincarnation du Dragon Lews Therin Telamon, éveillant sa féroce jalousie à cause de laquelle Rand tente de l'éloigner de lui. De plus, Elayne doit attendre pour lier à elle Rand al'Thor comme elle le voulait car ce dernier est déjà lié malgré lui en tant que Lige à Alanna, une autre Aes Sedai.

##### Quête
Quand Rand décide d'entreprendre son voyage vers la Terre Triple, le Désert des Aiels, elle part avec Nynaeve à la recherche d'un puissant objet qui permet de contrôler les hommes maniant le Pouvoir Unique, ce qui représente un terrible danger pour Rand. Cette quête les mène jusqu'à Tanchico dans le Tarabon. Là-bas, elles rencontrent Egeanine avec qui elles deviennent amies bien qu'elle soit une Seanchan. Après avoir laborieusement élaboré un plan, elles réussissent à s'infiltrer dans le palais de la Parnach, occupé par les Blancs Manteaux et l'Ajah Noire. Nynaeve parvient à reprendre l'objet de leur mission à l'Ajah Noire, et Elayne libère au passage la Parnach, qui était devenue le jouet des Aes Sedai traîtresses.
Elles entament alors le voyage du retour, mais tombent dans un piège des Yeux-et-Oreilles de l'Ajah Jaune qui avait pour instruction de ramener Elayne à Tar Valon à n'importe quel prix, afin d'éviter un conflit avec l'Andor. Elles ne s'en sortent que grâce à l'aide de Thom Merrilin et de Juilin.
Apprenant que la Tour s'est scindée, et que désormais Elaida, devenue Amyrlin, les fait rechercher, elles se rendent à Salidar après de nombreuses difficultés.
En chemin, pour se cacher de leurs poursuivants, elles se font passer pour les membres d'une ménagerie ambulante, un véritable cirque appartenant à Valan Luca. Elayne devient alors funambule à l'aide du pouvoir.
Quand Birgitte affronte Moghedien dans le monde des Rêves, elle en est expulsée. Gravement blessée, elle ne peut survivre que grâce au lien qu'Elayne établit entre elles, et qui fait de Birgitte son Lige. Désormais, Birgitte fait tout son possible pour assurer la sécurité de son amie, ce qui n'empêche pas ses critiques mordantes et ses pointes d'humour quand Elayne a besoin de redescendre sur terre. Dans le Ghealdan, quand Nynaeve demande à Galad et au Prophète, séparément, de leur trouver un bateau, cela déclenche les hostilités entre les partisans de Masema et les Blancs Manteaux pour la possession de l'unique navire. 
Elles réussissent à s'échapper en se taillant un chemin dans la foule avec l'aide de Galad, d'Uno et des guerriers du Shienar, et prennent passage sur un bateau qui les amène à bon port.

##### Salidar
Elayne apprend alors qu'elle possède le Talent, perdu depuis longtemps, de créer des Ter'angreals, et elle s'en sert afin de fournir aux Aes Sedai de Salidar des anneaux leur permettant d'accéder au monde des rêves et de communiquer avec Egwene, et par conséquent de se renseigner sur Rand.
Toutefois, l'accueil qu'elles reçoivent n'est pas celui qu'elle espérait. Après avoir fait longtemps preuve d'indépendance, revenir à la routine des Acceptées n'est pas facile. De plus, on ne lui épargne pas les tâches difficiles, et l'enseignement qu'elle retire de Moghedien dans le plus grand secret l'oblige à donner de nombreux cours aux Aes Sedai et aux Acceptées. 
Heureusement pour elle, quand Egwene est promue Amyrlin, elle devient une Aes Sedai de l'Ajah Verte, l'Ajah Combattante. Son statut s'améliore un peu, mais pas autant qu'elle le voudrait, car malgré sa puissance supérieure à toute autre (à l'exception de ses deux amies) et son expérience acquise pendant ces mois de voyage, les autres Aes Sedai essaient de la chaperonner comme si elle était encore une Acceptée.
Quand Rand s'établit en tant que régent du Cairhien, il fait son possible pour que le trône aille à Elayne, dont le père avait été roi auparavant.
Elayne apprécie le soutien de Rand, mais ne cache pas qu'elle a bien l'intention de récupérer elle-même son bien, et de ne pas accepter le trône qui lui appartient de droit comme un cadeau de sa part.
Elle est la seule Aes Sedai sachant créer des Ter'angreal depuis longtemps : elle exerce ce don précieux à Salidar, après avoir rejoint les Aes Sedai opposées à Elaida après que celle-ci a déposé Siuan Sanche. Avec Nynaeve, elle trouve la Coupe des Vents dans le Rahad, seul objet capable de contrer l'influence néfaste du Ténébreux sur le climat. Elle rentre ensuite à Caemlyn afin de pouvoir régner sur le trône d'Andor.

##### À la conquête de l'Andor
Arrivée à Caemlyn, Elayne doit régler plusieurs problèmes. En effet, elle doit assurer sa position auprès des Hauts-Sièges de maisons d'Andor pour pouvoir légitimement être couronnée Reine d'Andor. Cependant, une armée des pays frontaliers arrive dans le bois de Braem, avec à leur tête les rois et reines des quatre nations des Marches. Ils comptent trouver Rand, en tant que Dragon Réincarné, pour qu'il se prépare à la Tarmon Gai'don. De plus, Elayne doit pacifier les troubles de la ville, en augmentant le nombre de gardes de la Reine. Elle conclut aussi un accord avec Mazrim Taim, pour surveiller la Tour Noire.
Grâce au soutien du Haut-Siège Dyelin, Elayne parvient à obtenir le soutien de plusieurs maisons mineures d'Andor, mais c'est insuffisant pour conquérir le trône. De plus, Arymilla, Haut-Siège de la maison Marne, souhaite elle aussi devenir Reine. Elle lève une armée pour assiéger la ville de Caemlyn. Son plan échoue grâce à l'aide des pourvoyeuses de vent du Peuple de la Mer ramenées d'Ebou Dar, qui ouvrent des Portails entre Caemlyn et Tear, assurant l'approvisionnement de la ville en nourriture.
Entre-temps, Elayne manque être victime d'une tentative d'assassinat alors qu'elle se trouvait avec Dyelin, la tentative n'ayant échoué que grâce à la présence inopinée de Doilin Mellar, un étrange personnage qui se révèle être l'ancien capitaine des Lions Blancs, une armée à la solde du défunt Gaebril. Il complote avec l'Ajah Noire présente en ville. Après que celle-ci a capturé Elayne, Birgitte parvient à les faire emprisonner par les pourvoyeuses de vent.
Avec l'aide de son Lige Birgitte, Elayne défait l'armée rebelle et s'assure le soutien des dernières maisons d'Andor, assurant son ascension au trône avec la majorité des Hauts-Sièges à ses côtés.

#### Egwene al'Vere

##### Du champ d'Emond à Caemlyn
Egwene al'Vere était l'apprentie sagesse de Nynaeve au Champ d'Emond. Bien qu'il n'y eut rien de véritablement officiel, elle était considérée comme la fiancée de Rand ; en effet, de profonds sentiments lient les deux jeunes gens. De petite taille, elle a de grands yeux noirs et des cheveux de la même couleur. Elle est très belle, mais aussi tenace et maligne. Elle dispose de la faculté de canaliser.
Quand elle découvre que Rand doit partir avec Mat et Perrin pour échapper aux Trollocs qui sont à leur poursuite, elle décide de les accompagner ; Moiraine ne s'y oppose pas car elle a senti qu'Egwene a la capacité de devenir une Aes Sedai, l'une des plus fortes depuis des années, et qu'elle doit donc recevoir une formation à Tar Valon pour apprendre à se maîtriser.
La petite compagnie se met donc en route. Outre Moiraine, son Lige et les quatre jeunes, Thom Merrilin et Nynaeve ne tardent pas à les rejoindre, tout comme les Trollocs d'ailleurs, qui sont toujours après eux. Moiraine révèle à Egwene ses capacités, et commence à lui enseigner les rudiments du Pouvoir Unique. Même si elle ne parvient pas encore à canaliser quand elle le souhaite, elle est destinée à devenir une Aes Sedai.
En chemin, ils s'aventurent à Shadar Logoth, et sont contraints de se disperser. Egwene est séparée du groupe et se retrouve seule avec Perrin. Ils voyagent de compagnie, essayant de rejoindre les autres à Tar Valon, mais ils sont interceptés par des Blancs Manteaux (Enfants de la Lumière) menés par Geofram Bornhald. Ils sont interrogés, Perrin est roué de coups pour avoir tué deux des Enfants, et on les soupçonne d'être des Amis du Ténébreux. La pendaison les attend, mais heureusement pour eux, Lan parvient à les libérer tandis que Moiraine fait diversion.
Ils peuvent donc reprendre leur chemin, et partir à la recherche des autres membres du groupe. Dirigés par Moiraine, ils atteignent la capitale d'Andor, Caemlyn.

##### De Caemlyn à Tar Valon
La cité leur offre une bonne surprise : ils sont tous réunis (sauf Thom qu'ils croient tué par un Myrddraal). Egwene est profondément soulagée de retrouver Rand en particulier, et ahurie par les aventures de celui-ci. Toutefois, elle est prise de jalousie quand elle apprend  hors contexte une partie de sa rencontre avec Elayne Trakand, la belle fille-héritière d'Andor.
Ils apprennent qu'un danger menace à l'Œil du Monde, et ils s'y rendent de toute urgence par les Voies. Là-bas, ils tombent sur Aginor et Balthamel, deux des terribles réprouvés. Après un combat dont ils sortent victorieux à grand-peine, Egwene ne sait plus quoi penser de Rand qui a utilisé le Pouvoir pour tuer Aginor, le condamnant ainsi à terme à la folie, au meurtre et à la mort.
Ils passent un mois en Shienar pour se reposer, en tant qu'hôtes du seigneur Agelmar. Egwene décide de faire tout son possible pour permettre à Rand de garder son secret, et de l'aider dans la mesure de ses moyens, comme quand l'Amyrlin de Tar Valon se rendit à Fal Dara pour voir Moiraine et interroger Rand.
L'entrevue paraît se passer plutôt bien, mais il part à la poursuite du Cor de Valère qui a été volé. Avant son départ, Egwene lui dit qu'elle sait qu'il les a tous évités afin de ne pas leur faire du mal, et qu'il n'espère pas la revoir.

##### Face à l'Ajah Noire
Egwene se rend enfin à Tar Valon avec Nynaeve, et elle devient une des novices de la Tour Blanche. Très vite, elle fait la connaissance d'Elayne et de Elmindreda Farshaw (Min) et elles deviennent amies, bien que connaissant leur intérêt mutuel pour Rand.
Egwene apprend très vite, et quand Liandrin Sedai lui annonce que Rand est en danger, elle va immédiatement à son secours avec Nynaeve, Elayne et Min. 
Mais il s'agit en réalité d'un piège, Liandrin de l'Ajah Noire les livre aux Seanchans. Egwene et Min sont capturées et Egwene devient contre son gré une damane : désormais, elle doit obéir au moindre ordre qu'on lui donne, sous peine de recevoir un châtiment par l'intermédiaire de l'adam, une sorte de Ter'angreal capable d'infliger la douleur aux femmes sachant canaliser.
L'épreuve est terrible, et quand elle est enfin libérée, elle conserve une haine farouche des Seanchan et de l'adam. Elle retourne alors à Tar Valon avec ses amies (sauf Min qui reste avec Rand). Loin de recevoir l'accueil qu'elles attendaient pour être en mesure de dénoncer l'existence de l'Ajah Noire, elles doivent s'acquitter de corvées. Siuan Sanche est la seule qui reconnaît leurs mérites, et s'arrange pour leur donner mission de traquer l'Ajah Noire, sans toutefois annuler leurs punitions qui leur servent de couverture.
Entre-temps, Egwene entre dans le portail-Ter'angreal utilisé par les Aes Sedai comme épreuve de courage et de volonté. Elle y affronte ses plus grandes peurs, mais elle parvient à en triompher, et elle devient une Acceptée, tout comme Elayne. Toutes deux se sentent coupables d'avoir abandonné Rand dans le portail à un sort terrible, même si nul ne sait si les évènements qui s'y déroulent sont vrais dans une réalité différente ou non.
La piste de l'Ajah Noire les force (elle, Elayne et Nynaeve) à quitter la Tour une fois encore. Elles se dirigent vers le sud, et rencontrent au passage des Aiels, dont Aviendha, qui leur paraissent amicaux bien qu'étranges. Ils sont à la recherche de Rand.
Elles parviennent ensuite à Tear et commencent aussitôt les recherches. Pour leur mission, elles engagent Juilin Sandar, un preneur-de-larron.
Juilin accomplit trop bien sa mission, et on le force (avec le Pouvoir Unique) à dénoncer les trois jeunes femmes qui sont capturées par l'Ajah Noire et enfermées dans un cachot. 
C'est un Juilin repenti voulant se racheter, et Mat, ayant appris les risques qu'elles affrontaient et venu les secourir, qui se lancent à l'assaut des Défenseurs de la Pierre de Tear pour les libérer. Ils y parviennent, même s'ils ne reçoivent pas ensuite les remerciements attendus. Rand se proclame le Dragon Réincarné, la Pierre tombe sous l'assaut des Aiels, et deux sœurs Noires sont capturées.

##### Avec les Aiels
Elayne, Egwene et Nynaeve interrogent alors les captives pour obtenir des informations. Aviendha rejoint les trois femmes, et devient progressivement leur amie malgré leur différence de culture. Egwene déclare dans les jours qui suivent à Rand qu'elle a pris conscience qu'elle ne l'aimait que comme un frère, ce qui laisse le champ libre à Elayne.
Elle continue de s'aventurer dans le Tel'Aran'Riod et c'est ainsi qu'elle rencontre, dans ses rêves, une Sagette Aielle. Il s'agit de Melaine, une Exploratrice des rêves, qui lui ordonne de se rendre à Rhuidean dans le Desert des Aiels pour y être instruite. Impressionnée par les possibilités qu'offrirait une telle instruction, et consciente de l'aide qu'elle pourrait ainsi apporter à ses amis, elle accepte.
Rand, pour sa part, a interprété les prophéties, et il doit se rendre dans le désert lui aussi. Il emprunte une Pierre-Porte, en canalisant, et il se retrouve alors à des centaines de lieues de là, devant la cité de Rhuidean. Les autres Aiels, Moiraine et Egwene l'ont accompagné.
Aussitôt l'instruction d'Egwene commence, et elle est encore plus difficile que celle de la Tour. Elle apprend progressivement à maîtriser sa capacité à rêver, ce qui lui permet notamment de se rendre dans les rêves des autres personnes, de discuter avec elles et d'influencer leurs rêves. 
Pendant qu'elle apprend les coutumes Aielles, elle se lie plus fortement d'amitié avec Aviendha, et Moiraine se met à la considérer comme une égale, ou presque.
Toutes ses activités ne l'empêchent pas de trouver du temps pour tenter de découvrir les intentions de Rand, de l'aider quand elle le peut, de lui donner des conseils, mais aussi de lui rappeler la pratique de la modestie. Sur ce point, elle est en désaccord avec Elayne, car Egwene estime que Rand devient véritablement retors, et d'une très grande dureté dans ses ordres, tandis qu'Elayne estime que c'est nécessaire pour mener un peuple.
Lorsque Couladin mène les Shaidos en Cairhien, elle participe activement à la bataille aux côtés de Rand et d'Aviendha, en se servant du Pouvoir Unique pour canaliser des éclairs, et ceci bien qu'elle essaie d'obéir en tous points aux Trois Serments des Aes Sedai. Cet effort la laisse exténuée, mais la bataille est néanmoins une victoire.
Toujours avec les Aiels à Cairhien, elle fait une déclaration d'amour des plus directes à Gawyn Trakand, le frère d'Elayne, et ils se donnent plusieurs rendez-vous dans les jours qui viennent. Gawyn a été envoyé par la Tour Blanche (par Elaida a'Roihan qui a déposé Siuan Sanche et pris le contrôle de la Tour) dans le but d'escorter le Dragon Réincarné. Il croit que Rand a tué sa mère, et Egwene tente de le convaincre du contraire, en vain. Même s'il déteste Rand, il est néanmoins prêt à n'importe quoi pour Egwene, même trahir ce en quoi il croit. Quand il lui fait cette proposition, elle refuse et se jure de ne pas se servir de lui pour obtenir ce qu'elle veut.

##### Amyrlin
Egwene est alors ensuite contactée par les Aes Sedai de Salidar : elle doit les rejoindre au plus vite. Egwene craint qu'elles aient appris le fait qu'elle se soit présentée comme une Aes Sedai en titre alors qu'elle n'est qu'une Acceptée, mais ce n'est pas le cas. Avant de partir, elle estime qu'elle doit la vérité aux Sagettes qui l'ont instruite : elle a désobéi à de nombreuses reprises à leurs ordres en s'aventurant sans elles dans le Tel'Aran'Riod, et elle leur a menti en prétendant être une Aes Sedai. Pour cela, et selon les règles du Ji'eh'Toh, elle est fouettée par toutes les personnes présentes qui ont été les victimes de ce déshonneur. Malgré la souffrance, elle finit par se résigner à subir sans protester. Les Sagettes sont satisfaites qu'elle remplisse son Toh comme une véritable Aielle, et elles lui disent qu'elle a un cœur d'Aielle.
Elle emprunte alors le monde des rêves et s'y transporte totalement, et voyage grâce à lui. En une nuit seulement, elle atteint Salidar.
Là, elle apprend que leur projet est en réalité de faire d'elle leur nouvelle Amyrlin, pour unifier la Tour face à Elaida. Les choses se passent à peu près comme prévu (même s'il existe plusieurs partis opposés à Egwene à l'intérieur de Salidar), et elle est proclamée Amyrlin, à 18 ans la plus jeune de toutes les Amyrlins connues.
Rapidement, et afin de ne pas être qu'une marionnette entre les mains des autres Aes Sedai, elle entreprend avec l'aide d'Elayne, de Nynaeve et de Siuan Sanche (qui a fini par se rallier à elle après avoir compris qu'elle ne se laisserait pas manipuler) d'induire les autres à la sous-estimer. En faisant jouer les intrigues auprès de chacun des groupes, elle obtient finalement de faire ce qu'elle veut, c'est-à-dire prendre la tête de l'armée de Salidar, et se rendre à la Tour pour déposséder Elaida.
Sachant que Logain qui a été soigné de la Neutralisation court un risque, et qu'il peut aider Rand, elle s'arrange pour le faire évader. Après avoir un temps profité des conseils arrachés de force à Moghedien (qui a été mise en laisse avec un a'dam par Nynaeve), celle-ci réussit à s'échapper avec l'aide de Halima qui entreprend aussitôt de faire son possible pour nuire à Egwene.
Elle prend vraiment la tête des rebelles pendant un entretien avec des nobles d'Andor et de Murandy, où elle affirme sa volonté d'être libre et non pas manipulée. Après le meeting, elle décide de rester un mois en Murandy, puis de Voyager jusqu'à Tar Valon pour faire le siège de la ville.
Grâce à Moghedien, Egwene réussit à recréer le Tissage pour créer de la Cuendillar, un métal extrêmement résistant que rien ne peut altérer. Elle se rend donc avec Leane aux Ports de Tar Valon pour changer les chaînes qui ferment le port en Cuendillar, et ainsi empêcher les bateaux de ravitaillement de passer. Elle se fait cependant capturer par des Aes Sedai dans la tour, où Elaida la rétrograde au rang de novice. Cependant, Egwene résiste et continue d'affirmer être l'Amyrlin.

##### Capturée
Dans la Tour Blanche, elle continue sa lutte contre Elaida, semant le doute et la zizanie entre Elaida et les autres Aes Sedai. Elle se rend compte qu'il est inutile de miner le pouvoir d'Elaida, car sa soif de puissance la fera tomber un jour ou l'autre. Egwene n'est cependant pas en mesure de faire grand chose, car elle est incapable de canaliser, à cause de la racine fourchue que  les Sœurs Rouges, qui la gardent toute la journée, lui donnent chaque heure. Elle peut quand même communiquer avec les rebelles grâce au Tel'Aran'Rhiod, les empêchant de venir la secourir.
Egwene arrive tant bien que mal à résister à Elaida, faisant preuve d'une grande volonté de ne pas plier face à l'usurpateur. Elle finit par rencontrer une des espionnes, Meidani, envoyées à la Tour par le conseil des Aes Sedai de Salidar avec mission de dévoiler le plan des Rouges pour Logain. Celle-ci la reconnait comme Aes Sedai et la présente à un groupe de Députées qui s'est donné pour mission de chasser l'Ajah Noire. Elles aident Egwene à rassembler la Tour divisée par Elaida, jusqu'à ce qu'Egwene accuse Elaida d'être une Amie du Ténébreux, et se retrouve enfermée dans une cellule des sous-sols.
Après quelques jours d'emprisonnement, Elaida relâche Egwene et punit à sa place la Maitresse des Novices, Silviana Brehon, pour avoir insuffisamment « éduqué » Egwene. En revenant dans sa chambre, Egwene trouve Verine assise sur son lit, en train de boire du thé, qui lui révèle être de l'Ajah Noire. Elle lui donne ensuite le nom de toutes les Sœurs Noires qu'elle a trouvées dans la Tour et meurt, car elle a dû s'empoisonner pour pouvoir confier cela à Egwene. Peu après, les Seanchans attaquent la Tour. Les chambres des Novices ayant été transférées au 22e étage de la Tour, Egwene réunit toutes les novices qu'elle trouve, leur apprend à former des cercles et se prépare à lutter contre l'invasion. Elle se rend dans la cache à angreal de laTour, prend le plus puissant sa'angreal pour femme, et l'utilise pour détruire tous les To'raken et les sul'dams qu'elle trouve. Elle repousse les Seanchans, mais épuisée, est enlevée par Siuan Sanche, Gareth Bryne et Gawyn Trakand venus la secourir pendant l'attaque.
Revenue parmi les Rebelles, elle se prépare à réunir l'Assemblée pour commencer une purge de l'Ajah Noire et préparer l'assaut de la Tour. Plusieurs Aes Sedai sont exécutées, comme Sheriam et Moria. Elle se dirige ensuite avec Gareth Bryne vers les ponts de la Tour pour commencer l'attaque, mais dix des Députées de la Tour arrivent, et lui annoncent qu'elle va être élevée au rang d'Amyrlin, Elaida ayant été capturée par les Séanchans.
Une seconde cérémonie est alors célébrée pour l'élévation d'Egwene au rang d'Amyrlin, pendant laquelle elle fait prendre conscience aux Députées de la honte subie dans la Tour face aux évènements provoqués par Elaida ; elle libère Silviana toujours emprisonnée, et la nomme Gardienne des Chroniques. La Tour est purgée de l'Ajah Noire grâce à la Baguette des Serments, mais beaucoup parviennent à s'échapper.

#### Cadsuane Melaidhrin

##### Légende vivante
Cadsuane est née aux alentours de l'an 700 de la Nouvelle Ère, ce qui fait d'elle la plus vieille de toutes les Aes Sedai encore en vie. Au début de sa vie (elle est originaire de Far Madding), elle découvre son potentiel de canaliser qui est considérable, et elle devient membre de l'Ajah Verte. Elle rencontre un jeune sauvage du nom de Norla dans les Collines Noires, qui lui donne une sévère leçon d'humilité, mais qui lui fixe entre autres pour objectif de posséder des précieux Ter'angreals. Par la suite, Cadsuane les fixera dans sa chevelure et ils lui seront d'une grande utilité.
Sa force de caractère, et sa puissance inégalée depuis mille ans dans le Pouvoir unique font qu'on lui propose à deux reprises un poste de Députée dans l'Assemblée de la Tour. Elle refuse les deux fois ce poste prestigieux, et elle va même jusqu'à disparaître de la Tour Blanche pendant dix ans lorsqu'on suggère son nom pour la prochaine Amyrlin de Tar Valon. Très vieille, elle a les cheveux gris fer et le visage lisse des Aes Sedai. Elle possède les vestiges d'une grande beauté et a de grands yeux noirs.
Pendant sa très longue existence, elle collectionne les Liges, au point que l'on dise qu'elle en a eu plus que de paires de chaussures, mais elle estime que le marché passé entre les Liges et les Aes Sedai n'est pas réellement équitable. Elle devient rapidement une légende, tant par son caractère indépendant et décidé que par ses actions d'éclats qui la font briller. Elle fait notamment ployer plusieurs rois et reines et traque et capture à elle seule plus d'hommes sachant canaliser que quatre Aes Sedai de l'Ajah Rouge réunies. Elle prend sa retraite vingt-cinq ans avant la Guerre des Aiels pour aller cultiver des roses dans le Ghealdan. Les évènements la poussent à revenir pendant la guerre, avec de nouveaux liges et à se battre. Elle fait aussi la connaissance de Moiraine Damodred alors une toute jeune Aes Sedai. 
Son seul véritable échec à ce jour reste de n'avoir pas réussi à débusquer l'Ajah Noire. Cependant, ces connaissances sont très étendues sur d'autres domaines d'importance, par exemple sur les Sa'angreal et plus particulièrement Callandor. En effet, après une étude attentive des informations disponibles dans les archives de Tar Valon, elle découvre que l'épée-qui-n'est-pas-une-épée a une faille d'importance : elle ne dispose pas d'un « tampon » contre la souillure du Pouvoir Unique, et par conséquent, elle amplifie son attrait maléfique dans les mêmes proportions que la puissance de son utilisateur.
Cadsuane sort une fois pour toutes de sa retraite pour l'occuper des deux faux Dragons Logain et Mazrim Taim. Quand elle découvre l'existence de Rand al'Thor elle décide immédiatement d'intervenir.

##### Conseillère
Cadsuane fait connaissance avec Rand à Cairhien peu après la bataille des Puits de Dumaï. L'animosité justifiée de Rand envers les Aes Sedai l'a poussé à emprisonner celles qui l'avaient torturé, et à faire prêter serment d'allégeance à celles qui prétendaient vouloir l'aider. 
Alors que la colère et la méfiance de Rand grandissent sans cesse, Cadsuane est furieuse d'apprendre les actions d'Elaida et de Alanna Sedai (emprisonnement et Liage forcé, assimilable à un viol psychique) et qui lui compliquent considérablement la tâche.
Elle entreprend aussitôt de calmer l'ego de Rand et de le provoquer pour pouvoir l'étudier. Rand résiste et fait preuve d'une obstination et d'une dureté de pierre, et il est intimidé par ses manières autant que par l'attitude respectueuse des autres Aes Sedai à l'égard de Cadsuane.
Cadsuane se procure alors des informations sur lui en interrogeant tout un chacun, avec une habileté suffisante pour arracher bien des secrets même à ses propres sœurs qui ne savent si elles doivent l'aider ou protéger Rand d'elle.
Plus tard, elle se rend chez les rebelles opposés à Rand tandis que ce dernier s'est infiltré dans le camp. Ils se reconnaissent, mais ne font qu'échanger quelques piques orales. L'irruption de bulle de mal les met tous en danger, et Rand canalise le Malefeu pour sauver la vie d'une femme en danger. Cadsuane le gifle violemment en lui interdisant de recommencer. Avant que Rand ait pu se remettre de sa surprise, Padan Fain le poignarde avec la dague de Shadar Logoth, et Rand n'a la vie sauve que grâce à l'intervention successive de Cadsuane, de trois autres Aes Sedai et d'un Asha'man. La blessure ne peut toutefois être guérie et elle le tue lentement.
Rand part alors en Illian, laissant Cadsuane derrière lui. Cette dernière apprend de la bouche de Elmindreda Farshaw (Min) le traitement qu'il a subi, et promet de ne pas le faire souffrir plus que nécessaire dans sa compassion. Avec la Sagette Sorilea, elle prête le Serment de l'Eau d'apprendre à Rand à ne plus être dur, méfiant et insensible extérieurement mais capable de se faire briser (en effet, Rand est à bout physiquement et mentalement de tout ce qui repose sur lui), mais fort et capable de larmes. Rand, revenu au Cairhien lui demandera d'être sa conseillère, ce qu'elle acceptera finalement à certaines conditions. Par la suite, elle lui sera d'une grande utilité, et le protégera par exemple des Réprouvés lorsqu'il purifiera le Saidin.

## Personnages secondaires

### Agelmar Jagad

Drapeau personnel d'Agelmar

Agelmar est le Seigneur de Fal Dara, en Shienar, et il a de très grandes responsabilités militaires face aux Trollocs et à tous les types d'invasions en général. L'emblème de sa maison est trois Renards Grands Roux. Cultivé, d'apparence peu impressionnante dans ses vêtements simples pour qui n'y regarde pas de trop près, c'est à la fois un érudit en histoire et en géographie, et un soldat déterminé et compétent. Âgé, il a un visage dur, aux angles saillants, avec des yeux bruns enfoncés dans leurs orbites. Ses cheveux blancs tressés en queue de guerrier sont le seul signe de son âge avec les pattes aux coins de ses yeux.
C'est l'un des Cinq Grands Capitaines, et durant la Guerre des Aiels, ce fut lui qui dirigea (devant même les autres Capitaines comme Pedron Niall) les armées assemblées contre eux pendant 2 ans.
Neveu du Roi Easar de Shienar, il a prêté serment de se battre jusqu'au bout pour défendre son pays face à la Grande Dévastation qui progresse chaque année malgré tous ses efforts.
En l'an 1000 N.E, il rejoint la coalition des Marches aux côtés du Roi Easar.

#### Des visiteurs à Fal Dara
Lorsque Moiraine, Al'Lan Mandragoran (Lan), Rand, Perrin, Mat, Nynaeve, Egwene et Loial se rendent à l'Œil du Monde, ils passent par Les Voies et se rendent à Fal Dara où ils reçoivent l'hospitalité d'Agelmar.
Se faisant un hôte attentif, après avoir mis ses soucis de côté, il leur fait la conversation, leur racontant l'histoire des Malkiers, s'intéressant à leur pays...
Plus tard, il participa à la bataille de la Brèche de Tarwin, contre plus de dix fois plus de Trollocs qu'il n'avait de soldats. Il se battit vaillamment, mais alors que la défaite semblait imminente, il fut sauvé par un homme qu'il ne reconnut pas de loin, et qui canalisait le pouvoir unique : Rand.
Pendant un mois, le Cor de Valère fut entreposé à Fal Dara, sous la surveillance d'Agelmar et de ses hommes. Agelmar craignait de céder à la tentation immense de souffler dans le Cor et de rappeler les héros du passés. Cette épreuve lui fut finalement épargnée, quand les Trollocs réussirent à s'en emparer avec l'aide d'Amis du Ténébreux. Aussitôt, et fortement encouragé dans cette voix par l'Amyrlin Siuan Sanche, il lança à leur poursuite une troupe de soldats, menés par Ingtar Shinowa. À la demande de Moiraine, il prit des dispositions pour que Rand soit commandant en second du groupe.

### Ailron
Ailron est le roi officiel du royaume d'Amadicia, bien que son pouvoir soit souvent supplanté par les Enfants de la Lumière, commandés par Pedron Niall.
Il est dit que sa beauté est légendaire, mais ce n'est en réalité qu'un mythe.
Il accueillera volontiers Morgase Trakand, la reine d'Andor en exil, dans son palais de Serenda, à Amador, et lui rendra quelques visites durant sa captivité dans la forteresse de la Lumière.

### Alliandre Maritha Kigarin
Alliandre Maritha Kigarin est la Souveraine du Ghealdan. C'est une belle petite femme n'ayant pas encore atteint l'âge mûr, aux longs cheveux noirs, au long nez et aux grands yeux sombres.
Alors que le Prophète Masema harangue des foules de plus en plus nombreuses, que le pays est à feu et à sang et que des voleurs et des pillards circulent librement dans l'agitation qui secoue le pays, Alliandre accède au trône du Ghealdan. Sa prédécesseur, Teresia, n'aura tenu qu'une dizaine de jours sur le trône avant d'être renversée. Par conséquent, Alliandre est obligée de trouver un compromis avec le Prophète, sans quoi le pays qui est au bord de la guerre civile pourrait bien sombrer complètement, et elle-même être tuée.
Prise entre les Blancs Manteaux qui essayent de ramener l'ordre à leur manière, et les partisans du Prophète, leurs ennemis qui sont responsables des dommages que subit le Ghealdan, elle estime judicieux de chercher à apaiser Masema. Elle lui offre des bijoux pour sa "cause", et fait semblant de croire que le Dragon Réincarné est véritablement le Créateur, la divinité suprême descendue sur terre. Les idées de Masema sur le bien et le mal étant très floues, elle tente d'adoucir les décrets qu'il proclame - et impose avec ses 10 000 partisans déchaînés. Elle ne réussit pas toujours, mais ne peut pas réellement le manipuler étant donné son caractère colérique et changeant.
Se sachant sur un chemin dangereux, Alliandre œuvre habilement selon les règles du Grand Jeu pour se maintenir au pouvoir et tenter de sauver ce qui peut l'être. Elle est la seule personne dirigeant un pays ayant fait une proposition sinon de soumission, au minimum d'alliance avec le Dragon Réincarné. Elle écrit à Rand dans une lettre où elle déguise ses mots pour lui faire comprendre qu'elle craint les ennuis qu'apportent les Blancs Manteaux et les Partisans du Prophète qui s'entre-tuent et ravagent le pays. Lors d'un rendez-vous secret qui a pour but de concrétiser cette alliance, elle jure fidélité à Rand par l'intermédiaire de Perrin mais les Aiels Shaidos qui sont toujours avides de se venger la capturent et elle devient contre son gré une gai'shain.

### Artur Paendrag Tanreall
Artur Paendrag Tanreall, plus connu sous le nom de Artur Aile-de-Faucon, est un héros légendaire qui dirigea à une époque la majeure partie du monde de La Roue du Temps et mena une guerre contre les Aes Sedai. Il envoya également son fils Luthair Paendrag Mondwin avec une grande flotte conquérir d'hypothétiques terres de l'autre côté de l'Océan d'Aryth. Les descendants de cette armée réapparaissent sous le nom de Seanchans dans le tome La Bannière du Dragon.
Une partie d'une statue d'Arthur Aile-de-Faucon est également aperçue dans L'Œil du Monde, et il apparait lui-même dans La Bannière du Dragon, répondant à l'appel du Cor de Valère.
Il fut sans aucun doute inspiré d'Arthur Pendragon des légendes anglaises et celtiques, mais également d'Alexandre le Grand.

### Bayle Domon
Bayle Domon est un capitaine de navire d'une trentaine d'années. Il est originaire d'Illian. De grande taille, il est corpulent mais musclé, il a les cheveux (et la barbe) blond foncé et des yeux verts.

#### Capitaine du Poudrin
Commerçant habile, c'est quelqu'un au comportement bourru, parfois étonnant dans les manières qui surprennent au premier abord. Néanmoins, il vaut mieux le prendre au sérieux, car c'est quelqu'un de très malin, débrouillard, et capable de se tirer (et de se fourrer) des pires histoires. Son bateau est le Poudrin, un vaisseau de rivière qui est tout de même capable de tenir la haute mer quand le besoin s'en fait sentir. Il commerce partout où il peut tirer profit, tout en évitant des ennuis. Domon est aussi un collectionneur de talent, perspicace, il reconnut tout de suite quand on le lui présenta un sceau de la prison du Ténébreux. Sautant sur l'occasion, il en fit l'acquisition, ce qui devait lui attirer par la suite bien des ennuis.
Il fait sa première apparition dans le premier tome, lorsque le groupe des personnages principaux est séparé en fuyant Shadar Logoth. Rand al'Thor, Matrim Cauthon et Thom Merrilin se réfugient à son bord pour échapper aux Trollocs. Domon leur accorde le passage jusqu'à Pont Blanc pour le prix de deux pièces d'argent. Mais finalement, voyant les talents de ménestrel de Thom, il les rembourse et leur propose de rester à son bord jusqu'à Illian pour distraire son équipage (et le faire travailler en rechignant moins). Cependant, ils refusent, malgré l'augmentation des salaires que propose de leur verser Domon.

#### Les ennuis commencent
Alors que Domon a abandonné à regret l'idée de les voir monter à bord, un Myrddraal traque les jeunes gens. Thom leur laisse le temps de s'enfuir en l'affrontant, et rejoint le bateau de Domon. Le Poudrin est obligée de repartir de toute urgence jusqu'à Illian. On cherche alors à l'attirer dans un piège, à l'envoyer à Mayenne avec un papier le dénonçant comme un Amis du Ténébreux. Mais Domon ne tombe pas dans le piège et poursuit sa route vers Falme où il sera en sécurité.
C'est du moins ce qu'il croit. Les Seanchans sont de retour après mille ans d'absence. Son navire est abordé par celui du capitaine Egeanin. Forcé d'obéir, il est conduit jusqu'à Falme. Là, on fouille son bateau et l'on découvre le sceau en cuendillar. On l'emmène alors voir le Puissant Seigneur Turak, et Bayle parvient à sauver sa peau en offrant gracieusement le sceau. Néanmoins, il est bloqué au port et on lui demande régulièrement de revenir voir Turak, qui a été intéressé par sa conversation.

#### Une bonne nature
Elmindreda Farshaw (Min) qui cherche à libérer Egwene et à trouver un moyen de s'échapper prend contact avec lui. Il accepte d'avoir un second rendez-vous avec elle. Elayne et Nynaeve s'y rendent avec Min. Là, elles le persuadent de les aider à s'enfuir quand elles auront accomplit leur tâche, même si elles n'ont pas de quoi le payer. Domon se laisse facilement persuader malgré les risques pour lui s'il se fait prendre.
Mais Falme entre en ébullition, les gens s'enfuient, et une bataille se livre entre les Blancs Manteaux, les Seanchans, et les héros du Cor de Valère. Le Pouvoir Unique se déchaîne et la ville brûle. Domon retient son équipage autant qu'il peut, ne voulant pas abandonner les trois jeunes femmes, mais quand le choix devient partir où mourir il est obligé de lever l'ancre.
À Tanchico, il les retrouve, et désireux de les aider pour se faire pardonner (même s'il n'avait pas le choix), il leur fournit une escorte armée de cinquante hommes qui les protège dans les rues de la ville, et recueille des informations pour elles. Bizarrement il ne semble pas reconnaître Thom alors qu'il fait partie des trois personnages montant à bord de son bateau fuyant shadar Logoth avec Mat et Rand (peut être un oubli de l'auteur). En effet, grâce à la contrebande (courante à Tanchico), il a acquis une dizaine de caboteurs qui font du commerce. Cependant, avec une bonne partie de ses bénéfices il paye pour une soupe populaire, ce qui n'est pas superflu à ce moment. Il reconnaît en Egeanin une Seanchan, et parvient à la maîtriser et à la faire s'expliquer. Il en profite pour la lorgner. Egeanin elle aussi le trouve bel homme. Il parvient indépendamment de Juilin Sandar à localiser l'Ajah Noire, et à les faire s'infiltrer dans le palais de la Parnach, organisant une diversion avec tous ses hommes disponibles pour créer une émeute. Nynaeve lui confie par la suite le soin de se débarrasser du collier permettant de contrôler Rand.
Mais ils sont arrêtés en mer par la Haute Dame Suroth qui commande les forces Seanchans et l'a'dam lui est repris. Domon est capturé et réduit au rang de serviteur-esclave. Egeanin est obligée de l'acheter pour le libérer, ce qui en fait son serviteur personnel. Ils tomberont amoureux l'un de l'autre et se marieront ensemble après être retourné en randland.

### Gawyn Trakand

Drapeau personnel d'Gawyn

Gawyn Trakand (Gawyn d'Andor) est le fils de Morgase Trakand, la reine d'Andor et de Taringail Damodred le neveu du roi de Cairhien. C'est aussi le frère d'Elayne et le demi-frère de Galad Damodred. Assez grand, jeune, il a les cheveux roux et les yeux bleus. Âgé d'un peu moins de vingt ans au début du cycle, il a été instruit et entraîné pour devenir le Prince de l'épée d'Andor et mener les armées à la guerre. Son symbole est le Sanglier Blanc. Son éducation ne s'étend pas seulement dans la science des armes, il connaît aussi l'histoire et la géographie du continent, les habitudes de tous ses habitants, ainsi que les sources de richesses, et la puissance de ses états. Même si Galad est un modèle de perfection difficile à surpasser, il s'efforce d'être digne de ce que l'on attend de lui. Fidèle, c'est un homme de parole, fier, mais disposant d'un sens de l'humour aiguisé. Par-dessus tout il se fait un devoir de veiller sur sa sœur et de la protéger.
Il rencontre Rand al'Thor alors que celui-ci était tombé (au sens propre) dans le jardin intérieur de palais. D'abord légèrement inquiet pour la sécurité de sa sœur, il agit ensuite de manière à ne pas inquiéter Rand, plaisantant même avec lui.
Quand Elayne est envoyée à Tar Valon, il l'accompagne avec Galad afin de recevoir la formation des Liges. Là bas, il fait la connaissance d'Elmindreda Farshaw (Min) et d'Egwene, qu'il apprécie. Particulièrement Egwene dont il tombe amoureux.
Quand Mat sera soigné à Tar Valon, il (Mat) pariera avec Galad et Gawyn qu'il peut les battre, eux avec des épées d'entraînement, et lui avec un bâton de combat. Ce qu'il réussit, même si c'est avec difficulté.

#### Les choix de Gawyn

Emblème des Qu'aux Jeunes

L'entraînement de Gawyn se poursuit, mais Elayne et Egwene disparaissent de la Tour soudainement. Follement inquiet il tente de se renseigner sur leur sort mais personne n'en sait rien. Quand sa mère revient pour les faire quitter la Tour, il parvient tant bien que mal à l'en dissuader. Elles reviennent finalement, mais ne veulent pas dévoiler où elles sont allées. L'Amyrlin elle, le sait, mais ne veut rien lui dire. Quand elles sont envoyées soi-disant biner un potager, Gawyn n'est pas dupe, mais une fois encore Siuan Sanche refuse de lui dévoiler la vérité. Sa confiance en elle décroît fortement.
Min revient aussi à Tar Valon sous l'identité d'Elmindreda, une jeune fille coquette, et Gawyn plaisante avec elle beaucoup à ce sujet pour la taquiner. Elle prophétise que soit il la tuera de ses, soit il la servira fidèlement. Elle le voit aussi avec le visage recouvert de sang. Sachant que ce serait inutile, elle ne lui dit rien.
Malgré cela, il s'inquiète de plus en plus et passe ses journées à s'entraîner à l'épée. Quand Siuan Sanche est déposée et que la Tour se scinde, Gawyn rallie les apprentis des Liges, les Jeunes pour écraser les tentatives de libération de l'ancienne Amyrlin. Dans les combats qui s'ensuivent, il est blessé au visage, mais il tue Coulin et Hammar, deux Liges ayant atteint le niveau des maîtres d'armes. Il devient le meneur incontesté des Jeunes et leur idole.
Min parvient à libérer Siuan et Leane, mais Gawyn les surprend. Convaincu malgré lui par Min qui lui affirme qu'Elayne et Egwene ont confiance en elles, il les aides à s'échapper, mais ne les accompagne pas.
Il apprend que Rand est le Dragon Réincarné, mais s'il se met à le haïr, c'est parce que sa mère a disparu, et que tout le monde est convaincu que c'est Rand qui l'a tuée. Il mène les Jeunes aux services de la Tour Blanche, restant fidèle aux serments qu'il a prêté ; mais quand il revoit Egwene au Cairhien qu'ils se déclarent leur flamme, il est prêt à tout lui sacrifier, même à espionner les Aes Sedai si elle le lui demande. Egwene refuse de le manipuler, en revanche elle lui demande de ne pas tenter de tuer Rand, qu'il lui prouvera qu'il n'a pas tué sa mère. Gawyn accepte à contrecœur. Rand lui envoie un message pour l'inviter à le rencontrer. Encore trop en colère, d'autant qu'Ewgene a encore disparu, il refuse.
Au lieu de cela, il escorte les Aes Sedai dans leur voyage du retour à Tar Valon. En chemin, il apprend que Rand et Min ont été capturés. Pour Rand, cela lui est indifférent, mais il s'inquiète du sort de Min. Il commence à se douter que les Aes Sedai veulent se débarrasser d'un témoin gênant. Une bataille avec des milliers de Shaidos qui veulent s'emparer de Rand, et avec par ailleurs des Asha'man et les Aiels fidèles à Rand qui veulent le libérer est un carnage. Gawyn parvient tout juste à se frayer un chemin à la force du poignet. Il propose à Min de l'accompagner, mais elle refuse.
De retour à Tar Valon, on lui refuse, ainsi qu'aux Jeunes de rentrer dans la cité. Bloqué par la neige et l'armée de Salidar, il est dans une très mauvaise posture.

### Ingtar Shinowa

Drapeau personnel d'Ingtar

Ingtar est un Guerrier du Shienar, et un homme fier. Trapu, il a un visage le plus souvent fermé et des yeux sombres. Habile à l'épée, il a des connaissances étendues aussi bien en histoire qu'en géographie, et pas seulement pour ce qui concerne les seules Marches au sud de la Grande Dévastation. C'est le Seigneur de la Maison de Shinowa, dont le symbole est un Hibou Gris, et il est aussi un vassal du Seigneur Agelmar de Fal Dara. Agelmar dit de lui qu'il serait assez courageux pour affronter tout seul une armée de Trollocs, et assez combatif et confiant pour penser en revenir victorieux. Le plus souvent il est habillé par-dessus son armure à mailles plates et son casque d'une cape jaune sur laquelle figurent le Hibou Gris de sa maison, et le Faucon Noir de Shienar.
C'est lui qui accompagnera Moiraine et son groupe devant le Seigneur Agelmar. Plus tard, il leur amènera Padan Fain qui avait tenté de s'introduire dans la forteresse. Ensuite, il est chargé d'accompagner Moiraine, Lan, les trois garçon, Nynaeve et Egwene sur une partie du chemin jusqu'à l'Œil du Monde. Il grommelle parce qu'il sait qu'il ratera la bataille de la brèche de Tarwin contre les Trollocs. Bataille où les forces du Shienar se battrons à moins de un contre dix.
Néanmoins, la bataille est une victoire, car Rand canalise à l'insu de tous et renverse le cours des combats. De retour à Fal Dara, ils prennent un mois de repos. C'est à ce moment que le Cor de Valère est volé par des Trollocs et Amis du Ténébreux.

#### À la recherche d'un salut
Aussitôt un groupe d'homme est envoyé à leur poursuite pour le récupérer. Parmi les membres de l'expédition, Ingtar, Rand, Loial, Mat et Perrin. Ils sont fermement décidés à parvenir à leur but, et Ingtar plus encore que les autres. Car depuis quelque temps, désespéré que le Shienar soit condamné à combattre seul les Trollocs, tandis que les pays du Sud continuent à vivre tranquillement sans jamais leur venir en aide ; tandis que petit à petit son pays s'avance vers sa ruine, il s'était dit qu'il serait inutile de mourir en vain, et qu'il valait mieux devenir des séides de l'ombre plutôt que de disparaître jusqu'au dernier. C'est pourquoi il était devenu un ami de Ténébreux, et c'est pourquoi il avait aidé à introduire un Homme Gris à l'intérieur de la citadelle qui faillit tuer l'Amyrlin et Rand.
Pris de remords pour avoir vendu son âme en commettant cet (unique) acte contraire à son honneur, Ingtar est décidé à reprendre le Cor où qu'il soit afin d'en sonner pour donner l'assaut au Shayol Ghul avec les Héros morts de jadis qui seraient rappelés au combat, et ainsi racheter son âme.
Tout au long du périple qui les entraînera du Cairhien à Falme en passant par les dangereuses Pierres Portes, Ingtar sera dominé par cet unique but de retrouver le Cor. Finalement, à Falme ils réussissent à s'en emparer après un combat farouche contre les gardes Seanchans qui le protégeaient. Ensuite, alors que de nouveaux adversaires, beaucoup plus nombreux, s'apprêtent à les débusquer et à les tuer, Ingtar comprend à l'issue d'une conversation avec Rand que son objectif était encore égoïste, que celui qui devait sonner le Cor ne songe pas à la gloire ni à se racheter, et que parfois il faut prendre tous les risques pour sauver ses amis. Il avoue ce qu'il a fait à Rand qui le pardonne malgré tout, et, pour leur donner le temps de fuir, il affronte dans un étroit passage cinquante Seanchans, jusqu'à sa mort. Rand ne dira jamais à personne ce la raison véritable pour laquelle il se sacrifia, estimant qu'il avait suffisamment payé pour son erreur et que c'était quelqu'un de bon.

### Isendre
Isendre est une belle jeune femme avec des cheveux et des yeux noirs, le visage en forme de cœur et des lèvres pleines qui font la moue.

#### Envoyée en mission
Quand Kadere et ses hommes sont envoyés par les Réprouvés dans la Terre Triple, avec pour mission de collecter des informations, de suivre Rand et de le surveiller pour que Natael et Keille (en réalité Asmodean et Lanfear déguisés) puissent accomplir leur propre mission, Isendre, elle a une manière bien particulière de procéder : le flirt. Femme sans morale et sans pudeur, elle se croit irrésistible, et pense tenir ainsi le moyen de contrôler Rand.
Dès leur première rencontre, en route pour la forteresse des Rocs Froids, elle tente de séduire Rand. Elle le fixe constamment, le dévore des yeux, et se permet des propos aguichants qui énervent passablement Lanfear. Mais Rand ne se laisse pas abuser. Pendant un temps, elle laisse Mat lui faire sa cours, sans chercher à le dissuader, mais son sourire est rien de moins qu'encourageant. Peut être espère-t-elle accomplir ce qu'on lui a demandé par son intermédiaire.
À la halte d'Imre, elle joue la comédie de l'horreur devant le massacre des Trollocs, mais elle reporte bien vite son attention sur Rand. Kadere la pousse sans cesse vers lui, Isendre ayant prétendue qu'il n'y avait pas un homme capable de lui résister.
Tout se complique quand Asmodean est obligé de changer de bord et d'instruire Rand. Keille disparaît (Lanfear est obligée de s'occuper d'autres affaires et ne peut continuer plus longtemps son rôle), et les Vierges de la Lance Aielles ont retrouvé dans ses affaires des colliers et ornements précieux (dont seulement une partie avait été réellement volée par Isendre, le reste provenant de la jalousie de Lanfear).

#### La fin de Isendre
Dès lors, Isendre est malmenée entre plusieurs devoirs. Condamnée à être envoyée nue dans le désert (à une mort certaine), elle est sauvée par Rand, qui malgré ce qu'il sait sur elle ne peut se résoudre à voir tuer une femme. Isendre doit alors se déplacer nue dans la fournaise, avec uniquement sur elle l'objet de sa punition. Exténuée, on lui confie des tâches de servante et Lanfear vient la torturer dans les cauchemars la nuit.
Kadere, à qui on a demandé de surveiller plus étroitement Rand, envoie Isendre sans cesse vers son lit. Elle est attrapée à chaque fois par les Far Dareis Mai et fouettée pour cela. Pour maintenir la liaison avec Asmodean, elle est obligée de coucher avec lui à plusieurs reprises (ses sentiments sur la chose nous sont inconnus, peut être n'y est elle pas contrainte ou réticente, mais c'est peu probable), mais il se contente de leur dire d'attendre.
Finalement, après une dernière tentative manquée d'atteindre Rand, les Vierges de la Lance la rasent totalement en guise de punition. Isendre craque alors, elle est totalement brisée par tout ce qu'elle a déjà subi, et va se confier à Kadere. Celui-ci, craignant qu'elle le trahisse, l'étrangle dans sa roulotte. Isendre se débat et frappe du pied, mais elle ne peut rien faire. Kadere découpera son cadavre en morceaux pour s'en débarrasser plus facilement.

### Leane Sharif
Leane est une Aes Sedai originaire de l'Arad Doman, elle faisait autrefois partie de l'Ajah Bleue. Elle est décrite comme une grande femme à la figure jeune, ayant le regard le plus impassible et évaluateur de toutes les Aes Sedai. Quand Siuan Sanche est élevée au rang d'Amyrlin en 985 N.E., elle devient sa Gardienne des Sceaux et par conséquent l'une des Aes Sedai ayant le plus de pouvoir dans la Tour Blanche. Elle entretient à cet effet dans le plus grand secret nombre d'Yeux-et-d'Oreilles de par le monde, et même d'autres agents à l'intérieur de la Tour qui lui permettent de se tenir informée de la situation exacte dans la cité.
Elle fait sa première apparition dans le cycle dans le Tome 3, le Cor de Valère (version française), dans lequel elle fait partie de la délégation se rendant à Fal Dara en Shienar avec l'Amyrlin. Elle est très intéressée par sa rencontre avec Matrim Cauthon et Perrin Aybara, et surtout Rand al'Thor qui sont tous les trois Ta'veren et qui ont tous rencontré l'Amyrlin. Au début n'étant pas dans la confidence sur la nature exacte de Rand, elle cherche à obtenir des informations sur leur rôle et la raison pour laquelle l'Amyrlin s'intéresse autant à Rand en particulier.

#### La paria
Finalement, lorsque Elaida Sedai s'empare du pouvoir en détrônant Siuan après l'avoir accusée (avec raison) d'avoir eu connaissance depuis longtemps de l'existence du Dragon Réincarné Rand al'Thor et de l'avoir laissé totalement libre de ses mouvements, ainsi que d'avoir aidé Mazrim Taim le faux-Dragon (à tort), elle est désactivée. Privée du Pouvoir unique, elle ne doit son salut qu'à l'aide de Min. En fuite et traquée par la Tour, elle prend le nom de Amaena et voyage en compagnie de Min, de Siuan et de Logain qu'elles ont trouvés en chemin. Pour tenter d'oublier son malheur et d'occuper son esprit à autre chose qu'à la Saidar perdue, elle délaisse son masque d'impassibilité qu'elle s'était volontairement posé pendant des années, et commence à mettre en application les fameuses techniques de séduction Domanies notamment sur Logain et quelques hommes croisés sur la route, afin de leur arracher des informations ou des tarifs moins élevés. Heureusement pour elle, elle ne se fait pas piéger à son propre jeu, même si elle obtient un franc succès avec son visage redevenu jeune depuis sa désactivation au point de déclencher une bagarre dans une taverne.
Elle parvient à Salidar, refuge de toutes les Sœurs ne s'étant pas ralliées à Elaida, et propose son aide même si elle n'est plus capable de canaliser. Les nombreux agents qu'elle peut encore contacter à l'intérieur même de la Tour Blanche la font accepter, même si c'est avec un statut moindre que celui qu'elle souhaitait. Néanmoins, cela lui donne un but dans l'existence ce qui lui permet d'oublier pour un temps les dangers (mortels) à la suite de sa désactivation. Avec Siuan, elle intrigue avec succès pour manipuler à grand risque les Aes Sedai de Salidar afin de chasser Elaida, de se choisir une nouvelle Amyrlin et d'aider Rand.
Nynaeve al'Meara réussit à la soigner (ce que l'on croyait impossible) et elle retrouve la faculté de canaliser les Cinq Pouvoirs, mais avec beaucoup moins de puissance qu'auparavant. Dès lors, et après avoir remercié chaleureusement Nynaeve, elle recouvre toute sa volonté d'antan, même si elle conserve les petites habitudes séductrices qu'elle a prises pendant qu'elle était désactivée. Elle fait désormais partie de l'Ajah Verte.

### Logain Ablar

Drapeau personnel de Logain

Logain est un noble issu d'une des Maisons mineures du Ghealdan. Né en 972 N.E, il s'aperçoit qu'il peut canaliser en 993 N.E. Alors, il se proclame le Dragon Réincarné, et lève une armée pour soutenir ses revendications. Rapidement, elle prend de l'importance, et ses sympathisants sont de plus en plus nombreux. Le Roi du Ghealdan de l'époque lui retire tous ses titres et ses terres, et il est déchu de sa position. Mais Logain gagne une bataille d'importance, et repousse ceux qui s'opposent à lui. Il se dirige vers le Murandy, probablement dans le but d'obliquer ensuite vers le Sud pour aller à Tear et s'emparer de Callandor. Toutefois, près du Lugard, il tombe de cheval pendant une bataille et ses partisans le croient mort et l'abandonnent. (Rand al'Thor est le véritable Dragon Réincarné et le dessin fait chuter Logain qui est capturé par des Aes Sedai).
Constamment surveillé, il est emmené vers Tar Valon, en s'arrêtant dans chaque ville, dans chaque village pour qu'on l'exhibe vaincu. À Caemlyn, il aperçoit au loin Rand, et son Talent qui lui permet de voir les ta'veren le fait rire tandis qu'on l'emmène devant l'ironie de la situation : les gens sont rassurés parce que lui est prisonnier, alors que quelqu'un comme Rand qui va bouleverser le monde est en liberté.

#### Sous contrôle
Arrivé à Tar Valon avec le convoi emmenant la Fille-Héritière d'Andor, Logain passe rapidement en procès, et comme c'était prévisible, il est neutralisé de manière permanente.  Désormais, il erre dans la Tour sans but, surveillé constamment, non plus parce qu'il représente un danger, mais pour l'empêcher de se suicider. En effet, les hommes ayant été neutralisés perdent tout intérêt pour les autres activités, tout goût pour la vie, et finissent par se laisser mourir.
Avant que Logain puisse en venir à cette extrémité, la Tour se scinde. C'est la pagaille, et Logain en profite pour s'échapper, et peut-être, mourir dans un coin. Mais il est rattrapé par Siuan Sanche, Leane Sharif et Elmindreda Farshaw (Min) sous de fausses identités. Siuan lui propose de les accompagner en échange d'un moyen de se venger. Ils cheminent donc ensemble, Logain essayant d'être le chef du groupe au début, et leur créant parfois quelques ennuis, les en sortant tantôt. Mais au bout d'un certain temps, la neutralisation le rattrape et il devient de plus en plus amorphe.
Ils arrivent à Salidar, et Siuan lui propose alors de raconter au monde que les Aes Sedai de l'Ajah Rouge l'ont aidé à se proclamer le Dragon afin de mieux le neutraliser par la suite. Ce sera donc pour lui en vengeance partielle, qu'il accepte néanmoins.
Mais Nynaeve al'Meara parvient à le soigner de sa neutralisation, chose ne s'étant jamais produite jusqu'alors. De nouveau placé sous écran, Logain parvient malgré cela à s'enfuir avec l'aide d'Egwene récemment promue Amyrlin et de Siuan. Il n'a plus alors qu'une seule idée en tête, rejoindre Rand au plus vite.

### Loial
Loial est un Ogier, un des maintenants rares Ogiers chanteurs d'arbre. Il est originaire du Stedding Shangtai, dans l'Échine du Monde. Comme tous les Ogiers, il est méthodique et appliqué dans ses pensées. Il ne se précipite pas, au contraire des humains d'après lui. Il est cependant considéré comme impulsifs par ses ainés du Stedding, notamment Haman L'Ancien, son professeur. Malgré son pacifisme apparent, il est prêt à prendre les armes quand il faut proteger quelqu'un. il adore ses livres, et en a toujours quelques-uns dans ses poches. Il veut visiter le monde d'où vient le contenu des histoires de ses livres et écrire l'histoire de Rand al'Thor. Il est une source de savoir sur l'époque qui suit la Destruction du Monde, connaissant des histoires perdues depuis longtemps, même par les Aes Sadai.

#### Vers l'Œil du Monde
Dans le premier tome de la roue du temps, Rand et Mat arrive à Caemlyn après avoir été séparé de Moiraine. Ils se rendent dans l'auberge nommée à la bénédiction de la Reine, où le ménestrel Thom Merrilin leur a dit de se rendre après les évènements de Pont-Blanc. Rand rencontre donc Loïal dans la bibliothèque, le confondant avec un Trolloc. Il se trouve que Loïal va suivre les principaux protagonistes dans leur quête de l'Œil du Monde du fait de ses connaissances sur le passé (les Ogiers vivent en effet beaucoup plus longtemps que les hommes. Par exemple, Loial n'est pas encore adulte et il a pourtant 90 ans!)
Les Voies, créées par les hommes après la guerre du pouvoir par ceux qui canalisaient et s'étaient réfugiées dans les stedding Ogiers, sont devenues obscures et sombres là où avant régnait la lumière et la clarté. Rand et les autres ont dû utiliser les Voies pour sortir de Caemlyn, cernée par les Trollocs et quelques Myrddrraal. Seul les Ogiers peuvent se diriger dans les Voies, les panneaux indicateurs étant écrits en Ogier. C'est ainsi que Loial dut guider les personnages jusqu'à Mafal Dadaranel, maintenant appelée Fal Dara. Il les accompagnera ensuite jusqu'à l'Œil du Monde, pour rencontrer son gardien, l'Homme-vert.

#### Le Dragon Réincarné
Après les évènements de l'Œil du Monde et le vol du Cor par des amis du Ténébreux et des Trollocs, Loial décide d'aller à la poursuite des voleurs, pour récupérer le Cor et le poignard de Shadar Logoth, sans lequel Mat va mourir. Il suivra Rand (pas intentionnellement) dans le monde de la Pierre-Porte avec le Flaireur Hurin le Flaireur. Il sera le gardien et le porteur du Cor après que celui-ci aura été récupéré par Rand et lui-même auprès de Padan Fain. Le cor sera repris par la suite et Loial, Rand et les amis qui les ont rejoints se rendront à la demeure du Seigneur Barthanes où le Cor a été emporté. Loial essaiera d'ouvrir une porte des Voies qui s'y trouve, mais celle-ci se trouve bloquée par le Machin Shin. Ils se rendront tous au Stedding Tsofu pour essayer d'emprunter une autre porte, mais celle-ci aussi est bloquée. Le seul moyen pour eux de suivre Padan Fain jusqu'à la Pointe de Toman est d'utiliser une Pierre-Porte, celle-ci les amène au bon endroit, mais quatre mois après, en automne.
Dans leur camp dans les Montagnes de la Brume, Loial, Perrin, Rand, Lan, Moiraine, Elmindreda Farshaw (Min) et quelques guerriers du Shienar attendent la fin de l'hiver. Rand qui n'en peux plus des gens qui meurent en son nom décide de partir pour Tear pour savoir si oui ou non, il est le Dragon Réincarné. C'est ainsi que ses compagnons se lancent à sa poursuite, suivant la piste de Rand, esquivant des Blancs-Manteaux, rencontrant des Aiels, fuyant une meute de Chiens des Ténèbres et un Réprouvé, jusqu'à Tear, où Perrin est pris au piège dans un rêve où Faile Bashere, une saldaeane Chasseur en Quête du Cor qui a rejoint leur groupe, est prisonnière. Loial reste alors avec lui pour le protéger au cas où une attaque arriverai. Pendant l'attaque de la Pierre par les Trollocs, Loial a regroupé le plus de femmes et d'enfants possibles dans une salle, qu'il a protégé pendant toute la durée de l'attaque.

#### Batailles contre l'Ombre
Le Dragon Réincarné s'est révélé, et le Monde s'engage sur la route de la Tarmon Gai'Don, la Dernière Bataille. Alors que Rand se dirige vers le Désert des Aiels, Loial, Perrin, Faile et les Aiels Gaul Baine et Khiad se rendent dans le pays des Deux-Rivières, en Andor, où des Blancs-Manteaux recherche des Amis du Ténébreux, dont un avec les yeux jaunes. Perrin s'y rend pour mourir, alors que les autres y vont pour sauver son pays natal. Il partira en expédition avec l'Aiel Gaul pour fermer la porte des voies, empêchant ainsi l'arrivée de plus de trollocs et de Myrddraal. Ils reviendront ensuite vers le village pour participer à la résistance contre l'attaque du village par les engeances de l'Ombre.
Perrin Les-Yeux-d'Or, nommé Seigneur des Deux-Rivieres par les habitants, se dirige ensuite vers Caemlyn avec une petite armée pour retrouver Rand. Loial l'accompagne, souhaitant continuer l'ouvrage qu'il a commencé sur le destin de Rand, le Dragon Réincarné. Ils apprendront que celui-ci va partir à Cairhienen Voyageant un petit moment après. Ils le suivront, laissant les gens des Deux-Rivieres venir par les moyens traditionnels. Or Rand se fait capturer par l'Ambassade d'Elaida, et c'est avec une armée composite, (des Mayeners, des Cairhienins, des Sagettes et des Aiels, des soldats des Deux-Rivières accompagnées des Aes Sedai de l'ambassade de Salidar à Caemlyn et des loups) que Loial et Perrin tentent de le libérer. Une bataille s'engage alors, mais les Shaidos et toutes les sagettes sont bien trop nombreux et c'est donc avec l'objectif de libérer Rand pour Voyager vers un endroit sauf qu'ils s'engage dans la bataille. Alors arrivent des Asha'man, l'armée des hommes qui canalisent le Saidin. Ils mettent en déroute les Shaidos et capturent des Aes Sedai. La Bataille des Puits de Dumaï est une victoire pour le Dragon.

#### En mission pour le Dragon
Après cet épisode, Loial part en mission. Il doit en effet convaincre la souche de chaque Stedding de fermer les portes des Voies pour empêcher les Trollocs de se déplacer dans le monde en passant inaperçus. Il est accompagné pour cela d'un des Asha'man, permettant à Loial de se déplacer bien plus rapidement. Certains des Steddings ne veulent pas fermer leurs Voies, notamment ceux des Marches, au Nord, et les deux Steddings situé sur la cote des Ombres. Il reviendra ensuite à Cairhien, ou il apprendra la tentative de meurtre sur le régent du Dragon au Cairhien, Dobraine. Une note révèle que les agresseurs cherchaient à récupérer des objets spéciaux auprès de celui-ci. Loial Voyage ensuite avec des Aes Sedai pour retrouver Rand, qui se cache à Tear. Il est rattrapé par sa mère, bien décidée à le marier à Eryth, du Stedding Tsofu. Il se retrouve marié et fait la promesse à Rand que quoi qu'il arrive, il sera la pour lutter à ses côtés à la Tarmon Gai'don. il part pour le Stedding Shangtai, son Stedding natal, pour convaincre la souche qu'il ne leur faut pas fuir mais se préparer pour la Tarmon Gai'don, comme les anciens Ogiers qui ont combattu pendant la Guerre du Pouvoir et la Guerre des Trollocs.

### Masema Dagar
Masema est un guerrier du Shienar endurci. En tant que tel, il a combattu les Aiels à Angkor Dail pendant 3 ans durant la Guerre des Aiels et 20 ans plus tard, il leur porte toujours une haine farouche. De taille moyenne, il a le crâne rasé, des yeux noirs enfoncés dans leurs orbites, un visage dur et une cicatrice triangulaire sur une joue.
Sous le commandement du Seigneur Ingtar et de Uno il part à la recherche du Cor de Valère une fois que celui-ci a été volé. Durant le voyage, il fait preuve d'une animosité déclarée envers Rand qu'il croit être un Aiel à cause de sa carrure de ses cheveux et de ses yeux.
Bien plus tard, sa traque le mène avec les autres à Falme dans la Plaine d'Almoth où ont débarqué les Seanchans. Là, l'attitude de Masema change radicalement quand il voit Rand affronter Ba'alzamon et qu'il prend conscience que celui-ci est le Dragon Réincarné qu'annoncent les Prophéties. Aussitôt, Masema et les autres guerriers du Shienar jurent allégeance à Rand.
Durant les longs mois d'hiver, ils seront parmi les quelques personnes vivant dans le campement secret du Seigneur Dragon. Ils subiront d'ailleurs plusieurs attaques de la part des Trollocs et des Myrddraals qui ne seront repoussées qu'avec difficulté. Lorsque Rand se dirige vers Tear, laissant les autres en arrière pour essayer d'accomplir son destin, Masema est désespéré de ce qu'il croit être un abandon. Il est rassuré par Perrin, mais devient convaincu qu'il faut répandre la nouvelle de la venue du Dragon. Moiraine Sedai envoie les Shienariens dans le Ghealdan à la recherche d'une personne auprès de qui ils pourraient attendre son retour. Ladite personne étant morte de vieillesse, ils se retrouvent seuls et sans grandes possibilités.

#### Prophète
Masema prend alors les choses personnellement en main. Poussé par un fanatisme désintéressé, il commence à proclamer autour de lui la venue du Dragon Réincarné. Au début, il n'attire que peu de monde, et il est ignoré des dirigeants et mal vu par la majorité des habitants du pays, mais bientôt son influence s'accroît.
Il commence à se faire appeler le Prophète, et ses discours deviennent des harangues enflammées, puis des injonctions à suivre certaines règles bien précises pour rendre hommage au Seigneur Dragon, qui est placé sur un pied d'égalité avec le Créateur (s'il n'est pas le Créateur lui-même). Les souverains du Ghealdan inquiets prennent alors des mesures contre lui, mais il est déjà trop tard. Il est impossible d'arrêter Masema. Le Prophète a rassemblé une véritable armée de partisans. Ceux-ci sont désorganisés, mal armés. Ils sont violents et ne sont le plus souvent que des mendiants, des voleurs ou des hommes engagés de force, mais ils sont très nombreux, et repoussent à plusieurs reprises l'armée du Ghealdan obligeant les rois et reines à démissionner les uns après les autres.
Masema ne cherche pas à imposer de véritable discipline. Si une partie de ses assertions ont un sens, comme trouver de l'argent et de la nourriture pour les pauvres, où se donner pour mission de soutenir Rand, en revanche les moyens mis en application sont rien moins qu'honorables. Alliandre la quatrième souveraine du Ghealdan en moins de six mois est obligée de s'incliner devant lui et de lui donner régulièrement ses bijoux. Le Prophète met en place une justice expéditive qui ne comporte que trois sanctions selon la gravité des crimes : le fouet, la main tranchée ou la pendaison après un jugement sommaire.
Lorsque Nynaeve lui demande (innocemment) de lui trouver un bateau pour qu'elle puisse rejoindre Rand avec Elayne, il accepte, et va jusqu'à déclarer la guerre ouverte aux Enfants de la Lumière pour s'emparer d'un navire. Le Ghealdan est complètement ravagé et Masema se fixe alors un nouvel objectif : l'Amadicia.

### Mazrim Taim
Mazrim Taim est un homme capable de canaliser le Saidin, et a donc proclamé être le Dragon Réincarné. Cependant, dans le livre La Grande Chasse (tomes 3 et 4 en français), tandis que Rand al'Thor se révélait être le vrai Dragon Réincarné, Mazrim Taim est tombé de son cheval et fut capturé par les Aes Sedai. Il s'est échappé, probablement avec l'aide de l'Ajah Noire.
Taim est un personnage extrêmement arrogant, refusant de porter l'épée et le Dragon des Asha'mans parce qu'il se considère comme le bras droit de Rand et pas comme un "simple" homme qui canalise. S'il n'est pas le plus fort, il cherchera toujours la position donnant le plus de pouvoir et se comportera toujours de manière à peine respectueuse vis-a-vis de Rand. C'est la raison pour laquelle il porte des Dragons bleu et or sur les manches de sa veste au lieu des épingles.
L'étendue de la puissance de Taim est inconnue. Rand a comparé sa puissance avec celle de Taim mais il semble que ce dernier n'ai pas puisé à la Source jusqu'au maximum qu'il puisse tenir où qu'il ait masqué l'effort que cela lui coûtait d'en puiser presque autant que Rand en est capable sans Angreal. Aucune de ses possibilités n'est à rejeter car Taim est incontestablement puissant, et avide de paraître comme tel.

#### Au service du Dragon
Taim offre ses services à Rand Al'Thor peu après que celui-ci a proclamé une amnistie pour tous les hommes capables de canaliser. Il le rencontre à Caemlyn et lui apporte en prime un des sceaux sur la prison du Ténébreux qu'un fermier Saldaean lui a donné. Il dirige pour Rand une école qui forme des hommes à canaliser. Il fait le pari qu'en un an, il y ait autant d'hommes sachant maîtriser le Saidin que de femmes maîtrisant la Saidar.
Il commence donc à rechercher des hommes pouvant canaliser en les regroupant dans une ferme en Andor. Il utilise une technique de résonance pour découvrir si son vis-à-vis a le don ou la possibilité d'apprendre. Rand projette d'en faire des armes utiles pour la Dernière Bataille. Il leur apprend la maîtrise du Pouvoir en faisant faire toutes les corvées avec celui-ci, pour les habituer à l'utiliser constamment.

#### La Tour Noire
Quand Rand retourne à la ferme pour y remettre les décorations qui correspondent aux grades des hommes qui canalisent (l'épée d'argent pour les fervents et le Dragon or et rouge en émail pour les Asha'man), Rand découvre qu'un nom a été donné par les Asha'mans à la ferme, qui a bien changé au fil du temps et des nouveaux arrivants : la Tour Noire. Ce nom vient principalement du fait de contrebalancer les Aes Sedai et leur Tour Blanche. De nombreux nouveaux élèves sont arrivés, et sont de plus en plus opérationnels. Mazrim utilise les portails pour Voyager et ainsi recruter plus loin. Sa prudence fait qu'il cherche d'abord des hommes fidèles au Dragon, il les teste et les envoie ensuite à la Légion du Dragon (armée régulière composée d'arbalétriers et de cavaliers) s'ils ne peuvent pas canaliser.
La Tour Noire n'est pas vraiment une tour, mais plutôt un amalgame de baraquements. C'est un nom plus qu'une description.

#### Le M'hael
Mazrim Taim s'est auto-proclamé le M'hael, le leader en Ancienne Langue. C'est lui qui dirige les Asha'mans et non le Dragon Réincarné. Il donne les ordres d'attaques, de défenses et autres, comme l'a prouvé la Bataille des Puits de Dumaï. Il est arrivé avec plusieurs Asha'mans en Voyageant, protégeant la colline où se trouvait Rand avec un Dôme d'Air, et a ordonné l'exécution des Cercles Roulants de Terre et de Feu, une attaque dévastatrice qui repousse aussi bien qu'annihile les ennemis. Ce n'est pas Rand qui a donné précisément cet ordre, mais il a demandé à Mazrim de faire cesser les combats de manière expéditive.
Même si certains Asha'mans sont fidèles au Dragon Réincarné, la plupart d'entre eux sont fidèles à leur M'hael. Deux autres titres ont aussi été créés, le Leader de Tempêtes (Tsorovan'm'hael en Ancienne Langue, Charl Gedwyn), et le Leader d'Attaque (Baijan'm'hael en Ancienne Langue, Manel Rochaid).

#### Amis du Ténébreux
Il est explicitement affirmé dans les derniers volumes que c'est Mazrim Taim qui a donné l'ordre de l'attaque du Palais Royal de Cairhien pour tuer Rand à quatre Asha'mans, tous des Amis du Ténébreux (Charl Gedwyn, Manel Rochaid, Peral Torval, et Raefar Kisman). De plus, dans Knife of Dream, le dernier tome paru en version originale, Taim rencontre des envoyées de l'Ajah Rouge qui proposent de lier des Asha'mans comme liges. Sa réponse à cette requête est un explicite "bien !" et il ajoute ensuite "laissons régner le Seigneur du Chaos", une phrase qu'il énonce en tant que proverbe, mais qui est utilisée par les Réprouvés et dans les plus hauts cercles chez les Amis du Ténébreux.
Une foule de théories sur Internet essayent de prouver que Taim est Demandred, le Réprouvé ayant l'identité la plus secrète. Cependant, Robert Jordan a affirmé que ce n'était pas le cas et que l'alter-ego n'était pas encore apparu dans la série. Il faut aussi noté qu'un des Asha'mans, Corlan Dashiva, est un des Réprouvé.

#### Conflit de position
Depuis l'arrivée de Logain à la Tour Noire, des factions se sont créées. En effet, la loyauté de Logain envers Rand est réelle, celle de Taim feinte. L'un et l'autre ne se font absolument pas confiance. Chacun rallient des Asha'mans à leur cause, Taim en les emmenant dans son palace pour leur instruire des tissages que les autres Asha'mans ne connaissent pas. Il est fort probable que ceux-ci soient aussi des Amis du Ténébreux.
De plus Taim refuse de croire que c'est Rand (aidé de Nynaeve al'Meara) qui a purifié le Saidin.
Plus tard, nous apprendrons qu'il deviendra un des réprouvés et qu'il convertira de force les Asha'mans de la tour noire qui deviendront amis du ténébreux. Rand ne fera rien pour l'empêcher.

### Morgase Trakand
Morgase Trakand est la reine d'Andor, pays d'origine de Rand al'Thor. L'emblème de sa maison est une clef de voûte en argent, son propre emblème est constitué de trois clefs d'or. Elle a deux enfants, Elayne et Gawyn.
Amante de Gareth Bryne qui est aussi son conseiller, elle est seule aux commandes de l'Andor et elle est appréciée de ses sujets comme une gouvernante sage (même si ayant un caractère à enfoncer des clous).
Elle fait son apparition dans le premier tome de la série où elle rencontre Rand qui s'était introduit par erreur dans le palais. Malgré l'illégalité de sa présence, et le fait qu'il soit un curieux spécimen avec son épée marquée du Héron et une histoire abracadabrante, elle refuse de le faire emprisonner, décrétant qu'il n'a rien fait de mal, et le laisse s'en aller comme un invité de sa fille.
Quand Elayne va à la Tour avec Gawyn, elle les pense en sécurité, mais Elayne ne tarde pas à s'en aller avec Liandrin pour aller aider Rand à Falme. Comme Liandrin est en fait de l'Ajah Noire, personne n'est au courant de son départ ou de sa destination. Morgase entre alors dans une colère noire, et se rend à Tar Valon afin d'exiger son retour au plus vite. le fait que personne ne puisse lui dire où elle est, même l'Amyrlin, fait se dégrader les relations entre les deux puissances. Morgase furieuse rentre à Caemlyn et laisse Gawyn à la Tour poursuivre son instruction, mais elle attend impatiemment des nouvelles de sa fille. Une tradition millénaire d'alliance entre l'Andor et Tar Valon est en train de se briser.

#### Perte de contrôle
Toutefois elle accepte les avances du Seigneur Gaebril, qui est en vérité le Réprouvé Rahvin après que celui-ci a maté des émeutes contre la reine, et elle donne son congé à Gareth. Grâce à elle, Rahvin contrôle l'Andor en la manipulant à l'aide de la compulsion, et il se débarrasse de tous les nobles loyaux à Morgase en les remplaçant par ses anciens adversaires. Il remplace aussi une grande quantité de Gardes de la Reine et met à leur place des hommes brutaux qui font serment d'obéir au trône d'Andor et non plus à sa reine. Ces hommes génèrent de plus en plus de problèmes, et les décisions que lui impose Gaebril la font baisser considérablement dans l'estime de son peuple. De plus, Gaebril s'arrange pour la monter contre la Tour et les Aes Sedai, ce qui étant donné la disparition de sa fille n'est pas très difficile.
Finalement, n'étant pas d'une nature manipulable, elle s'aperçoit que la situation lui à totalement échappée, que Gaebril à plusieurs autres amantes, et surtout, qu'il conspire pour s'emparer du trône. Elle est obligée de fuir Caemlyn avec son ancienne nourrice, un aubergiste, un videur et sa compagne ainsi que Tallanvor, un jeune lieutenant de la garde qui lui est resté fidèle. Elle envisage d'aller retrouver Gareth Bryne. Cependant, ce dernier est aux trousses de Siuan Sanche et de Leane, et il dirigera, par la suite, l'armée des Aes Sedai de Salidar.
Morgase doit alors chercher de nouveaux alliés ailleurs, pratiquement seule et sans appuis. Capturée par des Blancs Manteaux en Amadicia où les femmes instruites à la tour sont interdites de séjour, elle est donc contrainte d'accepter de l'hospitalité de Pedron Niall, le Seigneur Capitaine Commandant des Enfants de la Lumière.
Selon la rumeur, elle aurait été tuée à Caemlyn par Rand al'Thor lorsque celui-ci affronta et tua Rahvin, elle peut donc rester cachée quelque temps sans que l'on remarque sa captivité. En revanche, cela veut aussi dire que personne ne viendra à son secours.
Pedron Niall lui propose un marché : reconquérir Caemlyn en échange de la libre circulation des Bancs-Manteaux en Andor, une offre qu'elle envisage sérieusement d'accepter. Elle ne sait pas que Rand al'Thor veut remettre le Trône d'Andor à sa fille Elayne. Quand une tentative de fuite avorte, avec la mort de ceux qui lui avaient promis leur aide pendus sous ses yeux, elle comprend que l'on tuera ses compagnons de voyage les uns après les autres jusqu'à ce qu'elle cède. Sachant cela, et même si elle se rend compte que cela générera de nombreuses difficultés à l'avenir, elle accepte afin de reprendre son trône.

#### Servante
Après l'attaque d'Amador par les Séanchans, Morgase parvient à s'échapper sans aucun problème grâce à l'aide de l'ancien secrétaire de Pedron Niall, Balwer. Ils se dirigent ensuite vers l'Andor alors que Morgase a prononcé les mots irrévocables, par lesquels elle renonce à son statut de Reine au profit de sa fille, Elayne. Morgase et ses compagnons sont alors sauvées de fidèles du prophète (menés par Masema) et sauvés par Perrin Aybara. Tallanvor, Basel Gill, Lamgwin, Breane, Balwer, Lini et Morgase prêtent serment à Faile Bashere, devenant ses servants.
Peu de temps après, Morgase est capturée par les Aiels Shaidos ainsi que Faile et Alliandre, la reine du Ghealdan, qui a aussi prêté serment à Perrin. Elles sont faites Gai'shans et mises au service de Sevanna.  Elles essayent par tous les moyens de s'enfuir, mais en sont toujours empêchées, et n'y arrive finalement que grâce à l'aide de Perrin, qui a conclu un accord avec les Séanchans pour exterminer les Shaidos, pouvant ainsi liberer sa femme et les autres prisonniers.

### Padan Fain
Padan Fain était autrefois un colporteur qui parcourait les pays proches des Montagnes de Brume et les Deux-Rivières et qui est devenu un Ami du Ténébreux en échange de la promesse d'immortalité offerte par le Ténébreux. Il traque Rand al'Thor pour lui durant plusieurs années avant le début de l'histoire conté dans les livres.
Une fois Rand al'Thor en fuite hors de son pays natal, il n'a d'autre solution que de le poursuivre sur l'injonction du Ténébreux, jusque dans la ville maudite de Shadar Logoth, où il est souillé par le mal qui y vit et par Jeraal Mordeth. Il acquiert des pouvoirs qui font de lui un homme très dangereux, même pour les amis du Ténébreux et une cible potentielle pour les amis comme pour les ennemis de la Lumière.
Il s'empare du Cor de Valère en Shienar, poursuivit par Rand et des soldats, pactise en secret avec des Amis du Ténébreux de Cairhien et emprunte même les Voies pour aller à la pointe de Toman où il a donné rendez-vous à Rand. Là il collabore avec les Seanchans qui sont à l'origine de la capture d'Egwene al'Vere et Elayne Trakand pour forcer Rand à l'attaquer et le tuer. Rand attaque effectivement, reprend le Cor et remporte une large victoire, renvoyant les Seanchans chez eux et poussant Fain à la fuite.
Il collabore ensuite avec les Blancs Manteaux et les Trollocs pour mettre à feu et à sang le pays des Deux-Rivières, pour attirer Rand dans ses filets. malgré toutes ses tentatives pour semer la haine et la suspicion, cette fois-ci, c'est Perrin Aybara qui sauve les Deux-Rivières en débarrassant le pays des Trollocs grâce à la fermeture de la Porte des Voies, et des Blancs-Manteaux qui étaient venus le chercher. Pour un temps en fuite, il se dirige vers Tar Valon et se fait passer pour un Ami du Ténébreux de haut rang et infiltre la Tour Blanche. Il donne des conseils pernicieux à Elaida a'Roihan l'Amyrlin pour être sûr qu'elle s'oppose à lui au maximum, s'empare du poignard de Shadar Logoth qui lui avait échappé à Falme, et tue une Aes Sedai qui l'avait surpris d'un simple effleurement de sa lame.
Ayant recouvré son unité et dangereusement armé, Padan Fain reconstitue ses forces composées de Trollocs, Myrddraals et Amis du Ténébreux auprès desquels il continue à jouer son rôle, sachant bien que si les Réprouvés apprenaient où il se trouvait, ils feraient un détour de mille lieues pour se débarrasser de lui. Ses déplacements erratiques, mais toujours orientés vers son but qui est de tuer Rand al'Thor, il va en Cairhien de nouveau et devient le conseillé d'un seigneur opposé à Rand.
Quand Rand infiltre le camp en personne, Fain s'éloigne un instant, mais ce n'est que pour lui tendre une embuscade un peu plus tard. Avec son poignard il blesse Rand par surprise et s'enfuit. Malgré l'intervention de plusieurs Aes Sedai, et notamment de Cadsuane, la blessure ne peut être guérie, et elle condamne Rand à une mort douloureuse qui n'est distante que de quelques semaines, quelques mois tout au plus.

### Pedron Niall

Emblème des Enfants de la Lumière

Pedron Niall est le Seigneur Capitaine Commandant des Enfants de la Lumière (plus communément appelés par dérision "Blancs Manteaux"). Il siège en Amadicia dont il est le maître incontesté même s'il ne siège pas sur le trône. Pour sauver les apparences, il a laissé ce dernier au Roi Aileron. C'est Pedron Niall qui commande les milliers de Blancs Manteaux à travers le monde et qui choisit la voie sur laquelle il oriente les Enfants de la Lumière.
C'est un tacticien hors pair, il est l'un des Cinq illustres Grands Capitaines au monde. Il sait manier ses hommes et leurs chefs, préparer la voie, établir avec soin ses plans et deviner ceux de ces ennemis. Contrairement à beaucoup de ses congénères, il agit avec réflexion, sans se laisser emporter par ses émotions, et sachant reconnaître (le cas échéant) quand il est vaincu. Il disait par exemple qu'il y a quatre règles concernant l'action et l'information : Ne jamais établir de plan sans savoir le maximum possible sur l'ennemi ; Ne jamais avoir peur de modifier ses plans quand on reçoit de nouveaux renseignements ; Ne jamais croire que l'on sait tout ; et  ne jamais attendre de tout savoir. Lui-même n'enfreignit qu'une seule fois cette règle, lors d'une guerre qui visait à étendre l'influence des Blancs Manteaux dans l'Altara et le Murandy, il avait alors prévu que des montagnes réputées infranchissables le seraient par une armée de soldats d'Illian. Son intuition lui permit d'éviter la débâcle et de mettre à l'abri ses troupes, en rançonnant au passage un roi ennemi.
Des années plus tard, il envoya une légion commandée par Geofram Bornhald ramener l'ordre dans la Plaine d'Almoth que se disputaient le Tarabon et l'Arad Doman. Mais la légion fut exterminée par les Damanes et les forces Seanchans, les Avants-Coureurs qui avaient pris possession de Falme, ainsi que par les héros rappelés par le Cor de Valère.
Il dépêcha des espions pour se renseigner, et il prit à son conseil Padan Fain, qui lui raconta d'intéressants mensonges sur Rand, Mat et Perrin, ce qui le poussa à envoyer des troupes aux pays des Deux Rivières avec des conséquences fâcheuses pour le pays, qui était simultanément ravagé par les Trollocs, jusqu'à l'arrivée de Perrin.
Quand Morgase Trakand, la reine d'Andor s'enfuit de Caemlyn, elle tombe dans ses rets. Craignant pour la survie de ses compagnons de voyage, elle est obligée de signer un traité l'assurant que Rand serait chassé de sa cité (elle croit qu'il manipule Elayne) et en contrepartie elle permet aux Blancs Manteaux d'obtenir la libre circulation dans Caemlyn, ainsi que la permission d'y loger constamment un millier de Blancs Manteaux (alors que ceux-ci avaient auparavant formenté des troubles contre son pouvoir). Néanmoins, avant que son plan n'ait pu aboutir, il est assassiné par Eamon Valda, un Inquisiteur Blanc Manteaux qui s'approprie son poste.

### Rhuarc
Rhuarc est un Aiel de grande taille originaire de la sept des Neuf Vallées. Avec ses cheveux roux tirant sur le gris, ses yeux bleus, sa forte carrure, son visage impassible qu'illumine parfois un rare sourire, c'est un Aiel typique. Faisant autrefois partie des Boucliers Rouges qui servent de police militaire aux Aiels, il est allé à Rhuidean et y a survécu, devenant ainsi le chef des Aiels Taardads.
Selon la coutume Aielle qui autorise la polygamie (mais uniquement selon la volonté des femmes), Rhuarc à deux femmes : Lian qui est Maîtresse du Toit, et Amys qui est une des rares Sagettes Exploratrice des Rêves, ce qui a tendance à lui compliquer la vie quand elles sont décidées à le faire plier sur un point. Malgré cela, Rhuarc a un caractère d'apparence calme, et s'il est réfléchi, il n'en reste pas moins quelqu'un de dur et dangereux comme l'acier.
C'est d'ailleurs un excellent combattant, tant au combat à l'arc, qu'à la lance et au bouclier, ou à mains nues. Ses réflexes sont impressionnants et son endurance supérieure même à celle des siens.
Comme les Sagettes l'ont ordonnées, il quitte la Terre Triple à la recherche du Car'a'Carn. Aux cours de ses péripéties à travers des terres inconnues de lui jusqu'à maintenant, il fait la rencontre de Nynaeve, d'Elayne, et d'Egwene. En fait, il les sauve de bandits du Cairhien qui voulaient les vendre à des Myrddraals.
Après quoi, il apprend que celui qu'il recherche se dirige vers Tear.
Avec deux cents Aiels, il s'y rendent donc en secret. Il rencontre Mat et Juilin Sandar sur les toits, et les épargnent à la condition qu'ils ne donnent pas l'alarme. En effet, leur but est de s'emparer de la Pierre, cette forteresse qui n'est jamais tombée depuis trois mille ans et qui a résisté à tous les assauts. Et ils y réussissent. S'ils perdent un tiers des leurs dans les combats contre les Défenseurs de la Pierre (des soldats d'élites), l'effet de surprise allié à leur combativité exceptionnelle leur permet d'en tuer ou d'en capturer dix fois plus.
La Pierre est tombée, et Rand al'Thor s'est proclamé le Dragon Réincarné. On apprend à cette occasion que le nom secret que se donnent les Aiels et que ne connaissent que les Chefs de Clan et les Sagettes est le Peuple du Dragon.
Pendant les deux semaines qui suivent, Rhuarc commande les Aiels en présence et tient le Tear sous une main de fer pour faire cesser les duels entre Teariens et imposer la loi de Rand. Être pratiquement le gouverneur d'une nation aux côtés de Rand ne l'empêche pas de se distraire un peu, notamment en soumettant à Mat l'idée de jouer aux Baiser des Vierges. La présence de Rhuarc empêche Berelain et Faile Bashere de se bagarrer. Son autorité est telle qu'il envoie fermement la Première de Mayenne se coucher et confisque les poignards à Faile après qu'elle a tenté de le frapper sans succès. Quand Rand annonce son départ, Rhuarc le suit avec les siens jusqu'à une Pierre Porte qui les emmènent en un instant dans le Désert des Aiels.
Rand entre dans Rhuidean et en ressort marqué. Ils se dirigent alors vers l'Alcair Dal où Rand se proclame devant tous le Car'a'Carn, le chef des Chefs de Clans Aiels. Durant le voyage, ils auront à affronter les Trollocs, et Rand s'entraînera au combat à la lance et à mains nues avec Rhuarc. Après la proclamation, Rhuarc mènera les lances à la poursuite des Shaidos rebelles à l'autorité de Rand menés par Couladin. Cette poursuite les conduira jusqu'au Cairhien ravagé par les Shaidos. Peu avant la bataille, Rhuarc et les autres chefs établissent le plan de la plus grosse bataille qu'ait connu le monde depuis mille ans et qui est finalement remporté par les forces de Rand.
Par la suite, Rhuarc régentera en l'absence de Rand, et aux côtés de Berelain le Cairhien et planifiera les stratégies pour mener les assauts contre les Shaidos, et contre Caemlyn aux mains de Rahvin. Il prendre aussi des mesures pour empêcher que les jeunes du Cairhien se livrent à une parodie (non intentionnelle) du Ji'e'Toh. N'hésitant pas à s'investir en personne, il participe à de nombreuses missions de reconnaissance et d'espionnage dangereuses, aussi bien contre les Shaidos que contre les Aes Sedai. Contrairement à la majorité des Aiels, Rhuarc ne porte pas le bandeau de tête des Siswai'aman, malgré sa loyauté sans faille envers son peuple et le Car'a'Carn.

### Seana
Originaire de Terre Triple, Seana est une Aielle des Collines Noires du clan des Aiels Nakai. C'est l'une des Sagette les plus respectée chez les Aiels, non seulement par ses vertus qui font d'elle une Sagette comme sa connaissance des simples et autres manières de guérir, sa sagesse et son caractère, mais aussi parce qu'elle est l'une des quatre seules même parmi les Sagettes que l'on nomme Exploratrice des Rêves. En effet, Seana à la faculté de pénétrer à n'importe quel moment dans le Tel'Aran'Riod, et mieux encore, de s'y mouvoir selon son souhait et d'en contrôler les centaines de règles aussi surprenantes que dangereuses. Elle est âgée et a des yeux bleus-gris et des cheveux blonds-roux striés de gris.
Sa faculté très rare et qui demande beaucoup de concentration lui permet par exemple d'arpenter les rêves d'une personne de son choix, de parler avec elle (très utile pour communiquer à grande distance des nouvelles importantes), modifier ses rêves et les siens propres, mais aussi rechercher un objet, un lieu ou une personne par la simple force de la volonté et de l'urgence du besoin ou encore, rarement, de prédire une facette du futur et ses conséquences. Même si son expérience dans ces domaines est considérable, elle sait qu'il lui faut être attentive et se maîtriser pleinement car une erreur pourrait lui être fatale.
Un jour, les Sagettes firent des rêves annonçant l'arrivée prochaine du Car'a'Carn, Celui-qui-vient-avec-l'Aube. Aussitôt, Seana et les autres Sagettes envoyèrent les chefs Aiels comme Rhuarc et leurs hommes (y compris les Vierges de la Lance) à sa recherche. Elle écrivirent une lettre destinée à Moiraine Damodred, à Tear, plus d'un mois avant qu'elle y parvienne. Cette lettre annonçait qu'elle devrait se rendre à une date bien précise à Rhuidean. Et c'est exactement ce qui se passa, quand elle accompagna Rand al'Thor par une Pierre Porte et se retrouva en temps et en heure au lieu-dit.
Comme prévu Seana et les autres Sagettes envoyèrent Rand à Rhuidean, pendant qu'elles discutèrent avec les autres de ce qu'ils allaient faire. Rand étant bien le Car'a'Carn, les Sagettes firent de leur mieux pour le surveiller et le protéger. Chacune à tour de rôle, les quatre  Exploratrices de Rêves veillèrent sur lui dans ses rêves, et le conseillèrent de leur mieux. Durant les jours qui suivirent, elle enseigna aussi à Egwene al'Vere de nombreux secrets sur le Tel'Aran'Riod et les moyens de l'utiliser. À la forteresse des Rocs Froids, pendant que des Trollocs faisaient diversion, des Draghkar tendirent une embuscade à Rand. Présente sur leur chemin, Seana essaya de lutter avec son poignard, mais le chant envoûtant de ces créatures maléfiques eut raison d'elle, et elle fut tuée sur le coup.

### Suline
Avant tout, Suline est une Vierge de la Lance, originaire de Terre Triple. Comme les armes qu'elle manie avec habileté, elle a la langue acérée. Dure comme l'acier, elle est extrêmement capable en situation de crise. C'est elle qui dirige les Vierges de la Lance à Rhuidean et partout où s'établit le Toit des Vierges, ce qui est un poste très important. Maigre et sèche avec des cheveux blancs, elle a des yeux bleus et durs. Quand Rand est proclamé le Car'a'Carn, elle s'instaure (avec les autres Vierges de la Lance) comme sa gardienne personnelle. Elle le suit partout et le protège avec une attention constante, prenant très au sérieux sa mission. Comme toutes les Vierges de la Lance, elle refuse de porter le bandeau des siswai'aman, montrant ainsi qu'elle ne se considère pas comme une "possession" du Dragon dont il peut disposer selon son bon vouloir, mais plutôt comme un jeune frère ou fils impétueux qui se met sans cesse en position de danger. Elle s'irrite même à plusieurs reprises que Rand ne prenne pas suffisamment soin de lui et qu'il risque sa vie dans les engagements.
Avant la bataille devant Cairhien, elle mobilise des centaines d'Aielles pour encercler la tente de Rand, l'empêcher de défier Couladin en duel (sa vie étant trop précieuse pour les Aiels pour être risquée ainsi). Pendant les combats, elles forment son escorte rapprochée et le surveillent dans sa tour. Suline est blessée à la tête quand la tour s'effondre, mais elle s'occupe avant tout de Rand, et l'escorte de nouveau quand il retourne faire usage du pouvoir unique contre les Shaidos. Quand éreinte il s'effondre à la fin de la journée, elle trahit une réelle inquiétude pour son cas.

#### Garde du corps et servante
Retrouvant son rôle de garde du corps, elle suit Rand dans la cité avec une escorte triée sur le volet. Plus tard, elle obligera Rand à admettre que, comme n'importe quel soldat, les Vierges peuvent mourir au combat et qui ne doit pas les empêcher de se battre pour cette raison, que ce serait un déshonneur pour elles. En fait, pour le faire céder, elle le menace carrément de se suicider devant ses yeux à l'aide de ses lances. Heureusement il accepte, et son Toh est sauf.
Elle l'accompagne à Caemlyn lors de son attaque contre les Trollocs et même dans Shadar Logoth, lorsqu'il s'y rend pour fermer une porte des Voies, et elle reste son seul garde pendant que les autres se dispersent. Son courage ne faiblit pas, mais néanmoins, pour avoir le temps de procurer une escorte à Rand elle a dû donner directement un ordre impératif à des gai'shain en langage des signes aïel(ce qui est considéré comme un immense déshonneur car cela leur rappelle qu'ils doivent oublier leur identité pendant la période où ils sont gai'shain - ici, la connaissance du langage des signes qui est particulièrement développé chez les Vierges de la Lance). De retour à Caemlyn, elle se fait servante pour acquitter son Toh. Elle ne semble pas vouloir cesser sa punition jusqu'à ce que Rand soit capturé par les Aes Sedai de la Tour Blanche. Là, elle renfile le cadin'sor au grand galop pour aller le délivrer et reprend le commandement des Vierges de la Lance. Elle participe ainsi à la bataille des Puits de Dumaï contre les Shaidos et à la libération de Rand.

### Tallanvor
Tallanvor est un Lieutenant dans l'armée d'Andor, plus précisément dans la Garde de la reine Morgase dont il est amoureux.
Lors de la visite de Rand à Caemlyn, le Lieutenant Tallanvor le surprend alors qu'il est tombé dans le jardin du palais Royal. Soucieux qu'un maraudeur se soit introduit si facilement à l'intérieur, il emmène Rand avec son escouade devant la reine Morgase qui finit par le libérer.
Plus tard, quand la reine Morgase sera subjuguée par le Seigneur Gaebril, il sera le seul garde qui lui reste entièrement fidèle. Il tente à plusieurs reprises de l'avertir de ce qui se trame sous ses yeux mais en vain. Gaebril fait recruter des hommes fidèles uniquement au trône et non à la reine, dans le but de s'approprier le premier. Quand il devient trop tard pour faire face à la situation, la reine Morgase s'enfuit, et il est l'un des quelques rares compagnons qui l'accompagne à la recherche de Gareth Bryne.
Capturés par les Blancs Manteaux en Amadicia, ils sont détenus contre leur gré, ce qui fait enrager Tallanvor qui s'efforce de défendre les intérêts de Morgase et de la protéger en public, et qui fait preuve de hardiesse mêlée d'arrogance envers elle, conséquence de son amour blessé pour sa reine. Après l'échec d'une tentative de fuite, Morgase est forcée à signer un traiter pour que l'on épargne la vie de ses compagnons. Par la suite, ils seront libérés par Perrin et les gens des Deux-Rivières, et Tallanvor servira de médiateur entre Perrin et les Seanchans, mais il reste toujours et par-dessus tout le serviteur dévoué de Morgase et prêt à donner sa vie pour elle. Après une aventure particulièrement éprouvante, il embrasse Morgase pour la première fois et ils admettent enfin leur sentiments réciproques.

### Tam al'Thor
Durant sa jeunesse, et contrairement à la majorité des gens de son village, Tam al'Thor recherche l'aventure et quitte les Deux-Rivières. Sa destination est Illian, où il rejoint les Compagnons (troupe d'élite de l'Illian). Rapidement, il se fraie un chemin dans la hiérarchie et il devient le Commandant en Second des Compagnons, ce qui est un poste prestigieux. Ses talents à l'épée font de lui un Maître d'Armes (il acquiert d'ailleurs une des très rares épées marquée du Héron fabriquée par les Aes Sedai, mais il est aussi sage, capable de peser ses décisions et il sait commander ses hommes avec habileté.
Il participe à la guerre contre les Blancs Manteaux, puis à la Guerre des Aiels qui dure deux ans. Durant cette période, il se marie à Kari al'Thor, une femme extérieure aux Deux-Rivières. Même si la plupart de ses compagnons d'armes sous-estiment les Aiels, ce n'est pas le cas de Tam qui sait qu'ils sont redoutables. Lors de la dernière et terrible bataille devant les murailles de Tar Valon, Tam trouve un bébé sur les pentes du Mont Dragon, sa mère étant morte en lui donnant le jour. Sachant combien Kari désire un enfant, Tam décide de le ramener avec lui et de l'adopter, . Ils l'appellent Rand al'Thor et lui cachent pour son bien son origine.
Il retourne chez lui avec sa femme, et ils s'installent dans une ferme proche de la forêt noire, et assez isolée du reste des Deux-Rivières. Malheureusement pour lui, Kari meurt alors que Rand n'est encore qu'un enfant de très bas âge. Malgré l'insistance du Conseil des femmes du village, Tam refuse de se remarier par fidélité envers Kari.

#### Troubles dans les Deux-Rivières
Environ quinze ans ont passé, et Tam est maintenant l'un des membres du Conseil du Village, réputé pour sa sagesse, son comportement réfléchi et les connaissances qu'il a appris sur l'époque de l'Ère des Légendes, et sur le reste du monde. Il enseigne à Rand l'astuce de concentration de la Flamme et du Vide et participe tous les ans au concours d'archers du Village, qu'il remporte le plus souvent. Un jour, à l'époque de Bel Tine, Rand aperçoit une silhouette noire qui disparaît aussitôt, et cela l'inquiète. Après s'être un peu renseigné, Tam pense qu'il s'agit d'un Myrddraal et il prend ses précautions et ordonne que l'on patrouille dans les environs.
Il a raison de faire preuve de prudence, car le soir même des Trollocs attaquent sa ferme. Réagissant avec promptitude, il dégaine son épée et les affronte pendant qu'il dit à Rand de s'enfuir. Il parvient à tuer plusieurs Trollocs et à regagner les bois où ils peuvent se dissimuler, mais il est blessé par une lame empoisonnée. La fièvre monte, et il se met à délirer, racontant sans le faire exprès à Rand le fait qu'il n'était qu'un enfant adopté trouvé pendant la guerre. Rand le ramène jusqu'au Champ d'Emond et Nynaeve al'Meara admet avec répugnance qu'elle ne peut rien faire pour lui. Il ne devra d'avoir la vie sauve qu'à Moiraine, une Aes Sedai qui était justement à la recherche de Rand.
Aussitôt rétabli, il se lance à la recherche de Rand qui est parti avec Moiraine et ses amis. Il va jusqu'à Tar Valon, mais l'Amyrlin le renvoi finalement chez lui après de vagues explications et assurances de sécurité.
Mais les Trollocs sont toujours là, et ils investissent les Deux-Rivières. Les Blancs Manteaux aussi débarquent, et attaquent la ferme de Tam et celle des Cauthon. Tam crible de flèche ses adversaires, va prévenir Abell Cauthon et entreprend de résister tout en se cachant des Blancs Manteaux. Ils tuent ensemble plusieurs Trollocs quand ils peuvent les surprendre, leurs flèches font souvent mouche. Perrin revient alors au pays avec Faile Bashere, trois Aiels et un Ogier. Perrin entreprend de pousser les Deux-Rivières à s'unir et à repousser les menaces qui s'abattent sur eux. C'est un succès, le Champ d'Emond est fortifié et repousse plusieurs attaques massives des Trollocs. Tam est alors le meilleur conseiller de Perrin et celui qui connaît le plus de choses à la guerre, et il est en mesure de lui apporter son aide en tant que Capitaine.
Il forme les jeunes à l'épée et à l'arc (notamment Aram l'ancien Rétameur) et les organise en une véritable armée qu'il commande pour Perrin, devenu Seigneur des Deux-Rivières. La nouvelle apportée par Mazrim Taim que Rand est le Dragon Réincarné le bouleverse comme on pouvait s'y attendre, et ses derniers cheveux noirs virent au gris à cause du souci qu'il se fait pour lui.

### Thom Merrilin
Thom Merrilin est un ménestrel à l'histoire mystérieuse, venu se produire au Champ d'Emond. Lorsque les Trollocs attaquent le village, il part en même temps que Moiraine et son lige, ainsi que les jeunes gens du Champ d'Emond que l'Aes Sedai persuade de partir avec elle. La compagnie se dirige vers Baerlon. À chaque destination, Thom les accompagne un peu plus loin. Il veut protéger les trois garçons car ils sont impliqués dans des affaires avec des Aes Sedai. Il pense en effet que l'un d'entre eux peut canaliser le Pouvoir unique, et pour des raisons personnelles souhaite protéger un canaliseur des Aes Sedai.
À Shadar Logoth, alors qu'ils sont tous séparés, Thom, Rand al'Thor et Matrim Cauthon s'enfuient de la ville par bateau, rencontrant Bayle Domon. Il enseigne à Rand et à Mat les bases pour pouvoir jouer de la musique et jongler pendant le trajet. À Pont-blanc, Thom se sacrifie pour permettre à Rand et Mat de s'enfuir lorsqu'un Myrddraal les attaque. Il réapparaît ensuite à Cairhien, où il entraîne une jeune femme Dena, pour qu'elle devienne barde. Un complot le force à quitter la ville, Dena est tuée par des hommes du Roi, Galldrian Riatin. Il est aussi soupçonné de complot dans la mort du seigneur Barthanes Damodred.
Après avoir été guéri par les Aes Sedai à Tar Valon, Mat essaye de s'enfuir le plus vite possible et retrouve Thom dans une auberge dans la ville. Ils s'enfuient tous les deux en bateau, se rendant à Caemlyn, la capitale, pour remettre à la Reine une lettre de sa fille Elayne. Lui et Mat sont durant le trajet attaqué par plusieurs bandits.

#### Vers Tear et à Tanchico
Mat apprend par hasard l'existence d'un complot mis au point par l'amant de la reine Morgase, Lord Gaebril (qui est en fait le Réprouvé Rahvin). Ce complot ayant pour but d'assassiner Elayne, Fille-Héritière d'Andor, Thom et Mat se dirige vers Tear pour tenter de l'arrêter pour sauver Elayne, Nynaeve et Egwene. Thom tombe malade à Tear, et ne pourra donc pas assister à la prise de la Pierre et la déclaration de Rand en tant que Dragon Réincarné. Il aidera cependant Rand à contrôler les Hauts-seigneurs de Tear.
Quand Elayne et Nynaeve partent pour Tanchico, dans le Tarabon, Moiraine Damodred l'oblige, par le chantage, à les accompagner. Il part donc avec elles pour les proteger, en souvenir de la petite fille (Elayne) avec qui il jouait quand il était barde à la cour de Caemlyn. À Tanchico, Thom et son compère Juilin Sandar, un attrapeur-de-larrons de Tear envoyé par Rand et Lan, cherchent à les protéger et à trouver les informations dont elles ont besoin pour localiser l'Ajah Noire. Ils les trouvent finalement dans la résidence de la Panarch, avec l'aide de Bayle Domon, qui possède maintenant de nombreux bateaux. Ils parviennent à créer une émeute, permettant aux femmes de s'infiltrer dans le palais.
Par la suite, Thom Juilin et les femmes se rendent vers la Tour Blanche, et apprennent la destitution de l'ancienne Amyrlin Siuan Sanche et la division de la Tour.

#### Salidar et Ebou Dar
Peu après, le groupe se cache dans le cirque de Valan Luca, Thom en tant que jongleur, Juilin et Elayne en tant qu'équilibristes et Nynaeve comme cible pour les flèches de Birgitte. Leur objectif est de trouver l'endroit où se regroupent les rebelles pour les rejoindre. Ils traversent ainsi l'Amadicia jusqu'au Ghealdan, se rendant dans la ville de Somara, où ils retrouvent le prophète Masema et le demi-frère d'Elayne, Galad Damodred. Thom suit ensuite les femmes avec Juilin jusqu'à Salidar. Là-bas, ils sont utilisés comme sources d'information en ayant pour mission de se rendre en Amadicia pour obtenir d'éventuelles informations sur une possible attaque par les Blancs-Manteaux de leur campement.
Après leur retour à Salidar, Thom et Juilin vont suivre Nynaeve et Elayne à Ebou Dar pour les aider à trouver la Coupe des Vents, un Ter'angreal qui peut contrôler les éléments et rétablir le climat. En compagnie de Mat d'Aviendha et de Birgitte, ils se rendent donc dans la capitale de l'Altara. Thom, Juilin et Mat tentent de surveiller les femmes pour les protéger, mais celles-ci disparaissent tout le temps, échappant à la vue de tout le monde (par l'utilisation du Pouvoir unique). Ils essayent aussi de trouver la coupe dans le Rahad, le mauvais quartier de la ville de l'autre côté du fleuve Eldar, mais en vain.
Après l'arrivée des Seanchans, Thom utilise ses compétences pour obtenir des informations, avec l'aide de Juilin. ils apprennent ainsi quasiment tout ce qu'il y a à savoir sur ce peuple. Ils organisent leur départ malgré les nombreux changements pour s'enfuir d'Ebou Dar, en emmenant trois Aes Sedai capturées et mises en laisse (A'dam).

#### Fuite et sauvetage
Quand Thom et Mat se sont vus à Salidar, ce dernier lui a remis une lettre de Moiraine. Le contenu de cette lettre est révélé au tome 11 (VO). Moiraine l'informe dans sa lettre de ce qu'il lui est arrivé à Cairhien après son combat contre Lanfear. Elle n'est pas morte mais capturée dans le monde des Eelfinns, et seules trois personnes venant ensemble pour la secourir ont des chances d'y parvenir. il s'agit de Thom, Mat, et d'une troisième personne encore inconnue.
Après la séparation avec Valan Luca, le groupe se rend vers l'armée de Mat, la Bande de la Main Rouge (Shen an Calhar dans l'Ancienne Langue) ils doivent contourner plusieurs armées de Seanchans qu'ils croisent, ou les affronter. Ils sont ensuite retrouvés par Kuryk Karede, qui veut ramener Tuon, la Fille des Neuf Lunes, à Ebou Dar.

#### Le passé de Thom
Thom est un excellent joueur du Daes Dae'mar, le Grand jeu ou Jeu des Maisons. Il est dit qu'il peut y jouer même en dormant, affirmant par là qu'il y est très habile et subtil. Il met ses connaissances au service de Rand à Tear, profitant des faiblesses des Hauts-seigneurs pour contrer leurs intrigues et les empêcher de comploter contre Rand. C'est un érudit qui a beaucoup voyagé, et possède des connaissances sur de nombreux sujets.
Il fut barde de la reine Morgase d'Andor, qu'il aidât à saisir le trône. Il devint son amant et fit partie de sa cour. Le neveu de Thom, Owyn, pouvait canaliser, et fut alors traqué par les sœurs de l'Ajah Rouge. Thom était occupé par le Grand Jeu et n'eut pas le temps de le sauver. Il se sent toujours coupable, et en veut pour cela aux Aes Sedai. Lorsqu'il revint à la cour de Caemlyn Thom confronta une Morgase furieuse. S'ensuivit une discussion houleuse au cours de laquelle Thom déclara que Morgase n'était qu'une enfant gâtée et une marionnette de Tar Valon. Thom échappa de peu au billot et s'échappa. Un avis d'arrestation contre lui fut publié, Gareth Bryne ayant pour mission de le retrouver. Il se fit alors ménestrel et voyagea de ville en ville.

### Turak
Le Seigneur Turak est un homme extrêmement impassible qui ne laisse rien deviner de ses plans. Grand avec le crâne rasé, il porte une cape en soie bleue qui masque partiellement les muscles tendus de son corps. En effet, malgré ses ongles démesurément longs dont les deux premiers sont vernis de bleu et ses manières délicates, Turak est une personne très dangereuse dont il fait bon de se méfier. Doté d'un droit de vie ou de mort sur tous les serviteurs qui l'accompagnent, ainsi que sur la majorité de ses compatriotes, il n'est pas seulement détenteur d'une immense autorité, mais aussi un épéiste habile. Il possède une épée marquée du héron, symbole de son niveau de maître d'armes, ce qui en fait un tueur implacable. Même si ce genre de choses est à prendre au sérieux, pour lui tuer quelqu'un à l'épée n'est plus qu'un divertissement bienvenu qui l'empêche de trop s'ennuyer.
Lorsqu'après plus d'un millénaire d'absence les Seanchans, descendants d'Arthur Aile-de-Faucon décidèrent de revenir sur le continent d'où leurs ancêtres étaient partis, ils envoyèrent une forte armée composée de plusieurs milliers de soldats, et de plusieurs damanes. Cette armée d'invasion était commandée par le Seigneur Turak. Un puissant Seigneur, douzième dans l'ordre de succession au Trône de Cristal (le trône de l'empire Seanchan). Rapidement, les forces de Turak prennent Falme et repoussent les forces du Tarabon et de l'Arad Doman qui sont réduites à des effectifs misérables en pleine déroute. Pendant que ses forces continuent de progresser, Turak s'établit pour un temps à Falme dont il fait son Quartier Général et le lieu de rassemblement pour son armée.
Quand Padan Fain se présente à lui, avec un coffret qui contient le Cor de Valère et le Poignard de Shadar Logoth, il sait qu'il tient là un présent digne de l'Impératrice. En attendant d'avoir l'occasion de lui remettre en main propre, il le place dans sa collection d'objets en cuendillar (suffisante à elle seule pour acheter plusieurs royaumes d'envergure). Il n'a pas l'intention d'en sonner lui-même, étant fidèle à l'Impératrice, et macabrement intéressé par le fait que Fain pense qu'il aurait pu s'en servir pour son profit personnel. Cependant, il se méfie, et s'il continue à s'entretenir avec Fain quelquefois, il sait que tout ce qu'il lui raconte est parsemé de mensonges. Tout comme il sait que Bayle Domon qui lui a apporté (sous la contrainte) un des sceaux sur la prison du Shayol Ghul ne rêve que de partir.
Comme le lui a annoncé Fain, Rand al'Thor souhaite récupérer le Cor. Par conséquent, il ne laisse qu'une faible garde apparente pour le prendre au piège. Ce piège réussit et pendant que ses compagnons ferraillent avec les gardes, Turak prend plaisir à croiser le fer avec Rand. Du moins au début, car Rand qui n'ose pas se servir du Vide est blessé à plusieurs reprises, tandis que Turak, déçu, s'énerve de la facilité avec laquelle il semble l'emporter. Poussé dans ses derniers retranchements, Rand se sert finalement du Vide et fait jeu égal avec Turak. Sachant qu'il ne pourra pas tenir ce rythme longtemps, Rand lance toutes ses forces dans un assaut et parvient à blesser mortellement Turak. Une fois Turak mort ses serviteurs se suicident, ayant jurés de servir le Sang jusqu'à la mort. La première tentative d'invasion Seanchan se solde donc par un échec.

### Uno Nomesta
Uno est le guerrier du Shienar typique. Bien qu'ayant passé l'âge mur, c'est un guerrier endurci et capable. Il est équipé d'une épée à deux mains qu'il accroche dans son dos et qu'il ne quitte pratiquement jamais.
Il a livré des batailles contre des Trollocs depuis des dizaines d'années, et il a perdu un œil dans les combats, ce qui ne l'empêche pas d'être extrêmement redoutable. Il masque son œil invalide avec un cache en cuir sur lequel il a peint un œil rouge, ce qui déstabilise beaucoup ceux qui le regardent de face. Son visage est sévère, forgé par le froids et les combats. Il a le crâne rasé à l'exception d'une queue de cheval de guerrier. Uno est un homme qui est sorti du rang à la force des poignets, uniquement par ses compétences militaires, ses talents pour mener et organiser ses hommes et sa volonté farouche. Au départ c'est l'un des soldats de la cavalerie lourde du Shienar, mais il a passé tant de temps en selle qu'il se déplace avec les jambes légèrement arquées lorsqu'il se meut à pieds.
Une de ses caractéristiques les plus apparentes est son langage salé. En effet, chacune de ses phrases comporte des épithètes variés qu'il a appris après avoir fréquenté des soldats pendant des années. Il ne s'embarrasse pas de ronds de jambe, et traite tout le monde comme de simples bleu. Sauf évidemment le seigneur Agelmar et les quelques rares autres personnes qu'il respecte assez pour cela.
Comme tous les Shinariens, il est prêt à se battre jusqu'au bout pour protéger une femme en détresse, et donner sa vie si nécessaire.
Il fait partie de la petite troupe menée par Ingtar à la recherche du Cor de Valère. Malgré son caractère à couper au couteau, il fait preuve d'une juste impartialité entre les hommes de la troupe, et il se demande si Rand est digne de l'épée marquée du héron qu'il porte. Leur poursuite les mène jusqu'à la pointe de Toman, et Uno fait partie des éclaireurs envoyés pour reconnaître le terrain. Finalement, il s'infiltrer avec les autres à Falme et affronte à l'épée les gardes Seanchans postés pour protéger le Cor. Quand les héros du passé surviennent à l'appel du Cor pour combattre les milliers de Seanchans, Uno et les autres guerriers du Shienar s'en vont à la bataille avec courage sans aucune hésitation.
Rand fait alors usage du pouvoir, et Moiraine Damodred ne peut leur cacher qu'il est le Dragon Réincarné. Venant d'une région où le seul but dans la vie des hommes est de combattre les armées de l'Ombre, Uno et ses hommes prêtent serment de fidélité à Rand.
Durant tout l'hiver, les guerriers du Shienar établissent un campement et restent aux côtés du Dragon. Ils sont impatients de l'aider à combattre dans la mesure de leur moyens, et lui obéissent sans rechigner.
Mais leur campement est découvert, et en pleine nuit des Trollocs et des Myrddraals lancent une attaque surprise contre eux. Malgré leur infériorité numérique, Uno et ses soldats ne se laissent pas abattre. Ayant dormi (comme tout bon Shienarien) avec l'épée à portée de main, ils se battent aux maximum de leurs possibilités et parviennent à les repousser avec l'aide des loups venus à l'aide de Perrin. Tous les guerriers du Shienar sont assez gravement blessés dans les combats, et à part Uno, aucun n'est capable de voyager.
Moiraine envoie Uno mener les guerriers dans le Ghealdan à la rencontre d'un de ses Yeux-et-Oreille. Ils y vont, même s'ils répugnent à être laissés en arrière, mais la personne qu'ils devaient rencontrer n'est pas là. Ils sont donc forcés d'attendre.
Masema commence à acquérir de l'importance en proclamant la venue du Dragon. Bien qu'ils le soutiennent sans failles, Uno et les autres sont loin de le vénérer autant que lui. Néanmoins, sans argent ils sont obligés de rester à ses côtés et de garder pour eux leur pensées.
Alors que des émeutes éclatent un peu partout, Nynaeve découvre Uno dans la foule et prend contact avec lui. En fait, elle le recrute pratiquement pour les aider à trouver un bateau afin de pouvoir quitter les lieux rapidement et poursuivre leur voyage. Uno accepte sans hésiter, se rappelant que Nynaeve est une amie du Dragon (et une femme) et se fait un devoir de protéger les jeunes femmes (au grand dépit de Nynaeve). En contrepartie il promet de ne pas prononcer plus d'un juron toutes les deux phrases. Il arrive (non sans mal) à tenir sa promesse pendant un certain temps, mais parfois des qualificatifs injurieux lui échappent malgré lui.
Quand Galad les suit dans l'intention de retrouver Elayne qu'il sait être avec Nynaeve, il tire son épée, prêt à se battre pour protéger Nynaeve. Finalement, les choses s'arrangent et Galad les aide à se procurer un bateau. Mais pour l'atteindre, ils sont obligés de se battre avec une foule hargneuse déterminée à les tuer. Uno, les hommes du Shienar et Galad leur font un rempart de leur corps, et ils parviennent à atteindre le bateau. Uno se charge alors de convaincre le capitaine de les embarquer avec un regard menaçant qui atteint son objectif.
Uno, blessé pendant la bagarre est soigné par Nynaeve à bord du bateau. Nynaeve en retire un nouveau respect tout neuf de sa part, et il l'escorte jusqu'à Salidar. Là, pendant un moment il cherche un moyen de l'aider à s'enfuir comme elle semblait le souhaiter, mais finalement quand Egwene est promu Amyrlin, il se charge de l'entraînement de la cavalerie de l'armée de Gareth Bryne. Uno est ensuite chargé de mener un millier de cavaliers lourdement armés pour les Aes Sedai. Ses talents de stratège et de combattants ne seront pas dédaignés par la suite.

### Valan Luca
Malgré son intérêt immodéré pour les femmes à qui il aime conter fleurette, ainsi que pour sa propre personne, Valan Luca est aussi le directeur d'une troupe d'artistes et d'une ménagerie privée itinérante. Originaire d'Illian, et n'ayant pas encore atteint l'âge mûr, Valan Luca est un homme de grande taille aux cheveux sombres et ayant une belle mine. Ayant eu quelques difficultés avec les Chevaux-Sangliers Géants de Cerandin, Valan Luca et sa troupe sont contraints de se diriger vers le Ghealdan. En chemin, ils croisent Elayne, Nynaeve, Thom Merrilin et Juilin Sandar et Luca leur propose de leur donner un spectacle. Pressés par le temps, ils refusent et Nynaeve donne à Luca un sous d'argent par moquerie pour cet homme qui est visiblement trop bien de sa personne.
Mais peu de temps après, les circonstances ont changé, et elles sont obligées de trouver refuge dans la ménagerie itinérante de Luca. Elayne et Juilin deviennent funambules, Thom jongleur, et Nynaeve une cible vivante pour les flèches de Birgitte. Malgré une forte rancœur au départ contre leurs personnes, Valan Luca ne tarde pas à s'accommoder de leur présence, d'autant qu'on lui a promis une jolie somme qui permettrait à sa troupe de vivre plus confortablement. Luca tente dans un premier temps de séduire Elayne, mais fermement repoussé et découragé par Thom, il s'intéresse bien vite à Nynaeve. Impressionné par le courage que requiert son numéro (et peut être par le costume qu'elle doit porter), ainsi que par le fait que Nynaeve n'ose pas le rembarrer une bonne fois pour toutes, il ne cesse de faire son éloge, de tenter de la séduire et de lui offrir de fleurs. Visiblement très amoureux et inquiet pour les risques que cours Nynaeve dans le Ghealdan en pleine agitation, il lui offre sa protection et lui demande même sa main. Flattée, bien que pas du tout intéressée, Nynaeve décline poliment sa proposition et s'en va à Salidar avec les autres.
Quelque temps plus tard, Valan Luca s'étant résigné à propos de Nynaeve finit par épouser Lattelle la dresseuse d'ours de la troupe. Il servira également de couverture discrète à Mat, à Bayle Domon et à Tuon, malgré une forte animosité entre lui et Mat.

### Le Ténébreux
Le Ténébreux, de son vrai nom Shai'tan, est le principal antagoniste de la saga La Roue du temps. D'après les glossaires, il est "la source du mal, antithèse du Créateur". L'Aes Sedai Vérine Mathwin ajoute qu'il est "l'incarnation du paradoxe et du chaos, le destructeur de la raison et de la logique, le briseur d'équilibre, le démolisseur de l'ordre". D'après les glossaires toujours, le nom "Shai'tan" peut être rapproché de Seth ou Satan.

#### Une Constante depuis la Création
À l'instant de la Création, le Ténébreux fut enfermé par le Créateur dans le Shayol Ghul, et cela est une constante dans chacun des mondes que la Roue du Temps pourrait tisser. Durant l'Ère des Légendes, l'Aes Sedai Mierin Eronaile, pensant avoir découvert une nouvelle source de Pouvoir canalisable par les hommes et les femmes, creusa le Forage dans la prison du Ténébreux, lui permettant ainsi d'atteindre le monde et déclenchant la Guerre de l'Ombre. Le Forage fut scellé par Lews Therin Telamon et ses Cent Compagnons, mais le Ténébreux riposta en posant une Souillure sur le saidin.

#### Appellations
Comme nommer le Ténébreux, c'est-à-dire prononcer son vrai nom (Shai'tan), apporte immanquablement un désastre, les différents peuples ont inventé de nombreux euphémismes pour le désigner :
- Le Ténébreux
- Le Grand Seigneur des Ténèbres (utilisé par les Amis du Ténébreux, qui pensent que prononcer son nom serait du blasphème)
- Ba'alzamon (Cœur des Ténèbres en langue trolloque)
- Père des Mensonges
- Aveugleur (utilisé par les Aiels)
- Seigneur de la Tombe
- Le Vieil Inexorable
  - Père des Tempêtes (utilisé par les Atha'an Mierre)
  - Berger de la Nuit
- Flétrisseur de feuilles
- Brûleur d'Herbe
- Fléau-du-cœur
- Fléau-de-l'âme

### Réprouvés

#### Aginor
Aginor est l'un des huit hommes Réprouvés. On sait peu de choses à son sujet, si ce n'est qu'il était presque aussi puissant qu'Ishamael, « le Traître à l'espoir », à l'époque de la Destruction du Monde.
Enfermé comme les autres Réprouvés dans le Shayol Ghul, il semble qu'il ait été emprisonné plus près de la surface, ce qui explique qu'il ait été l'un des premiers, avec Balthamel, à se libérer. Alors d'apparence cadavérique, avec une peau craquelée, des mèches de cheveux éparses, des yeux profondément enfoncés dans leurs orbites, des mains comme des serres sans ongles, après avoir passé des millénaires à se dessécher, il reprend très rapidement une apparence plus humaine en puisant des forces dans la réserve de Saidin pur à l'Œil du Monde.
C'est là que Moiraine Damodred l'affronte, mais elle ne parvient à le retenir que quelques secondes, ce qui laisse à Lan, Nynaeve et elle-même le temps de s'éloigner un peu. Mais Aginor se lance aussitôt à leur poursuite. C'est alors à Rand de le combattre, en utilisant pour la toute première fois sa faculté de canaliser le pouvoir unique, jusqu'à la mort d'Aginor.
Finalement, le Ténébreux ressuscite Aginor sous le nom d'Osan'gar, prêt à se venger et à servir son maître. Il se fait alors passer pour un Asha'man sous l'identité de Corlan Dashiva. Dans ce nouveau rôle, il tente de gagner les faveurs de Rand en restant dans son entourage. Il suit avec intérêt l'évolution de la folie chez Rand ainsi que sa traque des autres Réprouvés.

#### Asmodean
Asmodean est originaire de Shorelle, un village portuaire de l'époque de l'Ère des légendes. De taille moyenne, Asmodean est un homme d'âge bien de sa personne et très orgueilleux de ses talents. Il est d'assez belle prestance, avec sa taille plus grande que la moyenne et ses cheveux châtain foncé. Il porte des vêtements de grande qualité, et une cape de ménestrel lorsqu'il voyage sous l'identité de Natael.
Jadis connu sous le nom de Joar Addam Nessosin, Asmodean rejoignit les rangs des Réprouvés afin d'acquérir le pouvoir et la célébrité. Pour devenir le seul véritable artiste des terres qu'ils régentaient alors, il fit éliminer ou mutiler ceux qui pourraient rivaliser avec lui. Mais un de ses actes les plus horribles fut sans doute d'avoir livré sa propre mère aux Myrddraals.
Lorsque le Ténébreux fut enfermé dans le Shayol Ghul, Asmodean y fut aussi emprisonné pendant trois mille ans. Mais finalement, les sceaux s'affaiblissant, il réussit à se libérer et recommença dès lors à élaborer ses plans.
Avec Lanfear, il se prépare à aider Rand à Canaliser le Saidin, dans le but de l'utiliser pour éliminer les autres Réprouvés, et se procurer ainsi une puissance plus grande encore ; il le rencontre dans le Désert des Aiels sous l'identité de Jasin Natael, ménestrel intéressé par les aventures du Dragon Réincarné. Mais, contrarié par l'attitude de Rand consistant à n'accomplir que son devoir, et peut-être déçu par ce qu'il croit être de la faiblesse, il change de plan.
Dans le but de gêner Rand, il dote Couladin, du clan des Shaidos, de deux Dragons sur ses avant-bras, lui permettant ainsi de se revendiquer Car'a'Carn, ce qui provoquera la scission des Aiels. Asmodean profite de cette diversion pour tenter de s'emparer du plus puissant Sa'angreal masculin à Rhuidean. Averti par Lanfear, Rand le rattrape et ils luttent ensemble avec la moitié du Sa'angreal l'un contre l'autre. La cité de  Rhuidean est ravagée, mais aucun ne parvient à prendre le dessus. Alors Rand se sert simultanément d'un simple Angreal pour couper Asmodean de ses liens avec le Ténébreux. Vaincu, Asmodean s'effondre.

##### Ménestrel et enseignant
Rand lui laisse alors la vie sauve, et lui ordonne de lui enseigner de son mieux les secrets du Saidin. Asmodean sait qu'il n'a plus le choix : une fois son lien avec le Ténébreux brisé, les autres Réprouvés croiront qu'il a trahi et feront tout pour le tuer. En effet, Lanfear s'empresse d'aller leur raconter une version déformée des faits qui le met dos au mur.
Asmodean commence alors à enseigner à Rand tout ce qu'il peut, bien qu'empêché lui-même par Lanfear de Canaliser de manière dangereuse, et il utilise la fausse identité de ménestrel attitré du Dragon Réincarné. Rand apprend alors à voyager grâce à un Portail, ce qui facilite beaucoup ses déplacements en attendant de savoir Voyager à proprement parler. Il lui enseigne aussi à protéger ses rêves des incursions des Sagettes, de Lanfear et du Ténébreux, ainsi que le maniement des cinq pouvoirs et toutes les connaissances qu'il possède sur les autres Réprouvés, leurs buts et leurs identités. Il lui apprend également avec difficulté à trancher les tissages de Saidar exercés contre lui, et à canaliser un tissage qui rend invisible les personnes immobiles.
Finalement, il est rattrapé par l'un des sbires du Ténébreux et il est assassiné pendant le raid contre Caemlyn.
Des doutes existent sur l'identité et les motivations de son meurtrier, bien que Robert Jordan ait affirmé à de nombreuses reprises que les indices sont dans les livres (Read And Find Out « lisez et trouvez »).

#### Balthamel
Jadis appelé Eval Ramman, il est plus connu sous le nom de Balthamel. Par la suite, et après son changement de sexe lors de sa réincarnation, il prend le nom d'Aran'gar et se fait passer pour une certaine Halima Saranov. Brûlé et broyé par la Roue sous son apparence masculine. Réincarné en jeune femme voluptueuse, aux yeux verts, au teint ivoirin et aux cheveux noirs

##### À l'époque de l'Ère des Légendes
À cette époque, le nombre de noms, variant de un à trois, définissait l'importance et le pouvoir d'une personne, comme Lews Therin Telamon.
Balthamel était autrefois un historien compétent. Mais son ego surdéveloppé, sa propension à la violence, son goût prononcé pour les plaisirs de la chair et sa fréquentation des pires rebuts de la société lui valurent de perdre toute chance d'accéder un jour à ce fameux troisième nom tant convoité. Cela eut pour effet de déchaîner sa colère, au point de se tourner vers le Ténébreux, accédant par la même occasion à l'immortalité.
Ses activités se concentrèrent alors dans l'organisation d'un réseau d'espionnage rivalisant avec celui de Moghedien, et dans la création de camps humains servant de nourriture aux Trollocs. Comme Aginor, lorsque la prison du Ténébreux fut scellée, il fut enfermé non loin de la surface, et broyé par le passage de trois millénaires.

##### Libération
Finalement, sa longue souffrance prit fin, et Balthamel put se libérer, mais son corps entièrement ravagé fut atrocement marqué et brûlé, et il perdit notamment l'usage de sa langue. Pour parer à cela, il revêtit un masque de jeune homme souriant et attendit impatiemment qu'Aginor le rejoigne, ce qui ne tarda pas. Tous les deux surprirent alors le groupe mené par Moiraine Damodred. Là, ils parlèrent un instant avant de commencer à se battre. Balthamel propulsa Lan au loin, et quand Nynaeve tenta de le poignarder pour le venger, il la saisit férocement par le menton, prenant un plaisir évident à raviver les plaisirs perdus pendant son enfermement dans le Shayol Ghul durant trois millénaires.
Mais avant qu'il ait pu faire quoi que ce soit, l'Homme Vert, Gardien de l'Œil du Monde, se jeta sur lui et ils s'affrontèrent. L'Homme Vert fut brûlé gravement et il périt, mais parvint à tuer Balthamel avant de succomber, en lui faisant ingurgiter des  champignons toxiques.

##### Réincarnée
Toutefois, étant un serviteur fidèle - mais surtout utile - il est réincarné par le Ténébreux dans le Shayol Ghul pour continuer à le servir, mais cette fois, sous l'apparence d'Aran'gar, une jeune et jolie femme. Ainsi, Aran'gar est la seule femme capable de canaliser le Saidin. Tout d'abord en fureur du fait de cette métamorphose, elle ne tarde pas à en comprendre les avantages quand elle peut s'infiltrer sous l'identité de Halima Saranov chez les Aes Sedai de Salidar. Aran'gar conserve de plus la personnalité lubrique et sadique de sa précédente vie, tentant au passage de séduire autant de personnes que possible, et révèle que ses goûts n'ont pas changé, mais se sont simplement « amplifiés ».
Servant le Ténébreux, elle (il) libère Moghedien qui avait été capturée par un a'dam, et assassine notamment plusieurs Aes Sedai tout en faisant son possible pour embrouiller l'esprit d'Egwene al'Vere devenue la nouvelle Amyrlin.

#### Ishamael

##### Avant les Ténèbres
Elan Morin Tedronai était un philosophe et un théologien de l'Ère des Légendes. Il est décrit comme un homme brun, au regard pénétrant et possédant un charisme de meneur. Lorsque le trou dans la prison du Ténébreux fut foré, il fut le seul à ne pas se laisser envahir par le désespoir et à considérer les événements de manière froide et calculatrice. En effet, il montra que la lutte entre le Créateur et le Ténébreux avait lieu depuis le commencement des temps de manière cyclique, et que les humains étaient utilisés comme des pions dans cette lutte. Il parvint à la conclusion qu'il était possible que le Ténébreux gagne cette lutte et défasse La Roue du temps. C'est ainsi qu'il devint le premier des Élus.

##### Le premier Élu
Il devint le champion du Ténébreux, ses pouvoirs étant égaux à ceux de Lews Therin Telamon. Il déclara son allégeance aux Ténèbres lors d'une assemblée d'Aes Sedai, se basant sur le fait que la Lumière était en train de perdre le combat. Cette trahison provoqua des émeutes, et le peuple lui donna alors le nom d'Ishamael, littéralement « Traître à l'espoir » dans l'Ancienne Langue. Pendant la Guerre de Pouvoir, il n'avait pas le commandement des troupes, mais fut pourtant vaincu par Lews Therin Telamon lors de la bataille des Portes de Paaren Disen.

##### Emprisonné?
Il semblerait qu'Ishamael, lorsqu'il fut emprisonné avec les autres Réprouvés dans la prison du Ténébreux, ne fut que partiellement captif (à la différence d'Aginor et Balthamel qui furent emprisonnés près de la surface du trou et donc subissaient le passage du temps) : en effet, son âme était alors capable de s'échapper de la prison du Ténébreux de manière ponctuelle. Une autre hypothèse serait qu'Ishamael n'ait pas du tout été emprisonné, comme on peut le déduire du prologue du premier tome où Ishamael, incarné dans son propre corps, s'adresse à Lews Therin après que ce dernier ait scellé la prison du Ténébreux. De plus, lors d'un souvenir remontant à la Destruction qu'a Rand al'Thor à Rhuidean, une Aes Sedai suspecte qu'Ishamael n'a pas été complètement emprisonné, voire pas du tout.
Un historien Ogier du nom de Aran, fils de Malan, énonça la théorie selon laquelle Ishamael serait libéré de la prison du Ténébreux tous les multiples de quarante années. Il est communément admis qu'Ishamael est le responsable des crises majeures après la Destruction, telles que les Guerres Trollocs, la Guerre de Cent Ans et la fondation de l'Ajah Noire. Il semble également avoir pris les traits de Jalwin Moerad, conseiller du roi Arthur Aile-de-Faucon et responsable de la chute de l'empire de ce dernier, en l'ayant convaincu d'envoyer une partie de son armée de l'autre côté de l'océan d'Aryth, de faire le siège de Tar Valon et de l'avoir poussé à refuser l'assistance d'Aes Sedai sur son lit de mort. Jalwin Moerad disparut après environ 40 ans, ce qui tend à confirmer la théorie de Aran.

##### Ba'alzamon
De longues années de captivité et le fait d'être partagé entre le monde réel et un possible sommeil éternel semblent avoir rendu Ishamael fou. De plus, il est l'un des rares privilégiés à qui le Ténébreux permettait de canaliser le Vrai Pouvoir, une source similaire au Pouvoir Unique, mais puisée dans le Ténébreux lui-même (s'il le permet) au lieu de la Vraie Source. Bien que cette source semble être plus puissante dans certains domaines que le Pouvoir Unique (on peut par exemple détruire la cuendillar avec le Vrai Pouvoir, les écrans qui bloquent la Vraie Source ne bloquent pas le Vrai Pouvoir), son utilisation est plus addictive que la saidar ou le saidin et conduit son utilisateur à la folie avant de causer sa mort. Ishamael en arriva à croire qu'il faisait partie intégrante du combat entre le Dragon et les Ténèbres, et cela bien avant l'Ère des Légendes. Il semblerait en tout cas qu'il en vint à croire qu'il était le Ténébreux lui-même, et à se faire connaître des Trollocs et autres engeances de l'Ombre sous le nom de Ba'alzamon (« Cœur des Ténèbres » en langage Trolloc). Son apparence, et sa capacité à les mener, alors que tous les autres Réprouvés étaient emprisonnés, les ont convaincus, et de ce fait, le monde vint à croire que Ba'alzamon était le nom Trolloc désignant le Ténébreux.
C'est sous cette identité qu'il pourchasse sans relâche Rand al'Thor dans ses rêves, ainsi que Mat et Perrin, essayant de trouver le Dragon Réincarné et de les convertir à l'Ombre. Apparaissant dans le monde de la Pierre-Porte, il grave un premier héron dans la paume de la main de Rand, en faisant chauffer son épée. Il apparaît ensuite dans le ciel de Falme, se battant contre Rand et le blessant au flanc, dès sa libération définitive de la prison du Ténébreux. Il fut finalement vaincu dans le Cœur de la Pierre de Tear par Rand utilisant Callandor, l'épée sa'angreal. C'est lors de ce combat que Rand apprit que Ba'alzamon, celui qui le persécutait depuis le début du cycle, était en fait Ishamael et que son combat contre les Ténèbres ne faisait que commencer.

##### Moridin
Ishamael est ressuscité sous le nom de Moridin, terme qui signifie « mort » dans l'Ancienne Langue, et également proche de son véritable nom « Elan Morin ». À la suite de cette résurrection, le Ténébreux le nomma son Nae'blis, autrement dit son régent du Jour du Retour, grade très convoité le plaçant au-dessus des autres Réprouvés. Il acquiert le contrôle de Moghedien et de Cyndane par le biais de pièges à esprit. Les autres Élus disent de lui qu'il est encore plus fou qu'auparavant, bien qu'il possède plus de contrôle sur lui-même qu'avant sa résurrection. Lorsque Moridin a été nommé Nae'blis, le Ténébreux lui a donné le droit exclusif de pouvoir canaliser le Vrai Pouvoir émanant du Ténébreux. Un lien unit le Dragon Réincarné Rand Al'Thor à Moridin après la mort de Semirhage. Ils se rencontrent à nouveau durant leur sommeil et tous deux sont capables de recourir au Vrai Pouvoir, dont la puissance surpasse de loin tous les autres.

#### Mesaana
Connue auparavant sous le nom de Saine Tarasind, Mesaana était une érudite qui avait souhaité entrer au Collam Daan, ce qui lui avait été refusé. De dépit, elle s'est donc tournée vers l'Ombre. Grande, des yeux bleus, la voix sonnant comme une cloche d'argent.
Bien que ses objectifs ne soient pas clairement exposés, on voit que Mesaana intrigue à partir de la Tour Blanche. Elle contrôle l'Ajah Noire par le biais de la Gardienne des Chroniques, Alviarin Freidhen.
Elle aurait aussi aidé le réprouvé Be'lal à piéger Elayne, Egwene et Nynaeve à Tear dans le tome 3 VO, dans le but d'attirer Rand et le tuer.
Elle a également conspiré dans le but de capturer Rand à Cairhien, pour le ramener à Tar Valon.
Dans le récit, elle n'apparaît jamais sous son véritable jour, étant toujours déguisée grâce au Pouvoir. Elle est cependant décrite comme étant grande, avec de grands yeux bleus et une voix comme une cloche d'argent.
Le personnage de Mesaana est un des plus énigmatiques de la saga, à l'image de celui de Demandred, leur identité aussi bien que leurs desseins restant inconnus jusqu'à une phase très avancée de la série.

#### Lanfear
Connue durant l'Ère des Légendes sous le nom de Mierin Eronaile, Lanfear est considérée comme une femme d'une beauté incomparable, avec ses yeux noirs et profonds. Grande avec de longs cheveux noirs, elle est plus belle encore que la voluptueuse Graendal. Elle a été impliquée dans une relation amoureuse avec Lews Therin Telamon, mais ce dernier se sépara d'elle lorsqu'il se rendit compte que la seule chose qui intéressait Mierin était le pouvoir. Quant à elle, toujours amoureuse de Lews Therin, elle pense qu'il ne l'aurait jamais quittée s'il n'avait pas rencontré Ilyena.

##### Sharom
Après sa rupture avec Lews Therin, elle devient chercheuse au Collam Daan, une université de renommée mondiale durant l'Ère des Légendes. Associée à une équipe d'experts, elle dirige un projet de recherche concernant une nouvelle source de pouvoir dans laquelle hommes et femmes pourraient puiser, quel que soit leur sexe. Il s'agit de la recherche la plus importante de cette Ère, les perspectives semblant illimitées si cette source était découverte.  Lors d'une expérience au Collam Daan, Mierin, pensant avoir finalement trouvé cette source, fore en réalité dans la prison du Ténébreux enfermé depuis la Création, détruisant ainsi l'université et la ville. À cet instant précis, le Ténébreux put toucher le Dessin de la Roue. D'une certaine manière, on peut considérer que Mierin a atteint son but initial - à savoir trouver une source de pouvoir utilisable par les hommes et femmes - car le Ténébreux permet à ses serviteurs les plus fidèles d'accéder à la source du Vrai Pouvoir, source proche du Pouvoir Unique mais plus dangereuse et corruptrice.
Après cet incident majeur, elle prête serment d'allégeance au Ténébreux et prend le nom de Lanfear, littéralement « Fille de la Nuit » (à noter que c'est la seule parmi les Réprouvés à avoir choisi elle-même son nom en tant qu'Élue). Elle dévoile alors sa trahison publiquement à la Chambre de l'Assemblée des Serviteurs. Lanfear est connue depuis lors comme étant la plus puissante des cinq Réprouvées femmes. Elle se considère comme étant la maîtresse du Tel'Aran'Rhiod, le Monde des Rêves, bien que Moghedien semble la surpasser dans ce domaine.

##### Libérée
Une fois libérée du sceau l'enfermant dans la prison du Ténébreux, Lanfear se met en quête de Rand, supposé être la réincarnation de son ancien amant. Elle se présente à lui sous l'apparence de Séléné, une belle jeune femme originaire du Cairhien apparue dans le monde de la Pierre-Porte, se faisant attaquer par un Grolm, une créature séanchane. Elle tente à plusieurs reprises de le séduire grâce à sa beauté, et l'incite à s'emparer du pouvoir et de la gloire, ce que Rand refuse toujours. Elle disparaît peu après aux environs de la cité de Cairhien, dans un village situé à côté de la statue géante du Choedan Kal. Elle réapparaît ensuite dans Cairhien, pendant que Rand et Loial se font poursuivre par des Trollocs. Elle leur conseille de trouver refuge dans la Maison du Chapitre de la guilde des Illuminateurs.
Elle disparaît encore une fois à la suite de cet épisode, pour réapparaître plus tard dans le désert des Aiels sous l'apparence de Keille Shaogi au côté d'Asmodean se faisant passer pour un ménestrel du nom de Jasin Natael. Après le combat entre Rand et Asmodean dans Rhuidean, elle coupe ce dernier du Pouvoir unique, ne lui laissant la capacité de Canaliser qu'un très faible flot de saidin, suffisamment pour qu'il puisse enseigner à Rand à s'en servir. Occupée par les complots qu'elle mène activement avec et contre les autres Réprouvés, elle charge Kadere le Colporteur de surveiller Rand pour elle.
Quand elle retourne voir Kadere pour qu'il lui fasse son rapport, elle apprend l'aventure de Rand avec Aviendha. Elle entre alors dans une rage folle, écorche la peau de Kadere au sens propre du terme, et tue des dizaines d'Aiels. Elle torture Egwene al'Vere et Aviendha, tentant de savoir laquelle est en cause, et Rand s'interpose de son mieux. Elle tente alors de tuer Rand avec un angreal qui permet de canaliser davantage de saidar. Or, Rand en possède un également, et il serait en mesure de la tuer, mais il ne peut se résoudre à occire une femme, et rapidement c'est lui qui se retrouve dominé. Moiraine profite de l'attention que porte Lanfear à Rand pour se jeter sur elle. Toutes les deux passent à travers le ter'angreal ramené de Rhuidean qui se met à fondre, les tuant toutes les deux. Mais Moiraine avait prévu ce fait avant qu'il ne se produise, et avait même écrit une lettre à Rand à ce sujet, lui souhaitant bonne chance.

##### Cyndane
Réincarnée par le Ténébreux, Lanfear est maintenant Cyndane, « Dernière chance » dans l'Ancienne Langue. Bien que ce fait ne soit pas confirmé directement, la haine de Cyndane envers Rand, ainsi que ses souvenirs, semblent confirmer ce point. Bien que ses pouvoirs semblent moins importants qu'avant sa réincarnation, son opiniâtreté à empêcher Rand d'être heureux avec une autre femme rappelle le comportement de Lanfear. Plus loin dans l’histoire, certains indices soulignent que Cyndane était plus puissante avant sa rencontre avec les Aelfinns et les Eelfinns, êtres qu'elle aurait pu rencontrer après avoir survécu à Moiraine lorsqu'elles passèrent toutes les deux à travers le portail. Cyndane mentionne également sa volonté d'aider Rand contre le Ténébreux et le Créateur, ce qu'elle lui avait déjà proposé en tant que Lanfear.
Cyndane est l'opposé physique de Lanfear : petite avec des cheveux gris et des yeux bleus. Elle est actuellement sous la possession de Moridin par le biais d'un piège à esprit.

#### Moghedien
Autrefois, Moghedien était connue sous le nom de Lilen Moiral. Gérant les finances d'activités inconnues de nos jours, elle estimait ne pas accomplir un travail digne d'elle, c'est sans doute pourquoi elle a fini par se tourner vers le Ténébreux. Elle avait alors 200 ans, ce qui est assez jeune pour une Aes Sedai de l'époque. Dès lors, au lieu de se dévoiler au grand jour, elle monta avec habileté un réseau d'espionnage à l'intérieur des structures de commandement de Lews Therin Telamon, et elle mena de nombreuses opérations de sabotage qui conduisirent à la mort des milliers de personnes, aussi bien civiles que militaires.
Un jour qu'elle tendit une embuscade particulièrement audacieuse dans l'intention d'écarter définitivement la menace que représentait Lews Therin, elle fut contrariée dans ses intentions par Birgitte (connue à l'époque sous le nom de Teadra). Sa tentative échoua, mais sa trahison fut révélée à tous. Sa capacité à garder le secret sur sa nouvelle allégeance pendant des années, ses activités, et ses méthodes d'action (avancer à pas prudents sans prendre de risques, prendre ses précautions, n'attaquer que lorsqu'on est sûr de la victoire, et alors tuer instantanément) lui valurent le surnom de Moghedien, qui désigne une araignée particulièrement mortelle.
Lorsque le Ténébreux fut enfermé dans le Shayol Ghul, elle fut enfermée elle aussi, liée à lui comme tous les Réprouvés pendant plus de 3 000 ans.

##### Libérée
Lorsqu'elle fut enfin libérée de sa prison, le premier acte de Moghedien fut de rechercher des informations sur l'Ère des Légendes, les connaissances que l'on en gardait (peut-être afin de cerner les souvenirs conservés à son propre sujet, forces et faiblesses), ainsi que sur tous les évènements advenus depuis cette époque.
Elle voyage alors dans le Tarabon, à Tanchico, pour surveiller les activités des membres de l'Ajah Noire ainsi qu'un a'dam caché qui fonctionne pour les hommes. Pour cela, elle prend l'apparence d'une servante, et commence à établir des plans dans l'ombre.
Nynaeve s'étant rendue sur place avec Elayne, Moghedien les rencontre, et use de la Compulsion afin d'apprendre les raisons de leur présence (qui sont identiques à celles l'Ajah Noire). Décidant qu'elle pourra plus tard en faire des serviteurs utiles, elle les laisse néanmoins partir et leur fait oublier la rencontre. La fois suivante, dans le Palais de la Parnach, Nynaeve étant de nouveau en sa présence, elle parvient à se rappeler qui elle est. Elles s'affrontent alors avec le Pouvoir, et Moghedien s'aperçoit à sa grande consternation qu'elles ont la même puissance. Le combat reste en équilibre, jusqu'à ce que Nynaeve lance sur Moghedien l'a'dam en pleine face. Déconcentrée une seconde, Moghedien est coupée de la Vraie Source. Toutefois, Nynaeve ne peut se résoudre à la tuer, et ne sait comment l'emmener. Moghedien a donc l'occasion de se mettre à l'abri. Désormais, elle n'a plus qu'une envie : se venger.

##### La colère de Moghedien
Alors que Nynaeve quitte la ville, Moghedien se dévoile enfin à l'Ajah Noire. Elle les soumet à l'aide de la Compulsion et de la douleur, et leur ordonne de partir accomplir des missions pour elle, toutes, sauf les plus puissantes qu'elle garde avec elle pour traquer Nynaeve.
Moghedien est l'une des spécialistes du Monde des Rêves, c'est la plus puissante des Réprouvées à l'intérieur de celui-ci, et c'est elle qui le maîtrise le mieux en dépit des affirmations de Lanfear. Toutefois, elle n'ose pas lui contester ouvertement ce pouvoir, car elle est moins forte qu'elle dans le monde réel. Elle espionne et retrouve Nynaeve dans le Tel'Aran'Rhiod, où elle la met à la torture, jusqu'à l'intervention de Birgitte qui parvient à blesser Moghedien de ses flèches. Néanmoins, au cours du combat, Birgitte est expulsée du Monde des Rêves, et apparaît dans la réalité gravement blessée. Nynaeve, terrorisée par cette rencontre, mettra des jours avant d'oser se servir de nouveau d'un Ter'angreal permettant d'accéder au Tel'Aran'Rhiod.
Se faisant passer pour une réfugiée du nom de Marigan, Moghedien retrouve de nouveau Nynaeve et Elayne en Amadicia, réussissant même à se faire suffisamment prendre en sympathie pour pouvoir les suivre ouvertement jusqu'à Salidar. Une nouvelle fois, elle retrouve Nynaeve dans le Monde des Rêves, et malgré le soutien de Birgitte, elle les vainc toutes les deux. C'est son orgueil qui la perd : quand Nynaeve lui joue la comédie en implorant pitié, elle ne se méfie pas, se sachant beaucoup plus habile en ce lieu, et la laisse se rapprocher. Nynaeve fait alors apparaître un a'dam, et le lui passe au cou.

##### Éducatrice en laisse
Moghedien est alors totalement vulnérable. Tout ce qu'elle tente de faire contre Nynaeve se retourne contre elle en pire, et l'autre peut sans difficulté lui occasionner des douleurs incroyables et la forcer à obéir. Interrogée, Moghedien avoue que Rahvin a tendu un piège à Rand al'Thor, et qu'il a l'intention de le tuer dans le Tel'aran'rhiod où il est moins expérimenté.
Elle proteste quand Nynaeve décide d'aller aider Rand, arguant qu'aucune d'elle n'a la force de résister plus de quelques secondes à l'un d'eux. Effectivement, à Caemlyn (toujours dans le Monde des Rêves), les traits de Malefeu fusent dangereusement, et les bâtiments résonnent de leur affrontement. À un moment où Rand est en difficulté, Nynaeve force Moghedien à Canaliser pour faire s'enflammer Rahvin. Surpris, celui-ci est gravement brûlé. Il se reprend et s'apprête à les anéantir quand Rand le tue avec le Malefeu. Nynaeve fait alors boire à Moghedien une potion qui l'endort pour quelques heures. Elle a deviné que Marigan est en fait Moghedien, et de retour dans la réalité, elle lui passe un véritable a'dam pendant son sommeil. Désormais, Moghedien n'a plus d'autre choix que de partager ses connaissances sur le Pouvoir unique avec elles.
Elle leur apprend alors ce qu'elles demandent, mais en réalité, elle en dit le moins possible, faisant tout son possible pour les égarer. Elle réussit même à leur mentir, et ce, malgré l'a'dam. Toutefois, elle leur apprend comment modifier pour un temps leur apparence (en fait, la perception que les autres en ont), comment dissimuler le fait qu'elles sont capables de Canaliser, et détecter un homme qui Canalise.
Quand l'a'dam est confié à Egwene, celle-ci se montre beaucoup plus ferme, et dénonce la supercherie. Plus exigeante, elle réduit Moghedien à l'état d'une personne qui les hait, certes, mais qui est terrifiée par elles. Moghedien leur apprend alors à dissiper la chaleur, et surtout comment Voyager, ce qui leur est très utile.
Libérée par Halima, elle est renvoyée au Shayol Ghul où elle tombe au pouvoir de Moridin, le Nae'Blis. Désormais, elle n'est plus libre d'agir comme elle le souhaite, tout comme Cyndane. Pour se venger, elle devra faire preuve de subtilité, sans quoi son propre maître pourrait la punir.

#### Semirhage
De son vrai nom Nemene Damendar Boann, Semirhage a travaillé et comploté avec Demandred et Mesaana bien avant la Guerre du Pouvoir. Depuis que les Réprouvés sont libres, ils ont continué à élaborer ensemble des plans dans le but de faire chuter le Dragon Réincarné, Rand al'Thor.
Elle est spécialisée dans la Guérison, un Talent qu'elle a porté au plus haut niveau. Capable de soigner n'importe quoi, elle sait parfaitement maîtriser le Pouvoir dans le but de faire souffrir ses ennemis, par la stimulation des zones de la douleur et du plaisir dans le cerveau, d'où son surnom « Lady of Pain » (princesse de la douleur) par Lews Therin Telamon. Elle est sadique, mais révèle aussi avoir un certain penchant masochiste, s'attendant à subir des tortures et se préparant à souffrir.
Elle s'est infiltrée dans l'Empire Seanchan, prenant la place de Diseuse de Vérité de la Fille des Neuf Lunes, Tuon, sous le nom de Anath Dorje.
Comme elle déteste Lanfear, et que celle-ci ne porte que des vêtements blancs, il semble que par réaction Semirhage ne porte que du noir.
Elle est capturée par la cohorte de Rand al'Thor (« Le Poignard des rêves », tome 11 VO). Elle est ensuite interrogée par Cadsuane et d'autres Aes Sedai qui tentent de lui extirper ses connaissances relatives à l'ère des Légendes. Cependant, même si Cadsuane réussit à la faire plier en l'humiliant publiquement (elle l'a fessée devant plusieurs Aes Sedai et des servants, qui tous la respectaient du fait de sa légende effrayante), elle sera malheureusement libérée par Shaidar Haran (un Myrddraal), et aidée de Elza Penfell, une Aes Sedai de l'Ajah noire, elle appose le Bandeau de Domination, un a'dam pour les hommes, autour de Rand al'Thor, le forçant à blesser Elmindreda Farshaw (Min). Elle meurt tuée par Rand, quand il se libère en canalisant le Vrai Pouvoir issu du Ténébreux, et en utilisant le Malefeu.